# Crime de război rusești

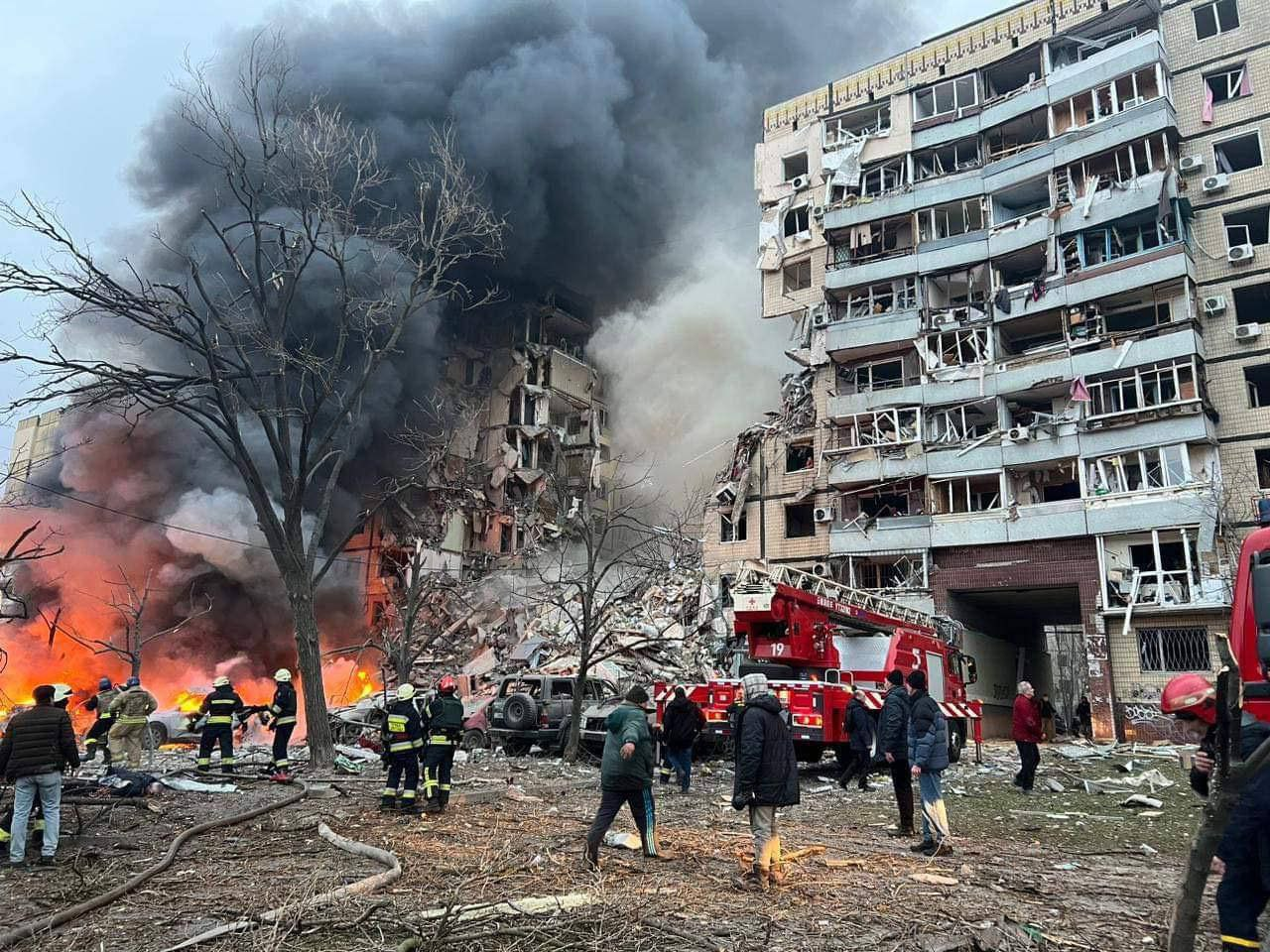
Clădire rezidențială în Dnipro, Ucraina, după un atac cu rachete rusești la 14 ianuarie 2023.

Crimele de război rusești sunt încălcări ale dreptului penal internațional, incluzând crime de război, crime împotriva umanității și crime de genocid comise de forțele armate și paramilitare oficiale ale Rusiei, începând cu perioada post-sovietică, după dizolvarea Uniunii Sovietice în 1991. De asemenea, Rusia a fost acuzată de complicitate la crimele comise de proto-statele sau statele marionetă pe care le finanțează și înarmează, cum ar fi Republica Populară Lugansk și Republica Populară Donețk. Aceste crime au inclus omoruri, torturi, acte de teroare, persecuție, deportare și transfer forțat, dispariții forțate, răpiri de copii, viol, jaf, detenție ilegală, acte inumane, bombardamente ilegale, atacuri asupra obiectivelor civile, utilizarea de arme chimice interzise și distrugerea deliberată a infrastructurii civile.
Amnesty International și Human Rights Watch au documentat crime de război comise de Rusia în Cecenia, Georgia, Ucraina și Siria. De asemenea, Medici fără frontiere a documentat crimele de război comise în Cecenia. În 2017, Oficiul Înaltului Comisar al Națiunilor Unite pentru Drepturile Omului (OHCHR) a raportat că Rusia a folosit arme cu dispersie și incendiare în Siria, comițând crime de război prin atacuri fără discriminare în zone populate de civili. În 2022 și 2023, OHCHR a găsit Rusia vinovată de crime de război în Ucraina. La 13 aprilie 2022, OSCE a publicat un raport care a stabilit că Rusia a comis crime de război, inclusiv în atacul aerian asupra spitalului din Mariupol. Uciderea țintită și dispariția forțată sau răpirile de civili, inclusiv jurnaliști și oficiali locali, au fost, de asemenea, considerate ca fiind posibile crime împotriva umanității.
Până în 2009, Curtea Europeană a Drepturilor Omului (CEDO) a emis 115 verdicte împotriva guvernului rus, în special în cazuri de dispariții forțate, crime, tortură și neinvestigarea corespunzătoare a acestor crime în Cecenia.  În 2021, CEDO a găsit Rusia vinovată de comiterea de crime, torturi și jafuri în Georgia, precum și de împiedicarea întoarcerii a 20.000 de georgieni strămutați.
Ca răspuns la invazia Rusiei în Ucraina, guvernele occidentale au impus sancțiuni internaționale ample împotriva oficialilor ruși în 2014 și din nou în 2022. În 2016, Rusia și-a retras semnătura de la Curtea Penală Internațională (CPI), atunci când Curtea a început să investigheze anexarea Crimeii. Ca urmare, Adunarea Generală a ONU a suspendat Rusia din Consiliul pentru Drepturile Omului în 2022, pe fondul crimelor de război din Ucraina. În 2023, CPI a emis mandate de arestare pentru șase oficiali ruși, inclusiv pentru Vladimir Putin, acuzați de crime de război în Ucraina.

## Crime de război comise de Rusia înainte de 1991

### Crime de război sovietice
În perioada 1917-1991, numeroase crime de război și crime împotriva umanității au fost comise de Uniunea Sovietică și de republicile sale, inclusiv de Republica Sovietică Federativă Socialistă Rusă și forțele sale armate. ceste crime au fost comise atât de Armata Roșie (ulterior denumită Armata Sovietică, cât și de poliția secretă, NKVD, și trupele sale interne. Multe dintre aceste acte au fost ordonate direct de liderii sovietici, cum ar fi Vladimir Lenin și Iosif Stalin, ca parte a politicii de Teroare roșie, care justifica execuțiile și represiunea politică. În alte cazuri, crimele au fost comise fără ordin împotriva prizonierilor de război sau civililor din țările aflate în conflict inclusiv în Europa de Nord, Centrală și de Est, înainte și după cel de-Al Doilea Război Mondial. Exemple notabile includ Masacrul de la Katyn și violurile în masă comise de trupele sovietice în teritoriile ocupate.
În anii 1990 și 2000, statele baltice au desfășurat procese pentru crime de război, condamnând în contumacie cetățeni ruși pentru crime împotriva umanității comise în timpul și după cel de-Al Doilea Război Mondial, incluzând uciderea și deportarea civililor. În prezent, guvernul rus se angajează într-o politică de negaționism istoric, presa rusă descriind crimele sovietice ca fiind „mituri occidentale”. În manualele de istorie din Rusia, atrocitățile sovietice sunt fie distorsionate pentru a prezenta sovieticii într-o lumină pozitivă, fie eliminate complet. În 2017, președintele rus Vladimir Putin a recunoscut „ororile stalinismului”, dar a criticat ceea ce a descris drept „demonizarea excesivă a lui Stalin” de către „dușmanii Rusiei”.

## Cecenia
După dizolvarea Uniunii Sovietice în 1991, Cecenia și-a declarat independența. Oficialii ruși au refuzat să recunoască această declarație, ceea ce a creat tensiuni între Rusia și Cecenia. Aceste tensiuni au escaladat într-un conflict major la 11 decembrie 1994, când 25.000 de soldați ruși au invadat Cecenia. Războiul s-a încheiat în 1996 cu retragerea trupelor ruse și cu independența de facto a Ceceniei. Cu toate acestea, tensiunile au persistat, ceea ce a condus la un al doilea război în 1999. Acesta a continuat până în 2009, când Rusia a recâștigat controlul complet asupra Ceceniei și a instalat un guvern pro-rus. În timpul ambelor războaie, au fost raportate numeroase crime de război, majoritatea fiind atribuite forțelo ruse. Unele cercetări sugerează că amploarea violenței împotriva cecenilor ar putea fi considerată genocid.
De asemenea, propaganda rusă în timpul războaielor cecene a dezumanizat populația locală, prezentând cecenii drept „negri”, „bandiți”, „teroriști”, „gândaci” și „ploșnițe”, ceea ce a contribuit la intensificarea brutalităților comise împotriva acestora.

### Primul Război Cecen

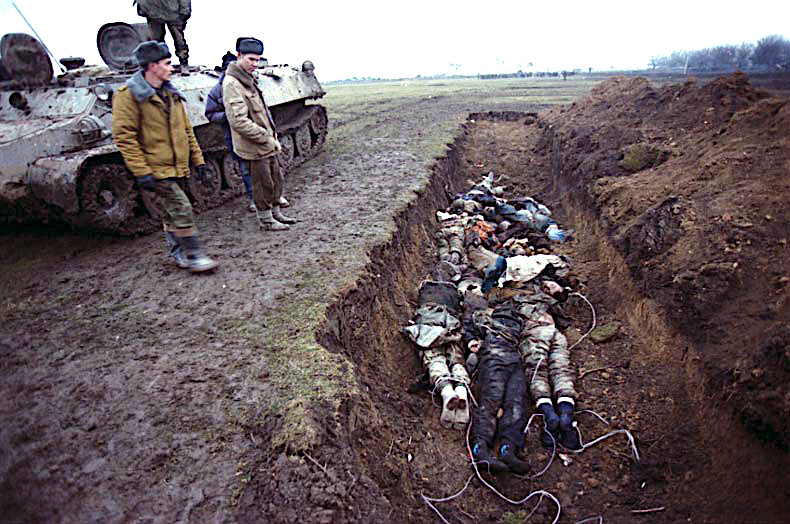
Trupe ruse îngropând cadavre într-un șanț în Cecenia în timpul celui de-Al Doilea Război Cecen

În timpul Primului Război Cecen, organizațiile pentru drepturile omului au acuzat forțele ruse că au desfășurat un război brutal, manifestând un dispreț total față de dreptul internațional umanitar și provocând zeci de mii de victime civile nejustificate în rândul populației cecene. Principala strategie a armatei ruse a implicat utilizarea masivă a artileriei grele și a loviturilor aeriene, ceea ce a dus la numeroase atacuri nediscriminatorii asupra civililor. Potrivit Human Rights Watch, campania a fost „fără precedent în regiune de la Al Doilea Război Mondial încoace, atât prin amploarea, cât și prin caracterul său distructiv”, urmată de luni de bombardamente nediscriminatorii și țintite asupra civililor.
Printre crimele comise se numără utilizarea de bombe cu dispersie interzise, cum a fost cazul atacului din 1995 de la Shali, care a vizat o piață, o benzinărie și un spital, și masacrul de la Samashki din aprilie 1995, în care se estimează că până la 300 de civili au murit. În Samashki, forțele ruse au desfășurat o operațiune de „zachistka”, – percheziții casă cu casă în tot satul. Soldații federali au atacat deliberat și arbitrar civilii și locuințele civile, împușcând locuitorii și incendiind casele cu aruncătoare de flăcări. u deschis focul fără avertisment sau au aruncat grenade în subsolurile unde se ascundeau locuitorii, majoritatea femei, copii și persoane în vârstă. Trupele ruse au ars intenționat multe cadavre, fie aruncându-le în casele în flăcări, fie dându-le foc.
În Prima Bătălie de la Groznîi, raidurile aeriene și bombardamentele de artilerie rusești au fost descrise drept una dintre cele mai intense campanii de bombardament din Europa de la distrugerea Dresdei în timpul celui de-Al Doilea Război Mondial. Istoricul și generalul rus Dmitri Volkogonov a estimat că bombardamentele rusești asupra Groznîi au ucis aproximativ 35.000 de civili, inclusiv 5.000 de copii. Acest lucru a determinat surse occidentale și cecene să descrie strategia rusă ca un bombardament deliberat de teroare. Baia de sânge de la Groznîi a șocat opinia publică din Rusia și din întreaga lume, stârnind critici puternice față de război. Observatorii internaționali din cadrul Organizației pentru Securitate și Cooperare în Europa (OSCE) au descris situația ca fiind o „catastrofă inimaginabilă”, în timp ce fostul lider sovietic Mihail Gorbaciov a calificat războiul drept o „aventură rușinoasă și sângeroasă”, iar cancelarul german Helmut Kohl l-a numit „nebunie pură”.
Într-un raport din martie 1996, Comisia Națiunilor Unite pentru Drepturile Omului (UNCHR) a acuzat trupele ruse de atacuri asupra civililor la punctele de control și de execuții sumare ale bărbaților ceceni capturați, atât civili, cât și combatanți. Două incidente implicau soldați ruși care au ucis lucrători umanitari ce încercau să salveze un civil de la execuție pe o stradă din Groznîi. Într-un alt caz, ofițerii forțelor Ministerului de Interne al Rusiei au deschis focul asupra propriilor soldați care refuzaseră să comită crime împotriva populației civile.

### Al Doilea Război Cecen

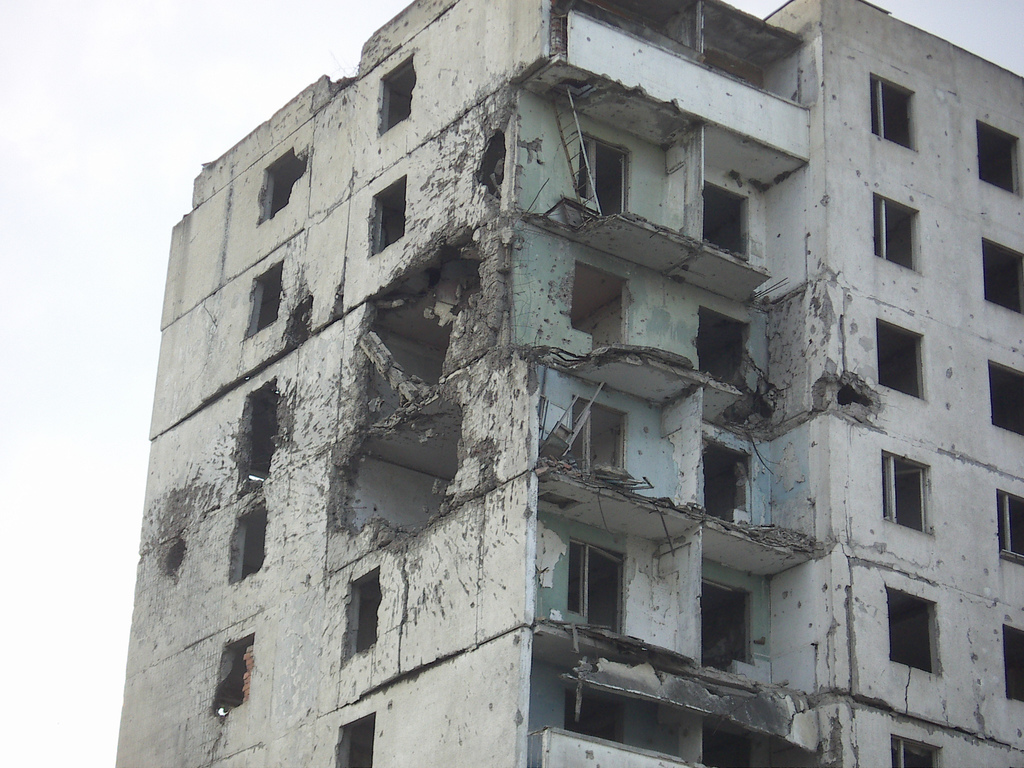
O clădire deteriorată în timpul războiului în Groznîi

Al Doilea Război din Cecenia, care a început în 1999, a fost chiar mai brutal decât primul război. Potrivit activiștilor pentru drepturile omului, trupele ruse au comis în mod sistematic următoarele crime în Cecenia: distrugerea orașelor și satelor fără justificare militară; bombardarea așezărilor neprotejate; execuții extrajudiciare și uciderea civililor; tortură, rele tratamente și încălcarea demnității umane; vătămări corporale grave provocate intenționat persoanelor care nu participau direct la ostilități; lovituri deliberate împotriva populației civile, a vehiculelor civile și medicale; detenții ilegale ale populației civile; dispariții forțate; jefuirea și distrugerea bunurilor civile și publice; extorcare; luarea de ostatici pentru răscumpărare; și comerțul cu cadavre. De asemenea, au fost raportate cazuri de viol, care au afectat atât femeile, cât și bărbații.
Printre crimele comise împotriva populației civile s-au numărat:
- Atacul cu bombe cu dispersie din 1999 de la Elistanzhi, care a avut ca rezultat moartea majorității femeilor și copiilor.[62][63]

- Atacul cu rachete balistice de la Groznîi, în care zece rachete hipersonice au căzut fără avertisment, vizând singura maternitate din oraș, oficiul poștal, o moschee și o piață aglomerată.[64][65][66] Victimele au fost în principal în piața centrală, iar atacul este estimat că a ucis instantaneu peste 100 de persoane și a rănit până la 400.

- Forțele Aeriene Ruse au comis atacuri repetate cu rachete asupra unui convoi mare de refugiați care încerca să intre în Ingușeția printr-o presupusă „ieșire sigură”, în timpul bombardării autostrăzii Baku-Rostov.[67] Acest lucru s-a repetat în decembrie 1999, când soldații ruși au deschis focul asupra unui convoi de refugiați marcat cu steaguri albe.[68]

În timpul masacrului de la Alkhan-Yurt, soldații ruși au ucis în tot satul, executând sumar, violând, torturând, jefuind, incendiind și omorând pe oricine le ieșea în cale. Aproape toate crimele au fost comise de soldați ruși, care jefuiau. Încercările civililor de a opri violența au fost adesea întâmpinate cu moartea. Autoritățile ruse nu au făcut nicio încercare serioasă de a-i aduce în fața justiției pe cei responsabili pentru crimele comise la Alkhan-Yurt. Mărturii credibile sugerează că liderii ruși din regiune erau conștienți de ceea ce se întâmpla și au ales să ignore. Liderii militari ruși au respins incidentul ca fiind „basme”, susținând că trupurile au fost plantate și masacrul fabricat pentru a afecta reputația trupelor ruse. Generalul rus Vladimir Șamanov a declarat că „să nu îndrăzniți să vă atingeți de soldații și ofițerii armatei ruse. Ei fac un lucru sacru astăzi – ei apără Rusia.”

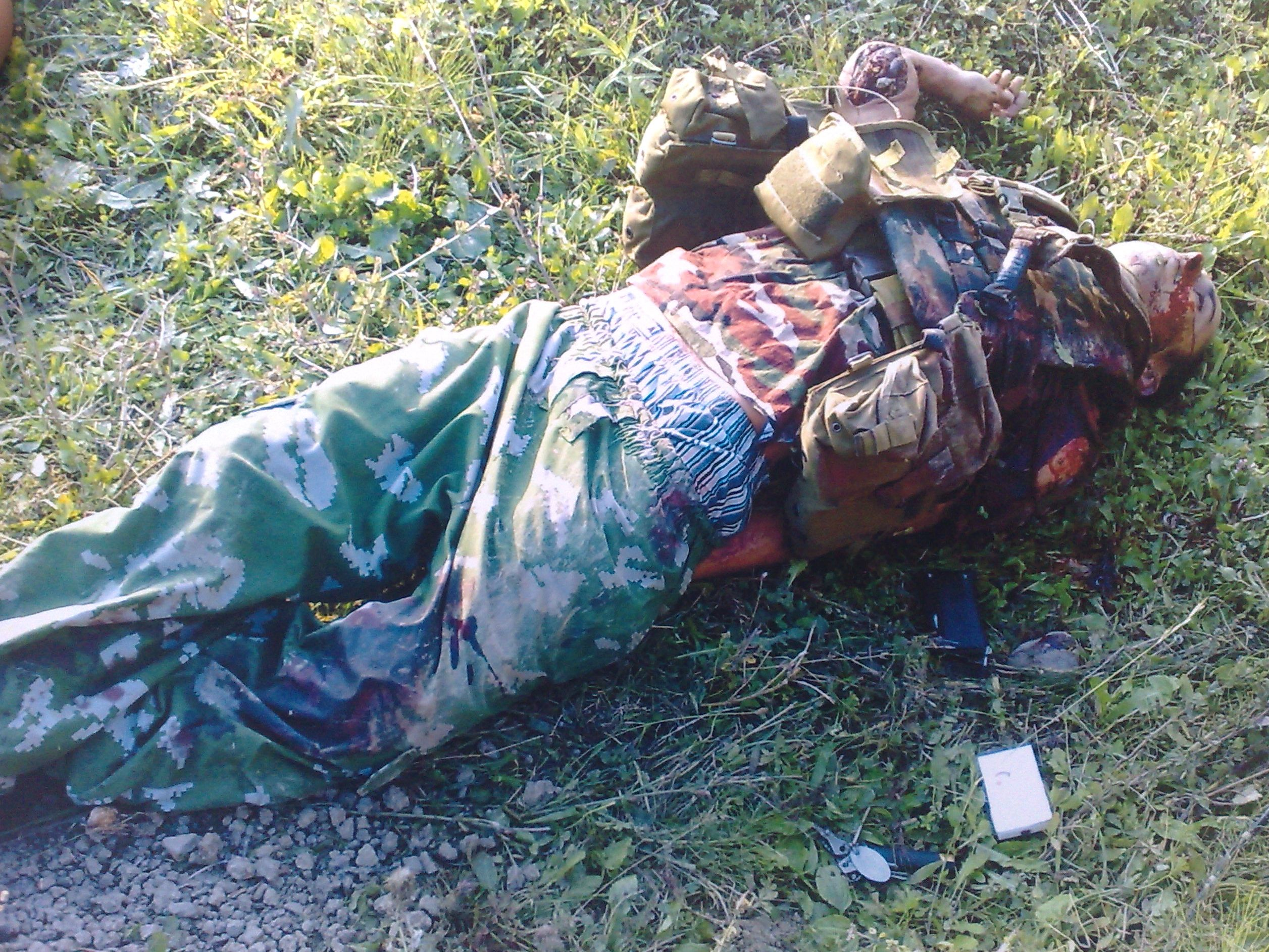
Soldat cecen mort

O altă serie de crime de război a avut loc în masacrul de la Novye Aldi, unde forțele federale ruse au desfășurat o razie (zachistka), care a implicat execuții sumare, ucideri, jafuri, incendieri și violuri ale civililor ceceni. Trupele ruse au bombardat satul cu o zi înainte de a intra, spunându-le localnicilor să iasă din pivnițe pentru o inspecție a doua zi. Odată intrați în sat, soldații ruși au deschis focul automat asupra victimelor, care variau de la bebeluși la persoane în vârstă. Soldații le cereau victimelor bani sau bijuterii, folosind lipsa acestora ca pretext pentru execuții. Au existat mai multe cazuri de viol, iar soldații ruși au jefuit casele civililor în plină zi. Autoritățile ruse au negat constant acuzațiile de abuzuri, iar un purtător de cuvânt al Ministerului rus al Apărării a declarat că aceste afirmații sunt „invenții fără dovezi”.

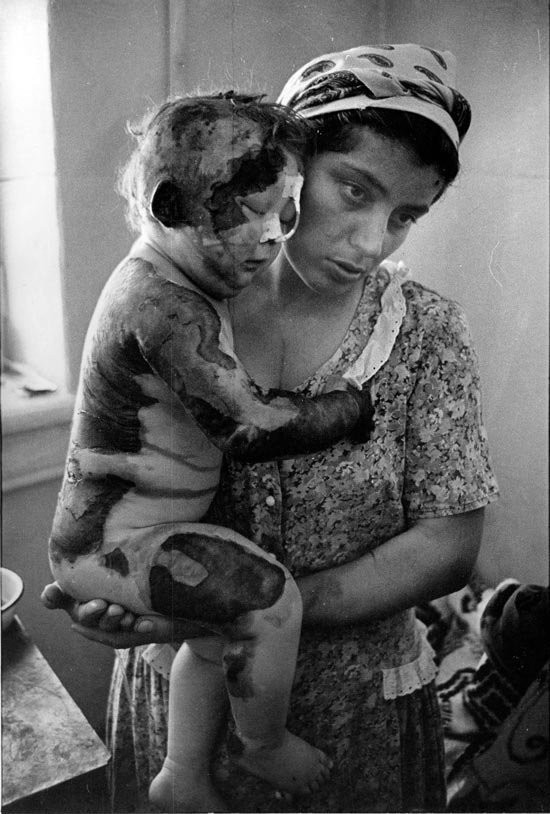
O femeie cecenă cu un copil rănit

În timpul masacrului Staropromîslovskî, între decembrie 1999 și ianuarie 2000, soldații ruși au comis o serie de crime, adunând civili și executându-i sumar. Crimele au inclus jafuri și incendieri pe scară largă. Printre victime s-a numărat întreaga familie Zubaiev, care a fost împușcată pe stradă. Într-un incident, soldații ruși au tras asupra civililor care se ascundeau într-o pivniță, iar după ce aceștia au ieșit cu mâinile ridicate, au fost împușcați. Masacrul a rămas nepedepsit și nerecunoscut de autoritățile ruse.
Asediul și bombardamentele din 1999-2000 asupra orașului Groznîi au cauzat moartea a zeci de mii de civili. Armata rusă a emis un ultimatum, îndemnându-i pe ceceni să părăsească orașul sau să fie distruși fără milă. Aproximativ 300 de persoane au fost ucise în timpul încercărilor de evadare în octombrie 1999 și ulterior îngropate într-o groapă comună. Președintele rus Putin a promis că armata nu va înceta bombardarea orașului Groznîi până când trupele ruse nu vor „îndeplini sarcina până la capăt”. În 2003, Organizația Națiunilor Unite a numit Groznîi cel mai distrus oraș de pe Pământ. Bombardarea orașului Groznîi a inclus utilizarea de bombe termobarice și bombe aer-carburant Buratino, care au provocat suferințe grave civililor ascunși în subsoluri. Au existat, de asemenea, rapoarte privind utilizarea de arme chimice, interzise de legislația internațională.
Lucrătorii umanitari internaționali au fost, de asemenea, vizați. La 17 decembrie 1996, șase delegați ai Comitetului Internațional al Crucii Roșii (CICR) au fost uciși într-un atac comis de bărbați mascați la spitalul CICR din Novye Atagi, în apropiere de Groznîi. În 2010, un ofițer al forțelor speciale ruse, maiorul Aleksi Potyomkin, a afirmat că crimele au fost comise de agenți ai FSB. Un raport din 2004 a identificat soldații ruși care foloseau violul ca formă de tortură împotriva cecenilor. Din cele 428 de sate din Cecenia, 380 au fost bombardate în timpul conflictelor, lăsând în urmă o distrugere de aproximativ 70% a gospodăriilor.

#### Numărul total de victime

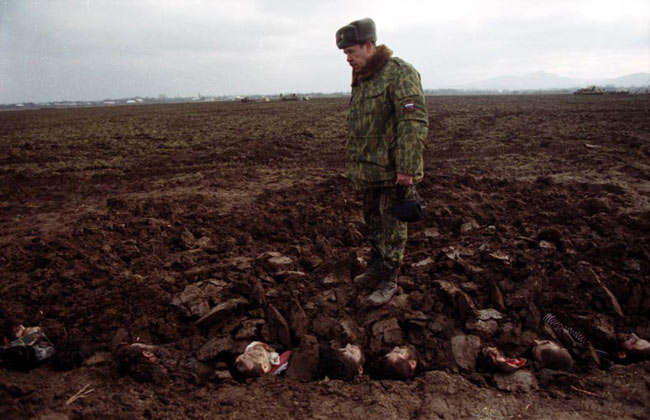
Un soldat rus stă pe o groapă comună a cecenilor din Komsomolskoie, care au fost uciși în Al Doilea Război Cecen, 2000

Amnesty International a estimat că între 20.000 și 30.000 de civili au fost uciși în Primul Război Cecen, în mare parte din cauza atacurilor nediscriminate ale forțelor ruse asupra zonelor dens populate, și că alți 25.000 de civili au murit în Al Doilea Război Cecen. O altă sursă estimează că între 40.000 și 45.000 de civili au fost uciși în al doilea conflict. În 1996, Aleksandr Lebed, pe atunci șeful Securității Naționale a Rusiei, a declarat că 80.000 de oameni au murit în primul război. Combinând estimările, istoricii sugerează că până la o zecime din întreaga populație cecenă ar fi murit în primul război, 100.000 de oameni dintr-un milion. Estimările conservatoare indică faptul că cel puțin 100.000-150.000 de persoane au murit în cele două conflicte. Estimările mai ridicate, avansate de oficialii și cetățenii ceceni, sugerează că numărul celor decedați în cele două războaie ar putea ajunge între 200.000 și 300.000.
De la începutul conflictelor, în Cecenia au fost înregistrate 57 de gropi comune.
Human Rights Watch a raportat între 3.000 și 5.000 de dispariții forțate în Cecenia între 1999 și 2005, clasificându-le drept crime împotriva umanității. ONG-ul cu sediul în Germania, Society for Threatened Peoples, a acuzat autoritățile ruse de genocid în raportul său din 2005 privind Cecenia.

## Georgia

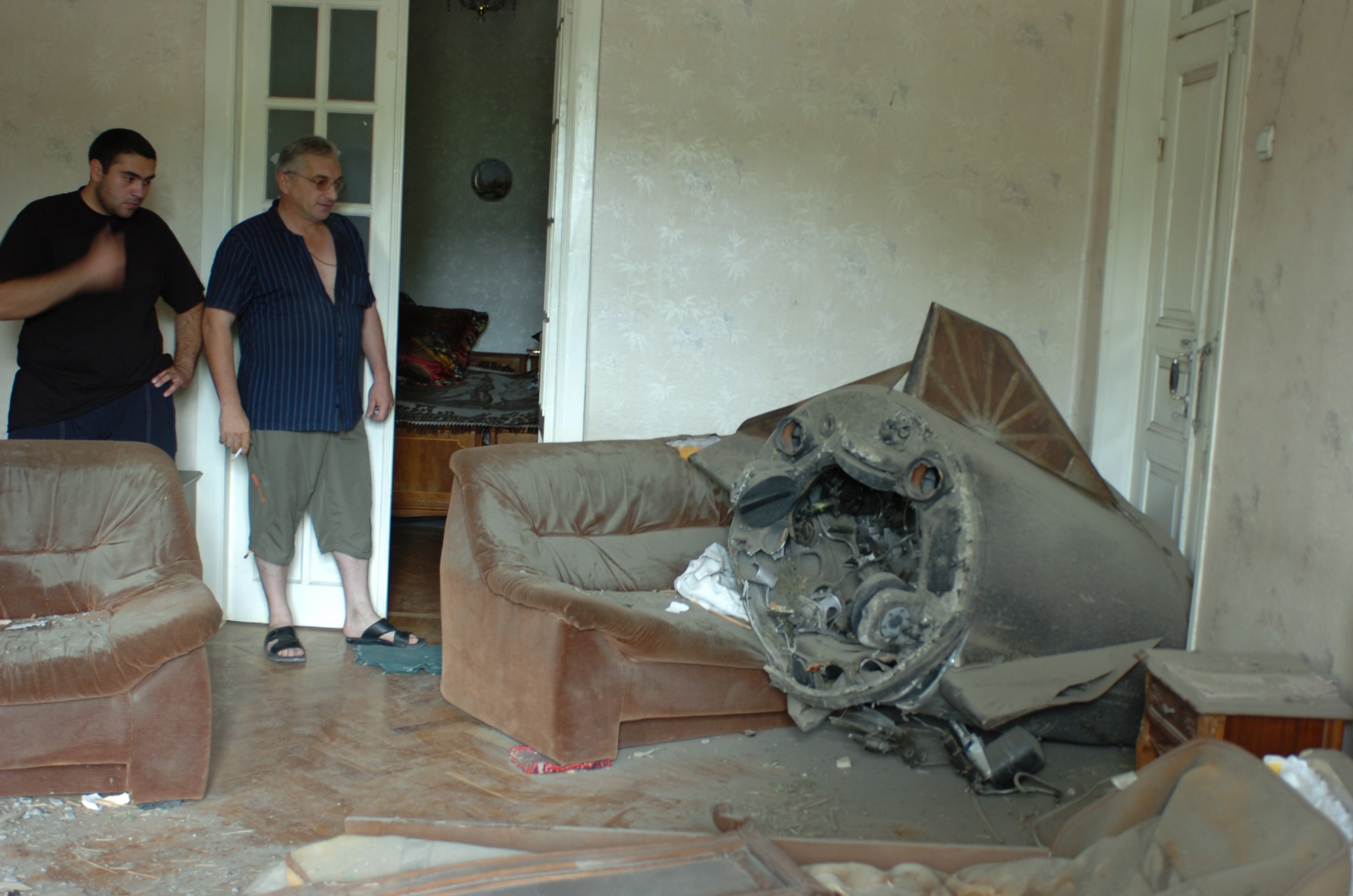
Propulsor rusesc de rachete intact în dormitorul unei case din Gori, un exemplu de posibil atac nediscriminatoriu în zone civile

În urma unei escaladări a conflictului, pe 7 august 2008, între regiunea separatistă Osetia de Sud și Georgia, forțele ruse au trecut granița internațională pe 8 august și au atacat soldații georgieni care susțineau Osetia de Sud. De asemenea, soldații ruși au trecut în cealaltă regiune separatistă, Abhazia, chiar dacă acolo nu s-au înregistrat lupte. Războiul s-a încheiat pe 12 august cu o încetare a focului mediată de diplomați internaționali. Guvernul rus a recunoscut Osetia de Sud și Abhazia ca țări independente, deși unii cercetători au descris cele două regiuni ca fiind de fapt protectorate rusești.
Human Rights Watch a raportat că nu a fost descoperită nicio dovadă a atacurilor intenționate asupra necombatanților din partea trupelor georgiene.
Rusia a atacat în mod deliberat civilii care fugeau din Osetia de Sud și din districtul Gori din Georgia. Avioanele de război rusești au bombardat centrele populației civile din Georgia propriu-zisă și sate ale etnicilor georgieni din Osetia de Sud. Miliții armate s-au angajat în jafuri, incendii și răpiri, constrângând civilii georgieni să fugă.
Folosirea bombelor cu dispersie de către ruși a provocat decese în rândul civililor. Amnesty International a acuzat Rusia de bombardarea și atacarea deliberată a zonelor și infrastructurii civile, ceea ce constituie o crimă de război. Rusia a negat utilizarea bombelor cu dispersie. 228 de civili georgieni au murit în conflict.
În plus, armata rusă nu a făcut nimic pentru a preveni purificarea etnică a georgienilor din Osetia de Sud în zona aflată sub controlul său.

## Ucraina

### 2014–2021
În urma revoluției ucrainene din 2014, președintele ucrainean prorus, Viktor Ianukovici, a fost înlăturat și a fugit în Rusia, iar noul guvern ucrainean a adoptat o perspectivă pro-europeană. Rusia a răspuns prin anexarea Crimeii, acțiune declarată ilegală de Adunarea Generală a ONU în rezoluția sa 68/262, în timp ce separatiștii proruși au declarat cvasi-statul nerecunoscut Novorusia, intenționând o secesiune de Ucraina, ceea ce a condus la o insurgență și, în cele din urmă, la războiul din Donbas, în regiunile de est ale Ucrainei. Deși Rusia a negat implicarea sa în războiul din Donbas, numeroase dovezi au indicat sprijinul său pentru separatiștii proruși. Amnesty International a acuzat Rusia de „alimentarea crimelor separatiste” și a făcut apel la „toate părțile, inclusiv Rusia, să înceteze încălcările legilor războiului”.
Rușii au folosit pe scară largă tortura împotriva ucrainenilor capturați (atât militari, cât și civili), ceea ce constituie o crimă de război. Unul dintre primele cazuri înregistrate de tortură a prizonierilor de război în Ucraina a fost un incident petrecut pe 7 octombrie 2014, în orașul Zuhres (regiunea Donețk), când ucraineanul Ihor Kozhoma, în vârstă de 53 de ani, care încerca să își scoată soția din teritoriul ocupat, a fost legat de un stâlp și torturat timp de mai multe ore de către ruși și separatiștii locali. Un caz similar a fost cel al rezidentei din Donețk, Irina Dovhan (civil), care a fost torturată public pentru poziția sa proucraineană.

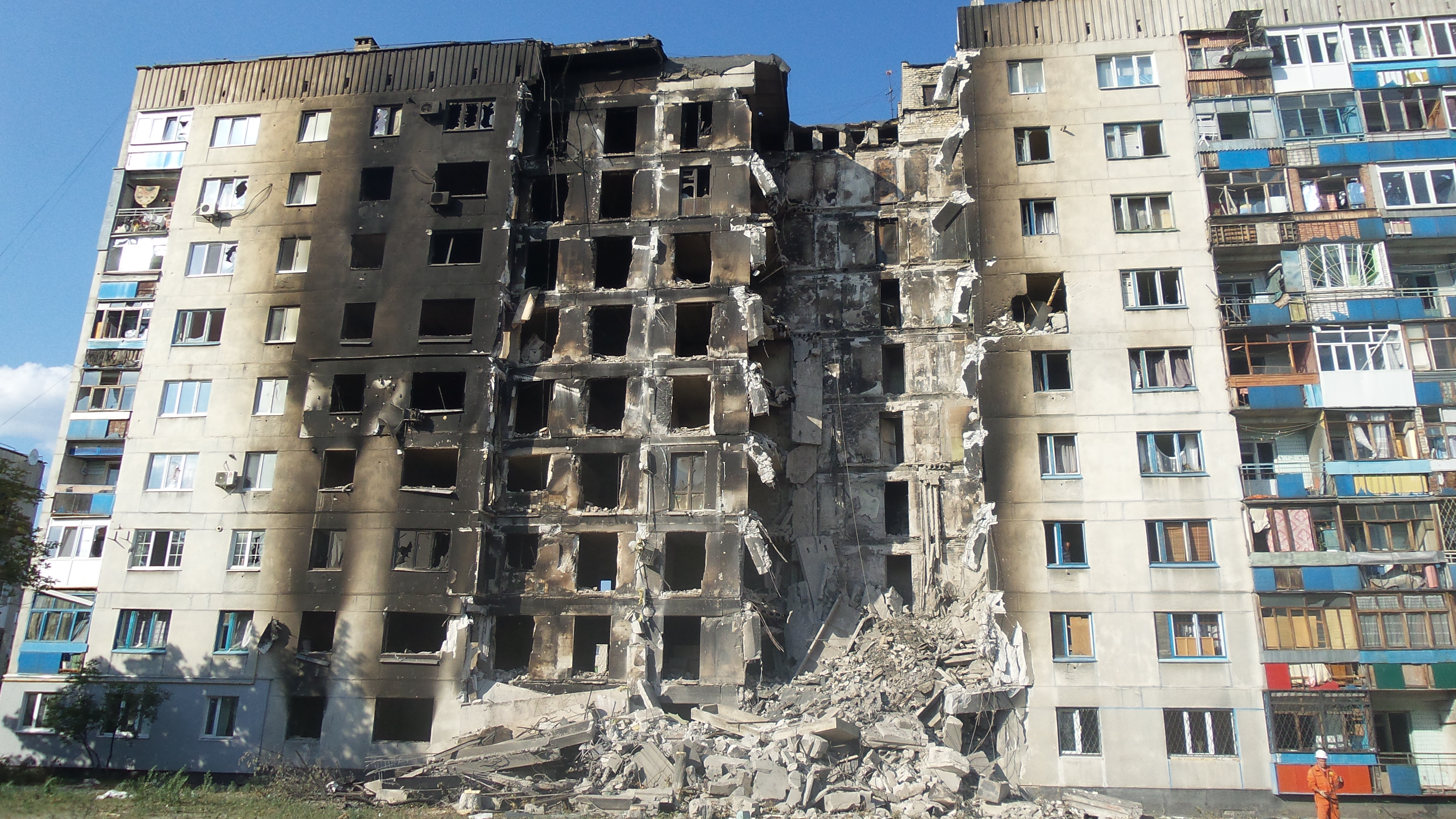
Clădire deteriorată din Lisiciansk, 2014

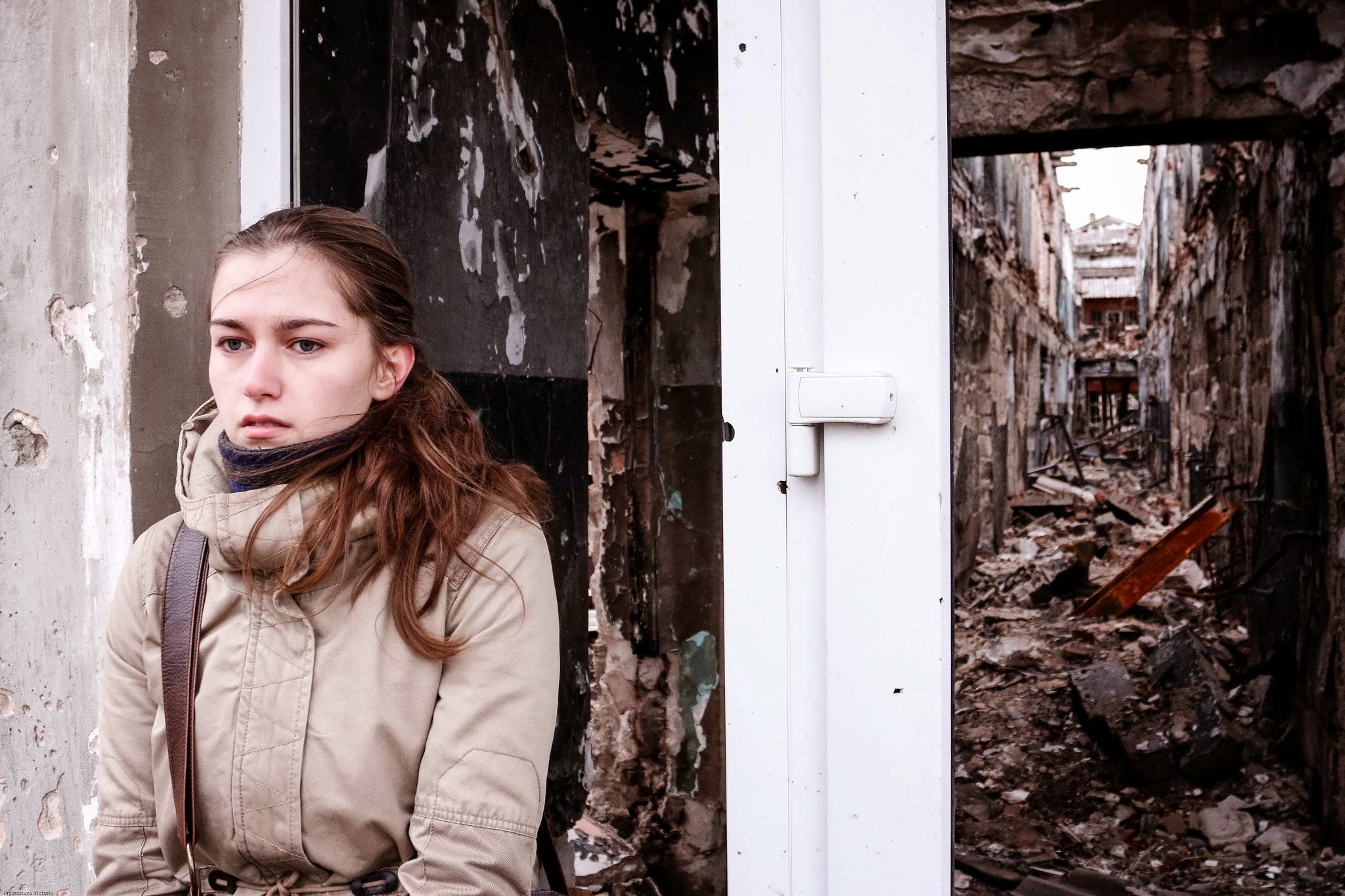
Clădire deteriorată din Kurahove, 26 noiembrie 2014

Human Rights Watch a declarat că insurgenții proruși „nu au luat toate măsurile de precauție posibile pentru a evita desfășurarea în zonele civile” și, într-un caz, „s-au apropiat efectiv de zonele populate ca răspuns la bombardamentele guvernamentale”. HRW a cerut tuturor părților să înceteze utilizarea rachetelor Grad, „de o imprecizie notorie”.
Un alt raport al organizației Human Rights Watch a afirmat că insurgenții „s-au dezlănțuit, luând, bătând și torturând ostatici, precum și amenințând și bătând fără motiv persoane care sunt pro-Kiev”. De asemenea, raportul a evidențiat distrugerea echipamentelor medicale, amenințarea personalului medical și ocuparea spitalelor. Un membru al Human Rights Watch a asistat la exhumarea unei „gropi comune” în Slaviansk, care a fost descoperită după retragerea insurgenților din oraș.
n orașul Donețk, insurgenții cu puști automate echipate cu baionetă au defilat pe străzi cu soldați ucraineni capturați pe 24 august, Ziua Independenței Ucrainei. În timpul paradei, în difuzoare au fost difuzate cântece naționaliste rusești, iar membri ai mulțimii i-au ironizat pe prizonieri cu epitete precum „fascist”. Mașinile de curățat străzile i-au urmat pe protestatari, „curățând” terenul pe care defilau. Human Rights Watch a declarat că acest lucru reprezintă o încălcare clară a articolului 3 comun al Convențiilor de la Geneva, care interzice „ultragierea demnității personale, în special tratamentul umilitor și degradant”. De asemenea, organizația a menționat că parada „poate fi considerată o crimă de război”.

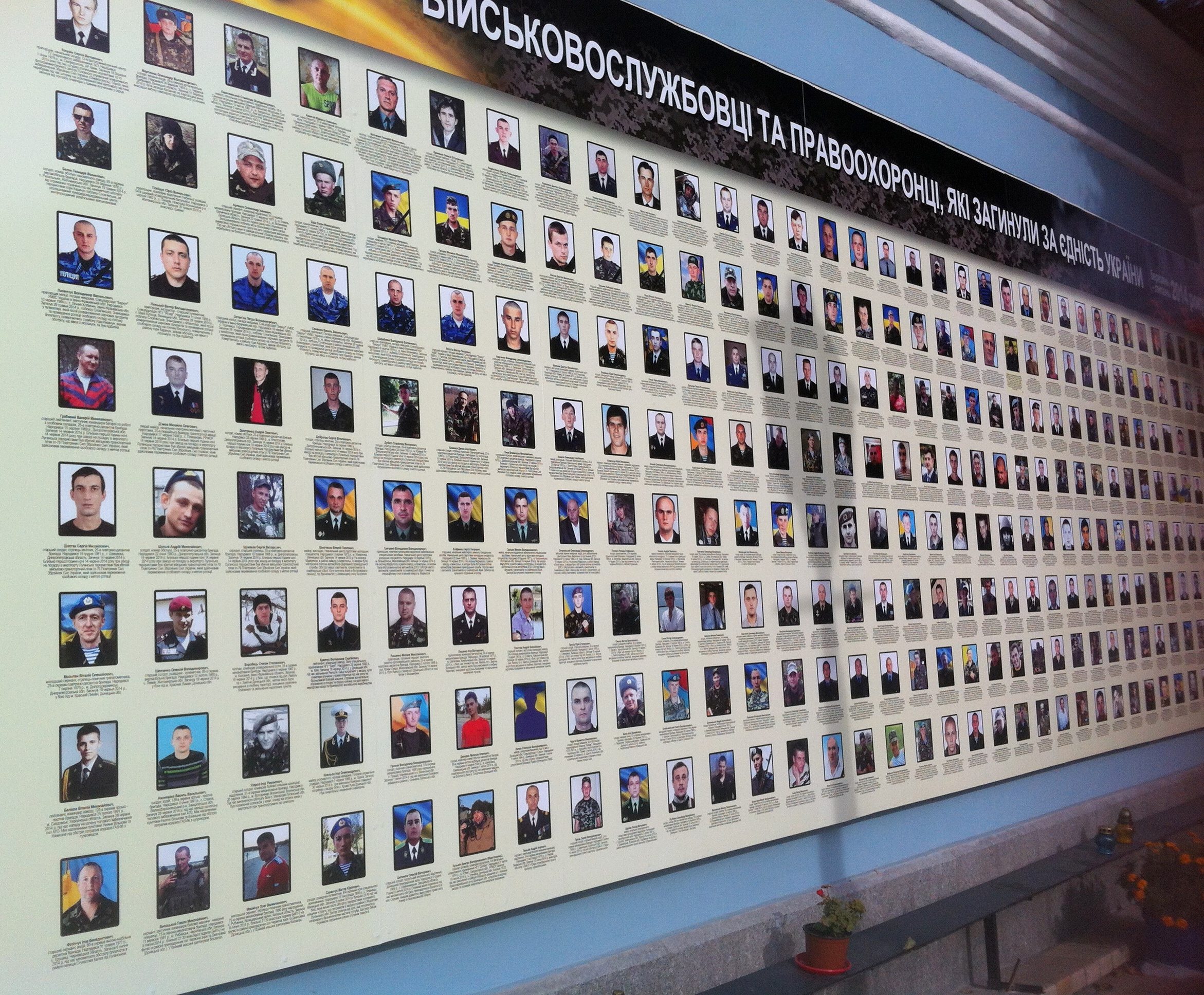
O pictură murală a soldaților și polițiștilor ucraineni care au murit „apărând unitatea Ucrainei” la Kiev

O hartă a încălcărilor drepturilor omului comise de separatiști, denumită „Harta morții”, a fost publicată de Serviciul de Securitate al Ucrainei (SBU) în octombrie 2014. Încălcările raportate includeau lagăre de detenție și gropi comune. Ulterior, pe 15 octombrie, SBU a deschis un caz privind „crime împotriva umanității” săvârșite de forțele insurgente.
Un raport din mijlocul lunii octombrie al Amnesty International a documentat cazuri de execuții sumare de forțele proruse. Un raport al Human Rights Watch a documentat utilizarea de muniții cu dispersie de către forțele antiguvernamentale.
În octombrie 2014, Aleksei Mozgovoi a organizat un „tribunal al poporului” în Alcevsk, care a pronunțat o condamnare la moarte prin ridicarea mâinii pentru un bărbat acuzat de viol.
În cadrul unei conferințe de presă organizate la Kiev la 15 decembrie 2015, secretarul general adjunct al ONU pentru drepturile omului, Ivan Šimonović, a declarat că majoritatea încălcărilor drepturilor omului comise în timpul conflictului au fost efectuate de separatiști.
Amnesty International a raportat că a găsit „noi dovezi” ale uciderii sumare a soldaților ucraineni pe 9 aprilie 2015. După ce a revizuit înregistrările video, organizația a stabilit că cel puțin patru soldați ucraineni au fost împușcați mortal „în stil execuție”. Directorul adjunct al Amnesty International pentru Europa și Asia Centrală, Denis Krivosheev, a declarat că „noile dovezi ale acestor omoruri sumare confirmă ceea ce suspectam de mult timp”. Amnesty International a declarat, de asemenea, că o înregistrare difuzată de Kyiv Post, în care un bărbat, presupusul lider separatist Arseni Pavlov, pretinde că a ucis cincisprezece prizonieri de război ucraineni, a fost o „mărturisire înfricoșătoare” și că aceasta subliniază „nevoia urgentă a unei anchete independente asupra aceasta și toate celelalte acuzații de abuzuri”. Acțiunile Rusiei în Ucraina au fost descrise drept crime împotriva păcii și crime împotriva umanității (nclusivd oborârea zborului 17 al Malaysia Airlines).
În 2019, guvernul ucrainean a considerat că 7% din teritoriul Ucrainei se află sub ocupație. Rezoluția Adunării Generale a Organizației Națiunilor Unite A/73/L.47, adoptată pe 17 decembrie 2018, a fost în mare parte de acord și a desemnat Crimeea ca fiind sub „ocupație temporară”.

Organizația Națiunilor Unite a raportat că războiul a provocat moartea a peste 3.000 de civili până în 2018.

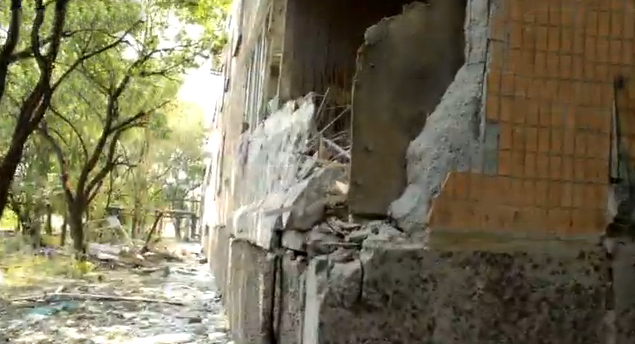
Un bloc de apartamente deteriorat din Donețk, 14 iulie 2014
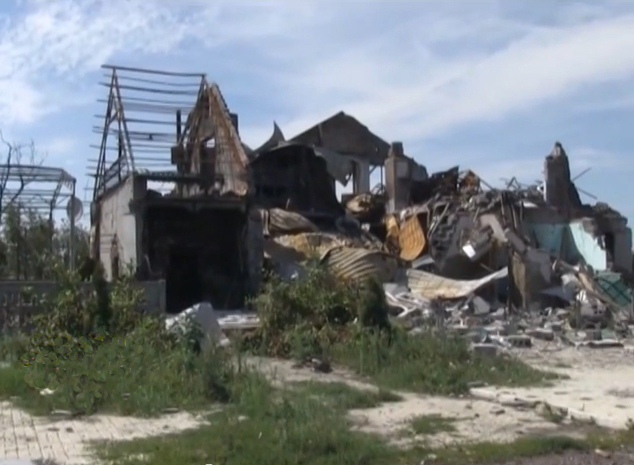
O casă distrusă în Donbas, iulie 2014
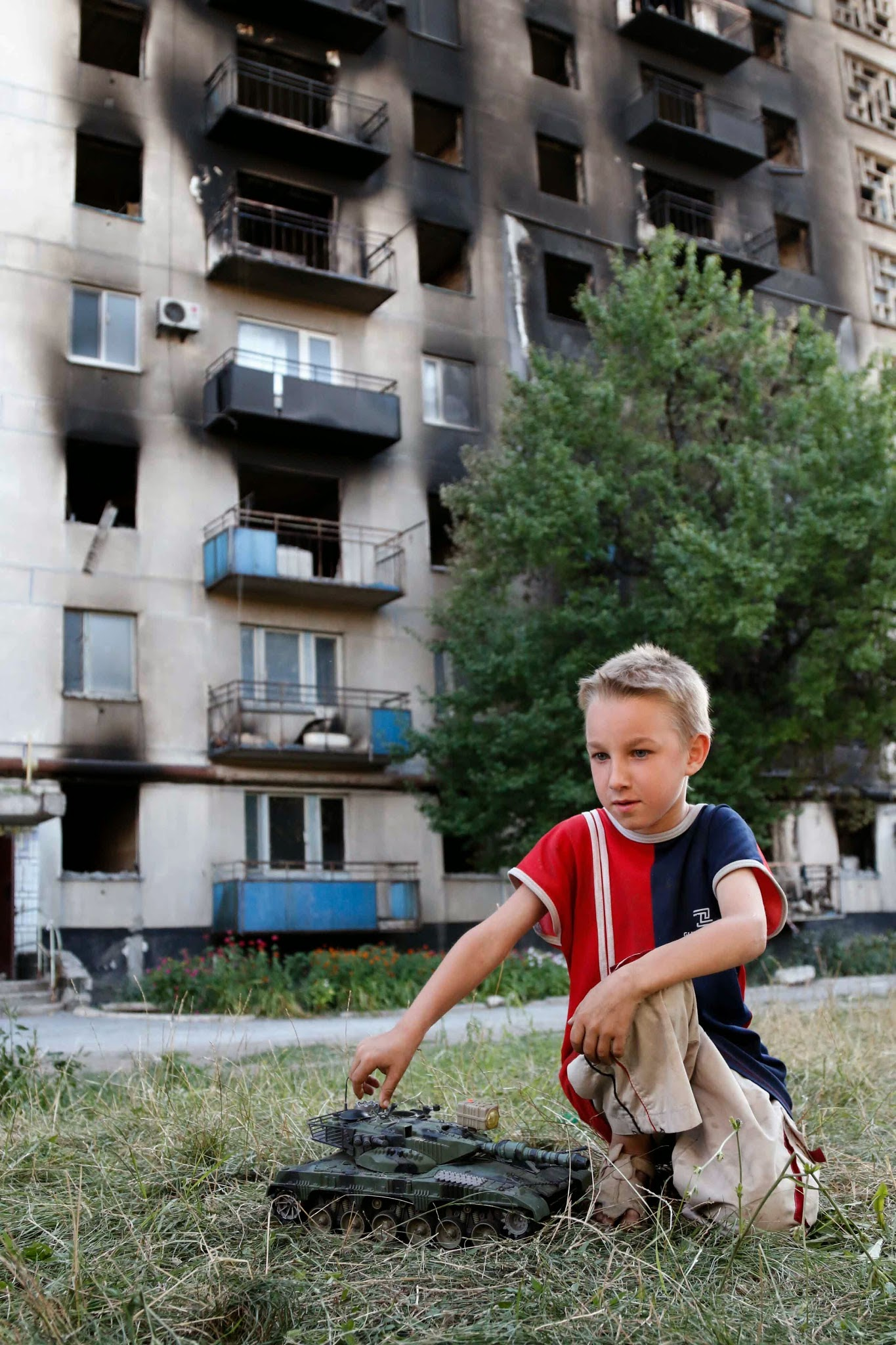
Un bloc deteriorat din Lisiciansk, 28 iulie 2014
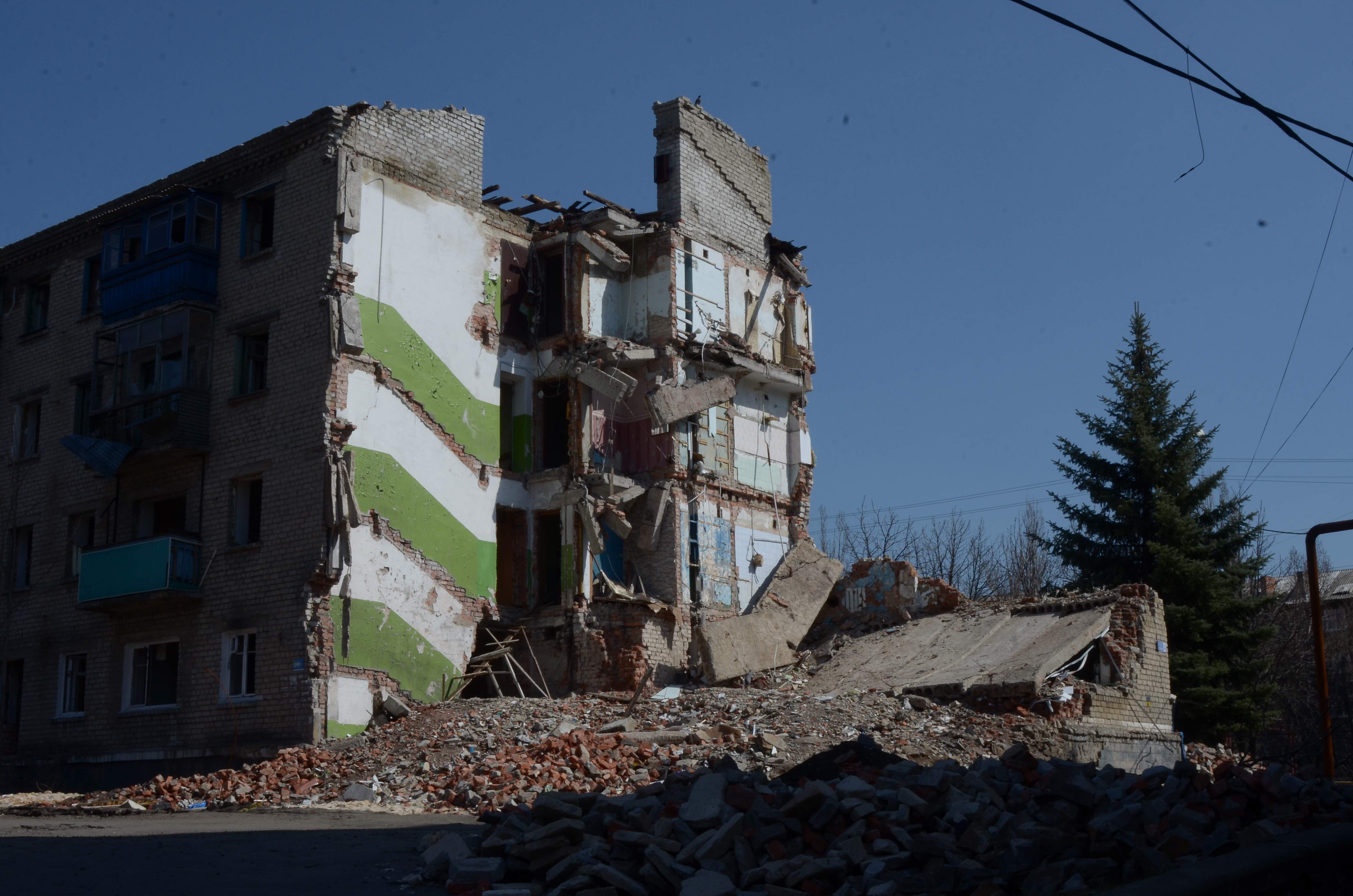
Clădire deteriorată din Snijne, 6 august 2014
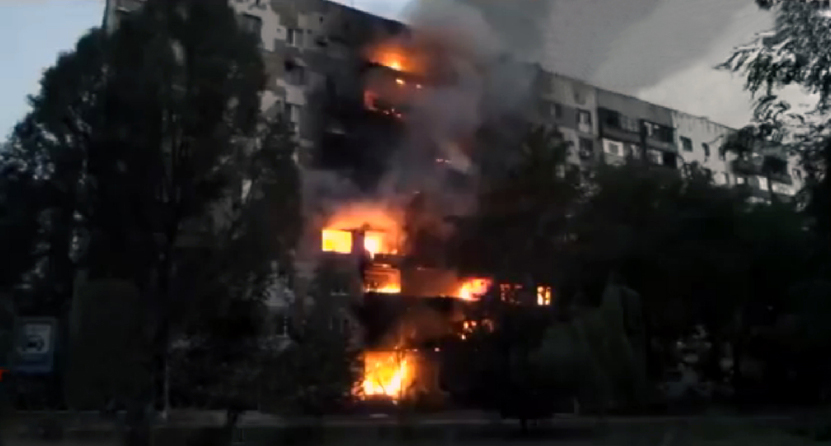
Un bloc în flăcări în Șahtarsk, 3 august 2014
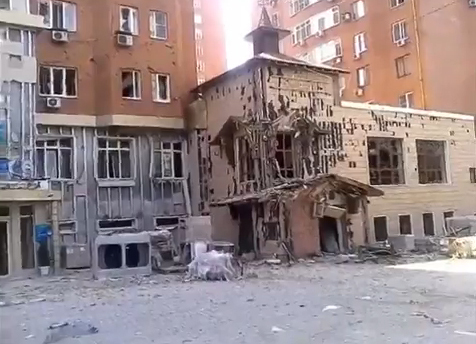
O clădire deteriorată din Donețk, 7 august 2014
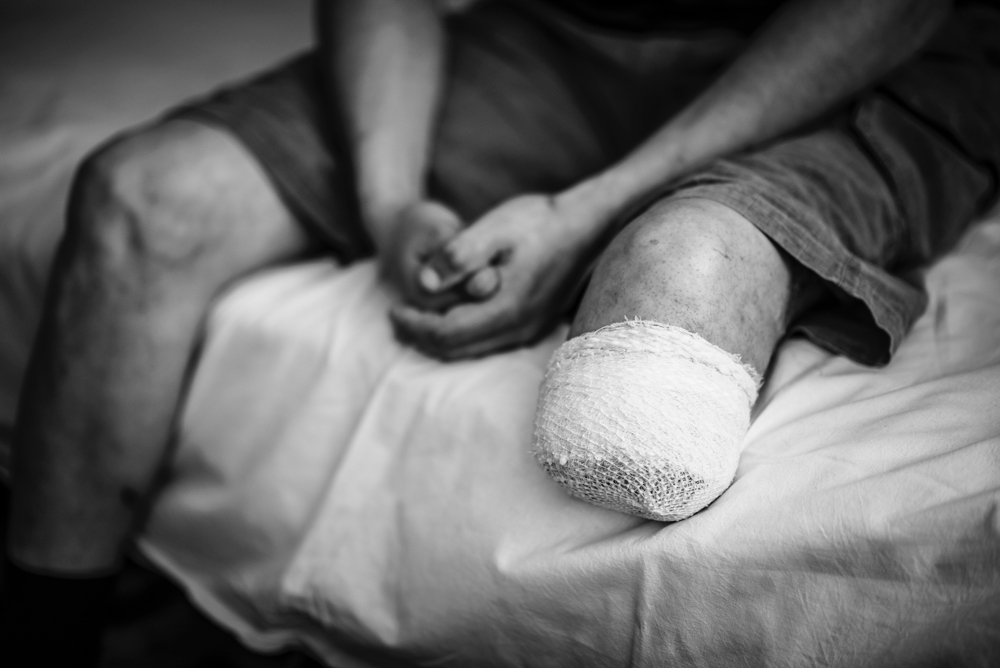
Victimele războiului în Ucraina – Spitalul din Kiev – Expoziție de Still Miracle Photography 02

### 2022 – prezent

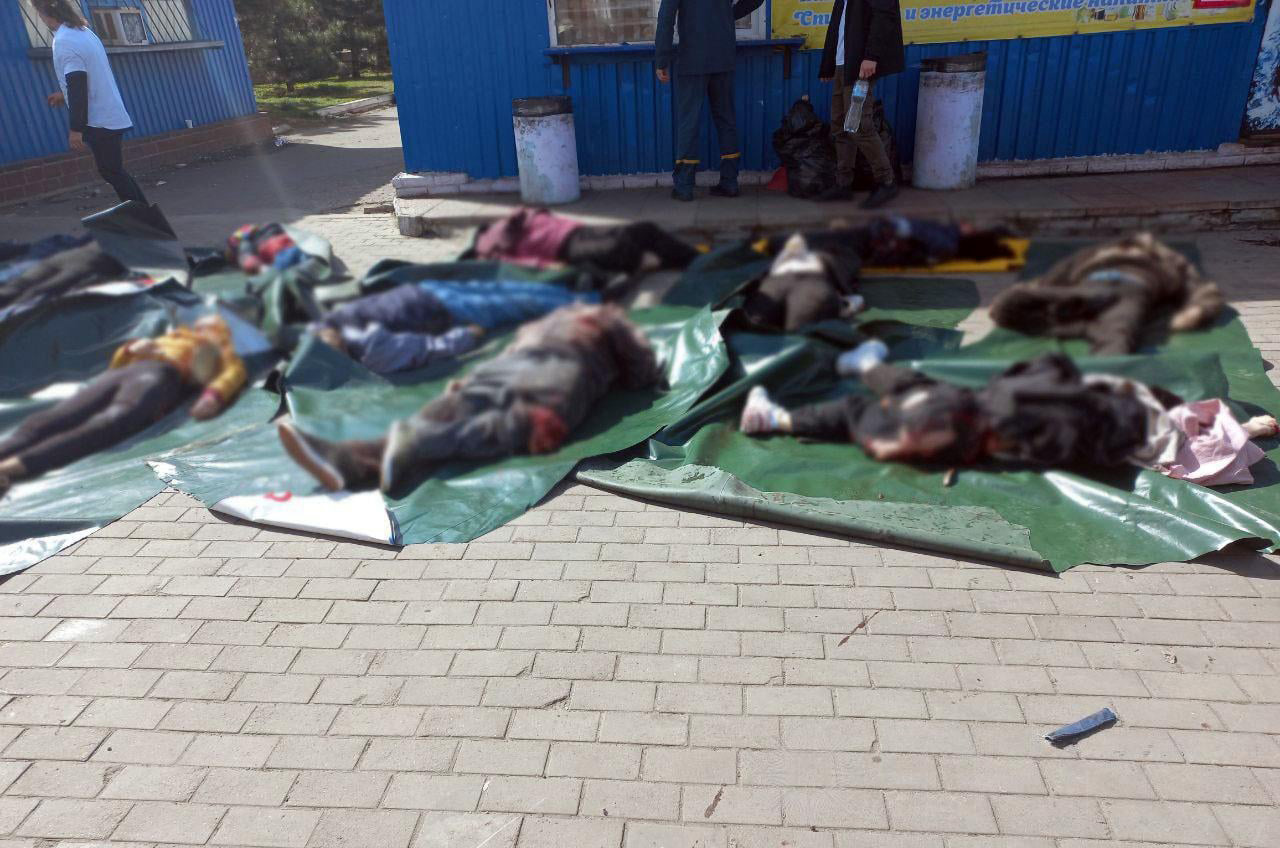
Civili morți după atacul de la gara din Kramatorsk

La 24 februarie 2022, forțele ruse au invadat și au invadat Ucraina din nord, sud și est, acțiunea fiind interpretată ca o formă de iredentism rusesc. Invazia a devenit cel mai mortal război european din ultimii 70 de ani. Organizații precum Human Rights Watch (HRW) și Amnesty International au acuzat Rusia de utilizarea de muniții cu dispersie imprecise în zonele civile, inclusiv în apropierea spitalelor și școlilor, ceea ce constituie atacuri ilegale cu arme care ucid și mutilează fără discriminare. Înaltul Comisar al ONU pentru Drepturile Omului a condamnat acțiunea militară a Rusiei drept o încălcare a dreptului internațional. Amnesty International a catalogat invazia drept un act de agresiune, considerat o crimă conform dreptului internațional. Au fost înregistrate numeroase crime de război, inclusiv omoruri sau ucideri intenționate, tortură, persecuție, deportare sau transfer forțat, jafuri, viol împotriva femeilor ucrainene, teroare, dispariții forțate, atacuri asupra civililor, lovituri aeriene ilegale, atacuri împotriva obiectelor civile și distrugeri abuzive nejustificate de necesitatea militară, inclusiv a obiectelor protejate, cum ar fi spitalele și bunurile culturale, detenție arbitrară și tratament inuman al prizonierilor de război.
„Lovirea pe scară largă și repetată a infrastructurii energetice a Ucrainei de către forțele ruse pare a fi destinată în primul rând să insufle teroare în rândul populației, încălcând legile războiului”.  

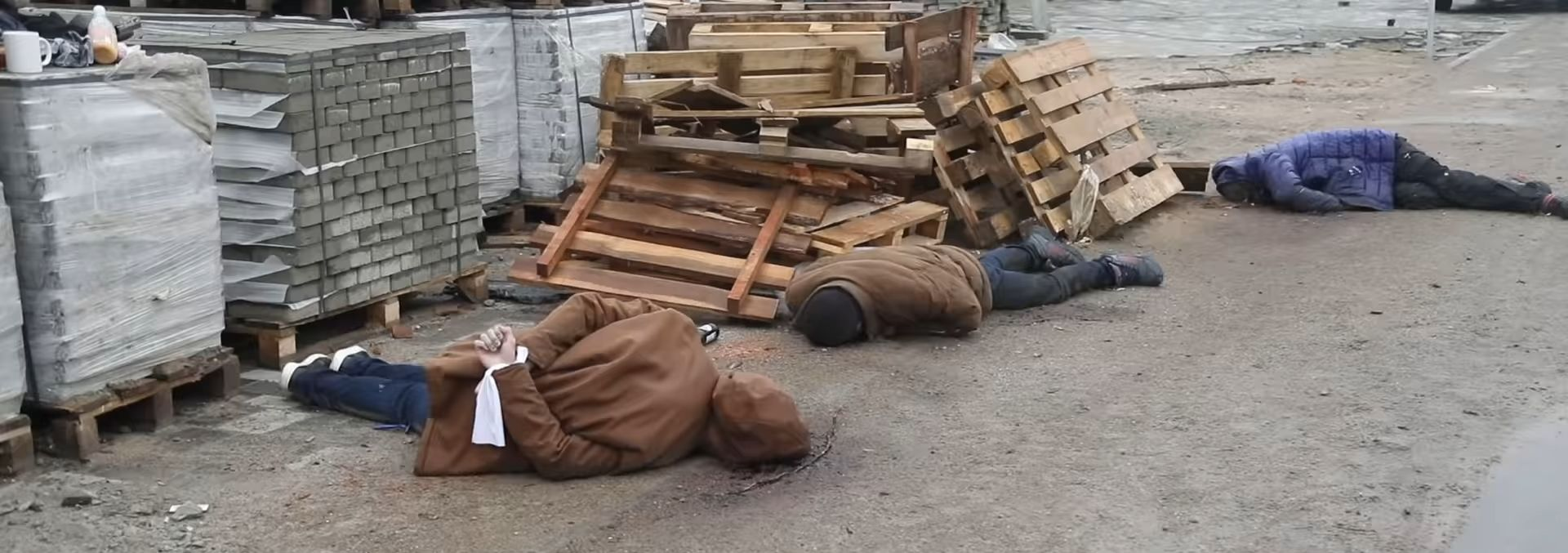
Masacrul de la Bucea

Printre țintele atacurilor aeriene rusești s-a numărat și capitala Ucrainei, Kiev, un oraș cu aproximativ 3 milioane de locuitori. Au fost bombardate, de asemenea, grădinițe și orfelinate. Forțele ruse au fost acuzate de o campanie de teroare împotriva populației civile ucrainene. La 3 martie 2022, forțele ruse ar fi jefuit în Herson și ar fi vândut cereale ucrainene furate pe piața internațională pentru a finanța războiul lui Putin. În timpul asediului de la Mariupol, orașul a fost distrus de bombardamente și privat de electricitate, alimente și apă. O fetiță de 6 ani a murit de deshidratare sub ruinele casei sale din Mariupol la 8 martie. În timpul atacului asupra Irpinului, forțele ruse au tras nediscriminatoriu asupra refugiaților care încercau să fugă peste un pod prăbușit, iar o familie de patru persoane a fost ucisă de o lovitură de mortier.
În timpul Bătăliei de la Harkov, orașul a fost devastat de bombardamentele rusești, inclusiv un internat pentru nevăzători. Dintr-o populație de 1,8 milioane de locuitori, la 7 martie 2022, în Harkov mai rămăseseră doar 500.000. La 28 februarie 2022, un atac rusesc cu bombă cu dispersie a ucis 9 civili și a rănit alți 37 în Harkov. La 3 martie, 47 de civili au fost uciși în Cernihiv, majoritatea stând la coadă la un magazin alimentar când au fost loviți de un atac aerian rusesc cu bombe aeriene neghidate. În atacul aerian asupra spitalului din Mariupol, au fost ucise trei persoane, inclusiv o tânără; în timp ce sute de persoane au murit în atacul aerian asupra teatrului din Mariupol, folosit ca adăpost antiaerian. În urma retragerii forțelor ruse de pe autostrada E-40 din jurul zonei Kiev, BBC News a descoperit 13 cadavre lăsate pe drum, dintre care doar două purtau uniforme militare ucrainene. Dovezile indică faptul că soldații ruși i-au ucis pe acești civili care fugeau.
După ce forțele ruse au părăsit Bucea, după o lună de ocupație, pe 1-3 aprilie au apărut fotografii și înregistrări video care arătau sute de oameni uciși zăcând pe străzi sau în gropi comune. Evenimentul a declanșat un răspuns internațional, fiind acoperit pe scară largă de jurnaliști ca masacrul de la Bucea.
Mii de civili au fost uciși de bombardamentele și rachetele fără discernământ ale Rusiei împotriva zonelor civile: în Borodeanka, Kramatorsk,  Vinnîțea, Ceasiv Iar, Serghiești, și altele. Un oficial ucrainean a declarat că Rusia folosește crematorii mobile pentru a se debarasa de cadavre în Mariupol, în încercarea de a acoperi dovezile crimelor de război și de a ascunde numărul persoanelor decedate. La 7 mai 2022, bombardamentul de la școala Bilohorivka a ucis zeci de persoane care se adăposteau în subsol. Odesa a fost bombardată continuu timp de luni de zile. La 15 iunie 2022, Oficiul Înaltului Comisar pentru Drepturile Omului (OHCHR) și-a exprimat îngrijorarea cu privire la rapoartele potrivit căror copii ucraineni au fost deportați cu forța în Rusia, unde au fost trimiși pentru adopții accelerate, fără măsuri pentru reunificarea familiei sau respectarea interesului superior al copilului. UNICEF a declarat că „adopțiile nu ar trebui să aibă loc niciodată în timpul sau imediat după situații de urgență”.
Oamenii din Ucraina au suferit orori inimaginabile în timpul acestui război de agresiune din ultimele 12 luni. Să fim clari: mâinile lui Vladimir Putin și ale forțelor sale armate sunt pătate cu sânge.  
Lagărele de filtrare rusești au fost înființate pentru reținerea, interogarea și torturarea ucrainenilor suspectați de legături cu guvernul ucrainean. La 14 iulie 2022, OSCE a publicat un raport care a constatat că Rusia este vinovată de ucideri, violuri, răpiri și deportări ale civililor ucraineni, inclusiv transferul a 2.000 de copii din orfelinate și instituții în Rusia, chiar dacă mulți dintre ei au rude în Ucraina. Aceasta se califică drept un atac generalizat și sistematic împotriva unei populații civile și este considerată o crimă împotriva umanității.

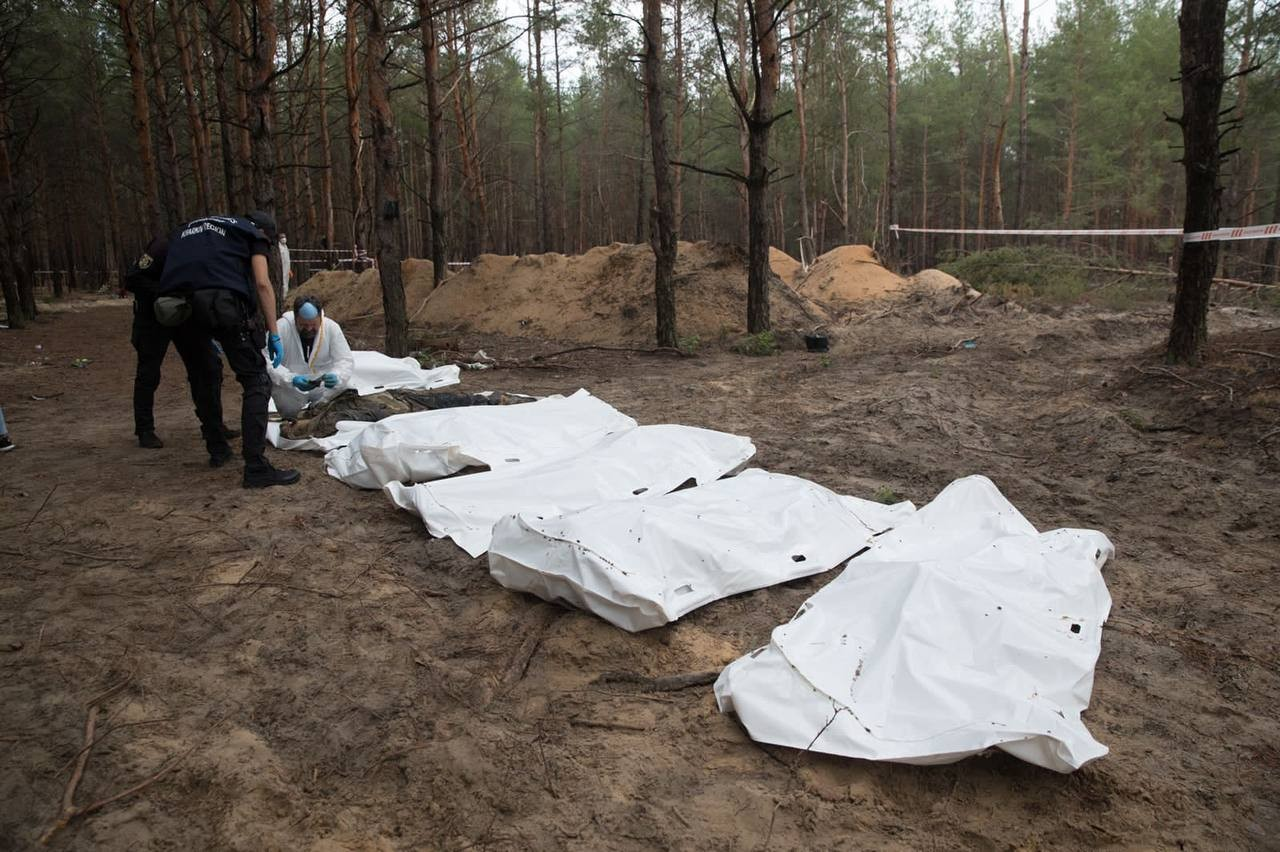
Exhumarea gropilor comune de la Izium, septembrie 2022

Videoclipurile cu decapitarea unui prizonier de război ucrainean în vara anului 2022 și castrarea altuia în Prîvillia au fost condamnate pe scară largă de comunitatea internațională. Mai mulți cercetători au declarat că Rusia comite un genocid în Ucraina. Această afirmație a fost susținută de un raport al Institutului New Lines pentru Strategie și Politică și al Centrului Raoul Wallenberg pentru Drepturile Omului, care a concluzionat că Rusia a încălcat două articole din Convenția privind genocidul din 1948.
La 14 septembrie 2022, autoritățile ucrainene au descoperit o groapă comună cu 440 de cadavre în Izium, după ce forțele ruse s-au retras din zonă. Evenimentele au fost descrise drept masacrul de la Izium. Din octombrie până în noiembrie 2022, forțele ruse au folosit rachete și drone pentru a ataca sistematic rețelele electrice ale Ucrainei, lăsând milioane de civili fără încălzire, electricitate, apă sau alte utilități de bază în timpul iernii. Aceste atacuri asupra infrastructurii civile critice au fost considerate ilegale și drept crime de război. La un moment dat, aceste atacuri au afectat alimentarea cu energie electrică și apă a 10.700.000 de locuințe ucrainene. La 14 ianuarie 2023, o rachetă rusească a fost lansată direct asupra unei clădiri rezidențiale cu nouă etaje din Dnipro, ucigând peste 40 de civili și lăsând peste 1.000 de persoane fără adăpost. La 14 aprilie 2023, rachetele rusești S-300 au lovit clădiri rezidențiale din Sloviansk în Vinerea Mare de Paște, ucigând o duzină de civili. La 3 mai 2023, Rusia a bombardat o gară și un magazin alimentar din Herson în timpul celei mai aglomerate ore a zilei, ucigând peste 20 de civili.
Armata rusă a comis, de asemenea, distrugeri ale orașelor ucrainene și distrugeri culturale, inclusiv confiscarea și arderea cărților ucrainene, a arhivelor istorice și deteriorarea a peste 240 de situri de patrimoniu ucrainene, descrise ca un „urbicid”.  Aproximativ 90% din Mariupol a fost distrus de asediul rusesc din 2022, iar orașele Mariinka și Popasna au fost de asemenea complet distruse, fiind descrise ca „pustiuri post-apocaliptice” și „orașe fantomă”. ONU a calificat bombardarea de către Rusia a siturilor din Patrimoniul Mondial UNESCO din Odesa drept o posibilă crimă de război. Distrugerea barajului Kakhovka la 6 iunie 2023 a provocat inundații și devastarea mediului, unii acuzând Rusia de ecocid.

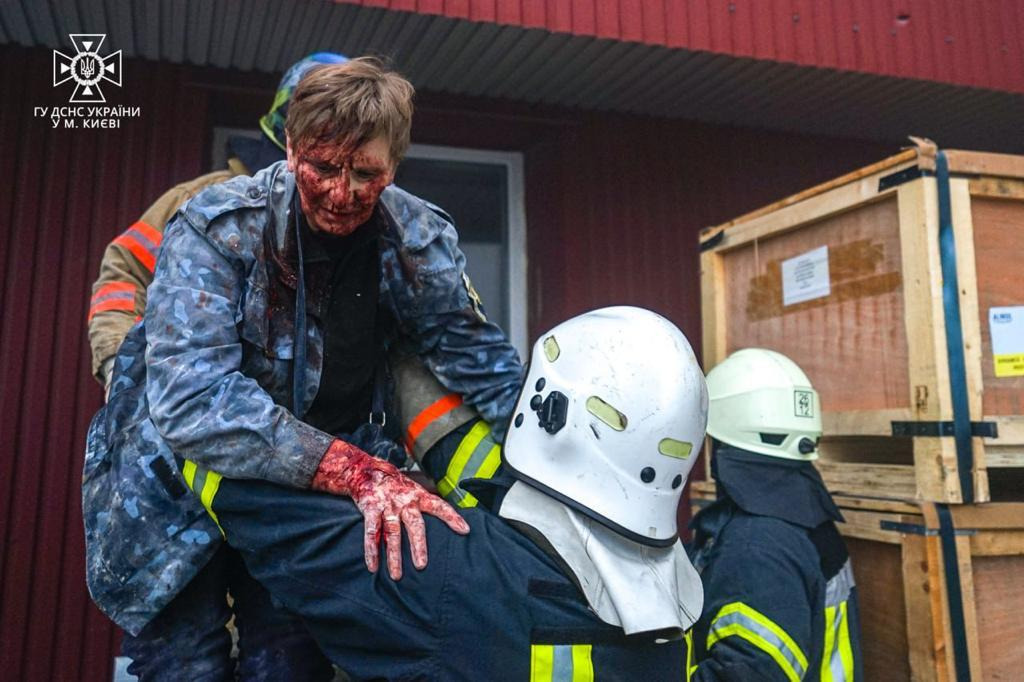
Pompierii evacuează răniții din Kiev după atacul cu rachetă din 29 decembrie 2023

Coordonatorul umanitar al ONU pentru Ucraina a condamnat bombardamentele Rusiei în numeroase ocazii, inclusiv în Kramatorsk și Cernihiv Human Rights Watch (HRW) a catalogat bombardamentul cu dispersie din Lîman drept o crimă de război. În noaptea de 29 decembrie 2023, Rusia a lansat un atac masiv cu rachete și drone împotriva Ucrainei, soldat cu zeci de morți în rândul civililor. Cel puțin 158 de rachete au fost lansate în întreaga Ucraină, vizând orașe precum Kiev, Lviv, Harkiv, Hmelnîțkii, Dnepropetrovsk, Sumi, Cerkasî, Odesa și Zaporojie. Secretarul general al ONU, António Guterres, a condamnat Rusia pentru atacarea civililor și a infrastructurii civile.

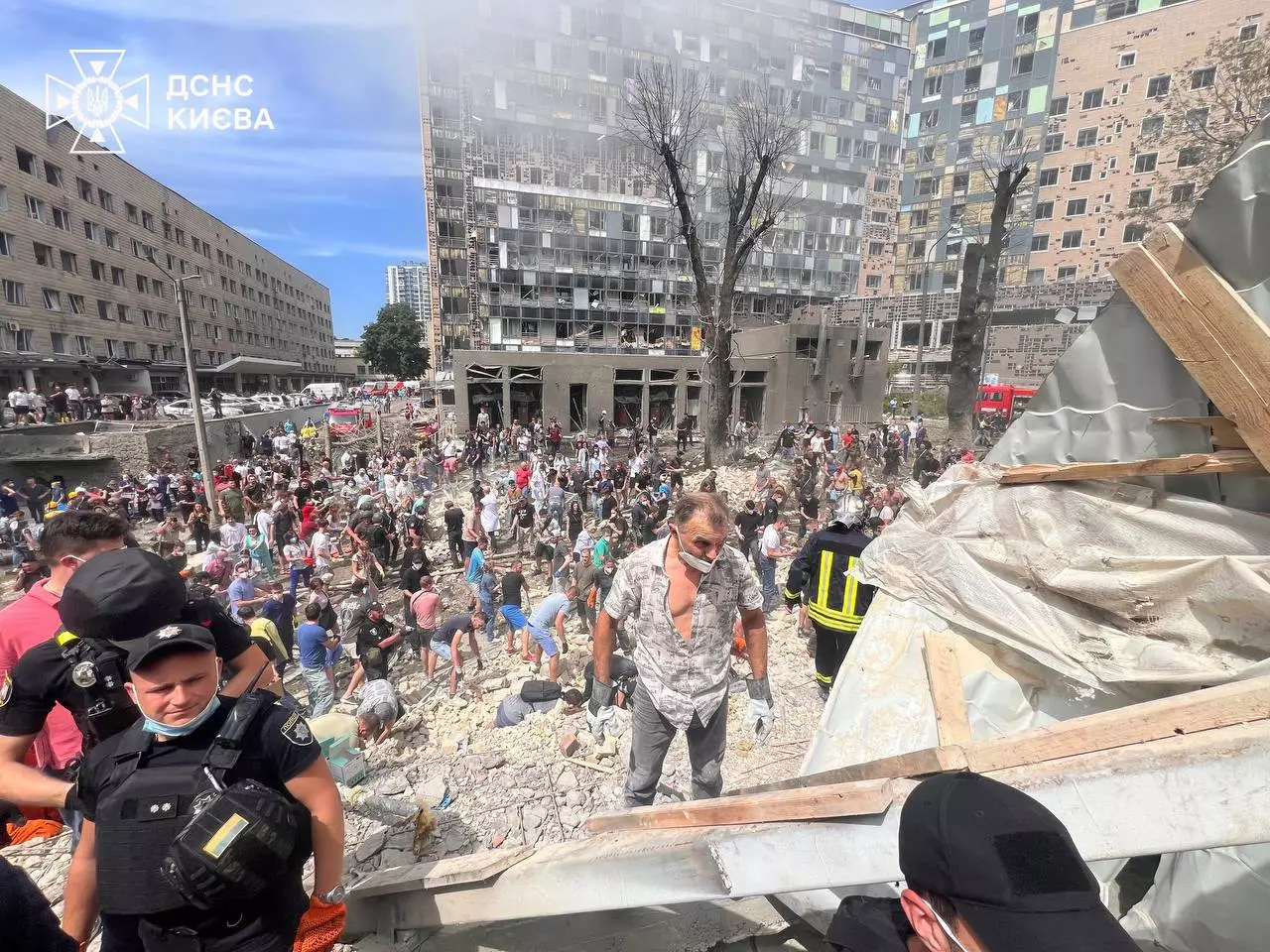
Devastarea din jurul spitalului de copii Okhmatdit după atacul rusesc

Un raport al ONU a concluzionat că forțele ruse au torturat și ucis cel puțin 32 de prizonieri de război ucraineni între decembrie 2023 și februarie 2024. La 22 martie 2024, forțele ruse au comis un alt val de lovituri cu drone și rachete împotriva Ucrainei, lăsând 1,5 milioane de oameni fără electricitate, ceea ce ONU a condamnat drept o încălcare a dreptului internațional umanitar. La 17 aprilie 2024, o rachetă rusească a lovit o clădire cu opt etaje din Cernihiv, ucigând 18 civili.
La 2 mai 2024, SUA a declarat că forțele ruse au folosit arme chimice interzise pe front, cum ar fi cloropicrina, inclusiv în Avdiivka. La 25 mai 2024, forțele ruse au comis atacuri cu rachete împotriva unui centru comercial din Harkov, ucigând mai mulți civili aflați în interior. ONU a condamnat Rusia pentru aceasta și a cerut încetarea atacurilor asupra obiectelor civile.
La 8 iulie 2024, forțele ruse au bombardat mai multe orașe ucrainene cu rachete Kh-47M2 Kinzhal, inclusiv Kiev, Krîvîi Rih și Pokrovsk. O lovitură directă de rachetă a lovit departamentul de oncologie al spitalului de copii Okhmatdit din Kiev, omorând mai multe persoane din interior. ONU a condamnat atacul, iar Amnesty International a respins afirmațiile Kremlinului conform cărora apărarea aeriană ucraineană a bombardat accidental spitalul de copii, adăugând că aceasta „încearcă să devieze de la responsabilitatea Rusiei pentru uciderea civililor și distrugerea facilităților medicale”.
În august 2024, oficialul ONU Danielle Bell a afirmat că 95% dintre prizonierii de război ucraineni au suferit torturi din partea Rusiei (de exemplu, bătăi, șocuri electrice sau au fost dezbrăcați).

#### Numărul total de victime

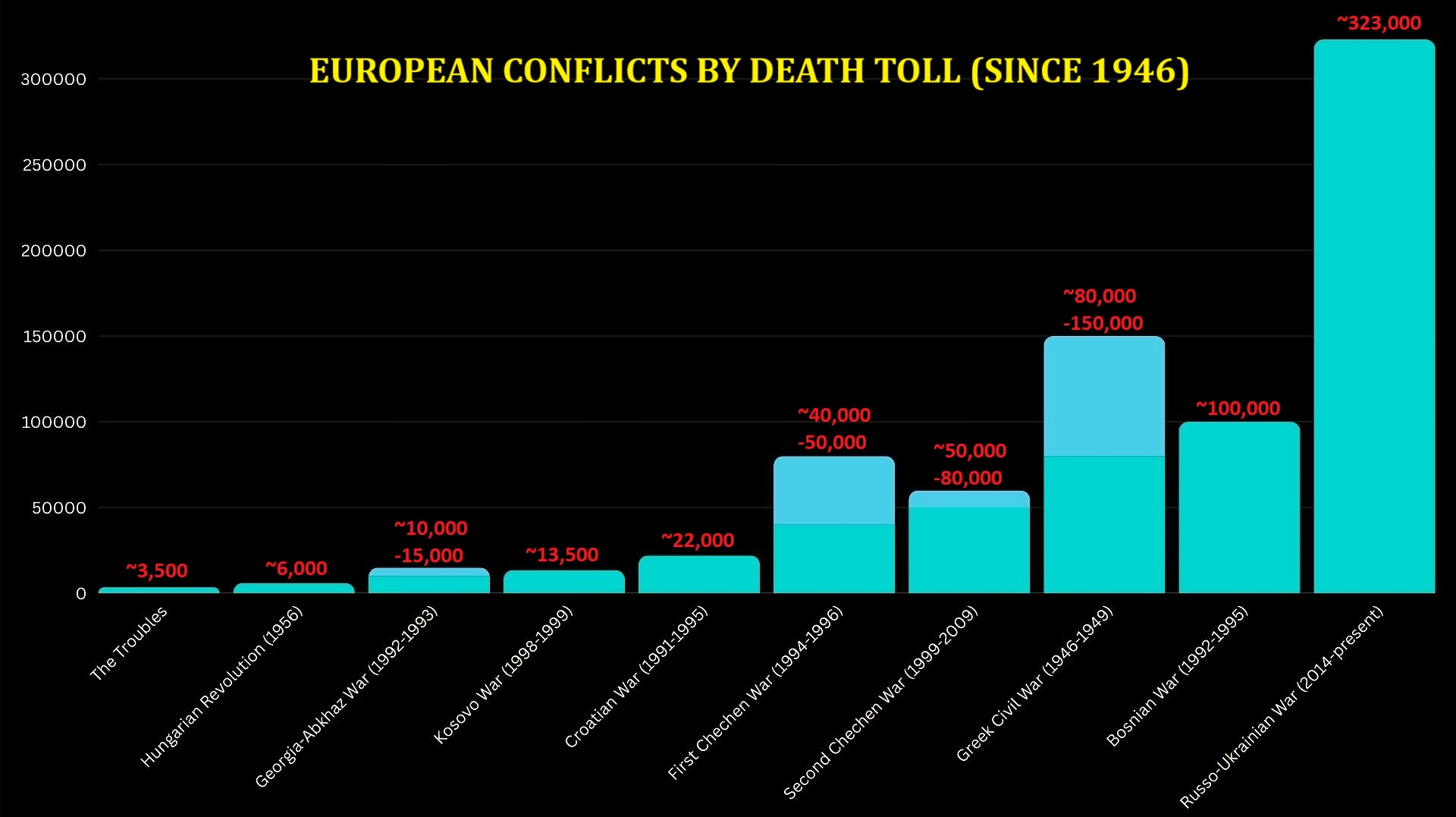
Numărul de morți din războiul Rusia-Ucraina comparativ cu alte războaie europene moderne

Până la 30 martie 2022, ONU a raportat că 4 milioane de refugiați au fugit din Ucraina, că 50 de spitale din țară au fost vizate și că Rusia a folosit muniția cu dispersie interzisă în cel puțin 24 de cazuri. Atacul Rusiei împotriva Ucrainei a forțat 14 milioane de oameni să își părăsească casele, dintre care 7,8 milioane au fugit din țară, declanșând cea mai mare criză a refugiaților din secolul XXI. La 22 aprilie 2022, ONU a înregistrat cel puțin 2.343 de civili uciși, dintre care 92,3% au fost atribuiți forțelor armate ruse. La 21 februarie 2023, la un an după invazie, ONU a înregistrat 8.006 civili uciși, inclusiv 487 de copii. Până în august 2024, numărul victimelor civile verificate de ONU era de 11.520, inclusiv 600 de copii, în timp ce surse ucrainene au raportat 16.500 de civili uciși până în ianuarie 2023. Institutul de Cercetare a Păcii din Oslo a estimat un total de 81.000 de morți în 2022.

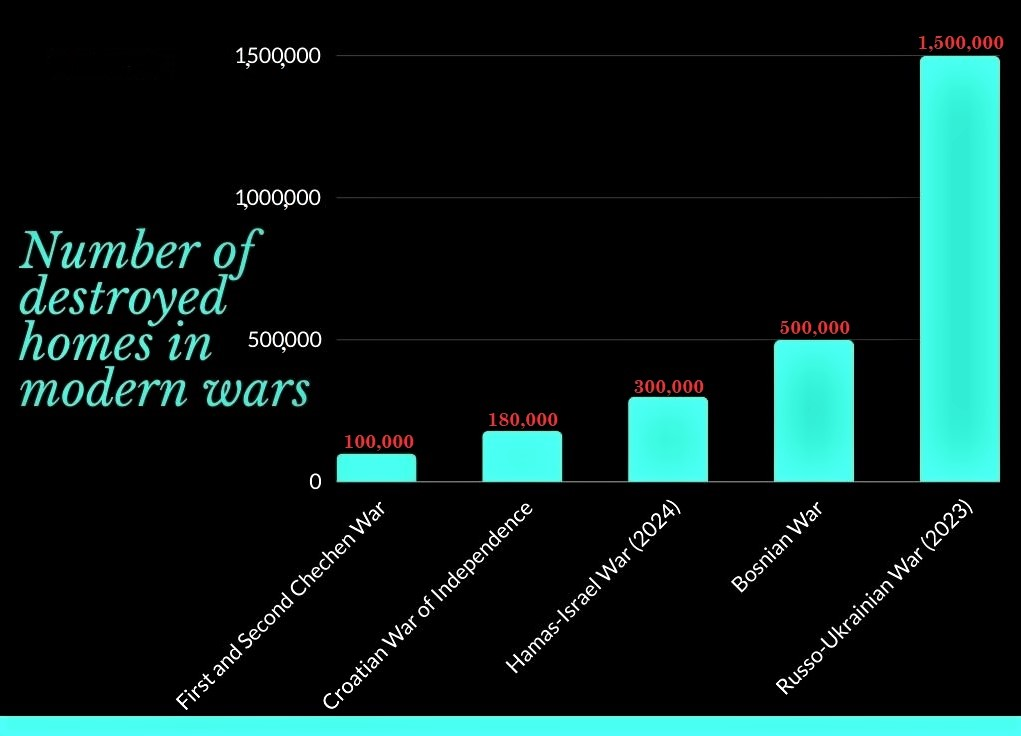
Numărul total de case distruse sau deteriorate în Ucraina până în 2023 comparativ cu alte războaie moderne

În februarie 2024, oficialii ucraineni au estimat că până la 50.000 de civili ucraineni au fost uciși în invazia rusă. Oficialii americani au estimat aproximativ 70.000 de soldați ucraineni morți și 120.000 de soldați ruși morți. În august 2024, Haaretz a estimat că 172.000 de oameni au murit în invazia rusă din Ucraina. The Economist a estimat că între 106.000 și 140.000 de soldați ruși au murit până în iunie 2024, un număr de morți mai mare decât toate războaiele Moscovei din 1946 până în 2022 luate împreună. Carl Conetta, co-director al Project on Defense Alternatives, a estimat că războiul a luat direct viața a 20.000 de civili ucraineni și indirect a altor 20.000 (din cauza unor efecte precum lipsa accesului la asistență medicală esențială) până în mai 2023, atingând niveluri ale numărului de morți comparabile cu războaiele iugoslave și cu cele mai grele luni ale războiului din Irak.
În perioada 24 februarie 2022 - 30 iunie 2023, OHCHR a evaluat că 90,5% din totalul victimelor civile au fost ucise de arme explozive cu efecte la scară largă și că 84,2% dintre acestea au fost înregistrate pe teritoriul controlat de Ucraina. Nicio regiune din Ucraina nu a fost scutită de atacurile rusești. Conform unei estimări, doar 3% din toate rachetele, dronele și bombele rusești au lovit ținte militare, în timp ce 97% au lovit ținte civile. Până în iunie 2023, PNUD a estimat că 1,5 milioane de locuințe din Ucraina au fost fie deteriorate, fie distruse în războiul ruso-ucrainean. Prin comparație, aproximativ 2 milioane de locuințe au fost deteriorate sau distruse în Ucraina în timpul celui de-Al Doilea Război Mondial. În plus, aproximativ 174.000 km² din Ucraina au fost contaminate de mine terestre și resturi explozive.
La 3 iulie 2023, aproximativ 700.000 de copii au fost aduși din zonele de conflict din Ucraina pe teritoriul Rusiei, potrivit unui deputat rus, ceea ce a dus la îngrijorări cu privire la deportările ilegale și expulzările forțate.
În martie 2024, Comisia OHCHR a publicat un raport cu următoarele concluzii:
„Comisia este preocupată de numărul, răspândirea geografică și gravitatea încălcărilor drepturilor omului și a crimelor internaționale documentate în timpul mandatului său. Acestea au afectat bărbați, femei, băieți și fete din toate mediile și de toate vârstele. Comisia a concluzionat că autoritățile ruse au comis numeroase încălcări ale dreptului internațional umanitar și încălcări ale dreptului internațional al drepturilor omului, pe lângă o gamă largă de crime de război, inclusiv omoruri intenționate, tortură, tratamente inumane, detenție ilegală, viol, precum și transferuri și deportări ilegale. De asemenea, Comisia a constatat că valurile de atacuri ale forțelor armate ruse, începând cu 10 octombrie 2022, asupra infrastructurii energetice a Ucrainei și utilizarea torturii de către autoritățile ruse pot constitui crime împotriva umanității.”

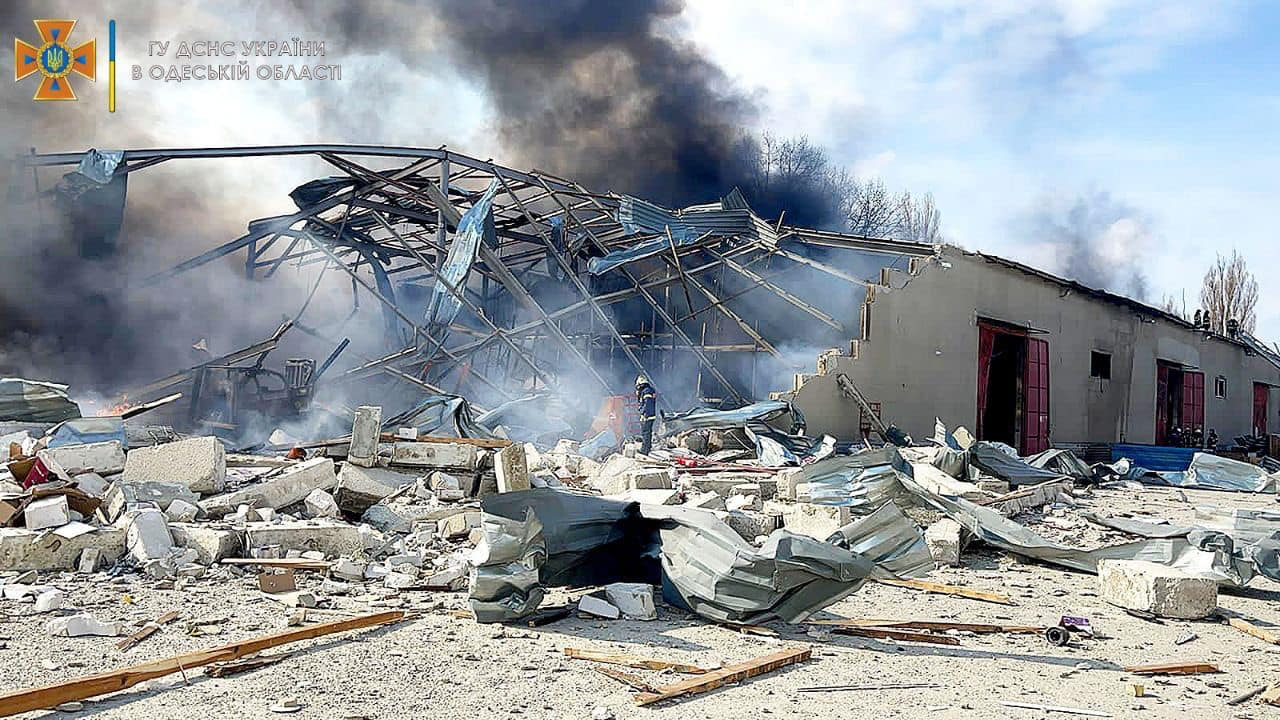
Urmările unui atac cu rachete rusești împotriva unor depozite din Odesa (Regiunea Odesa) la 24 februarie 2022
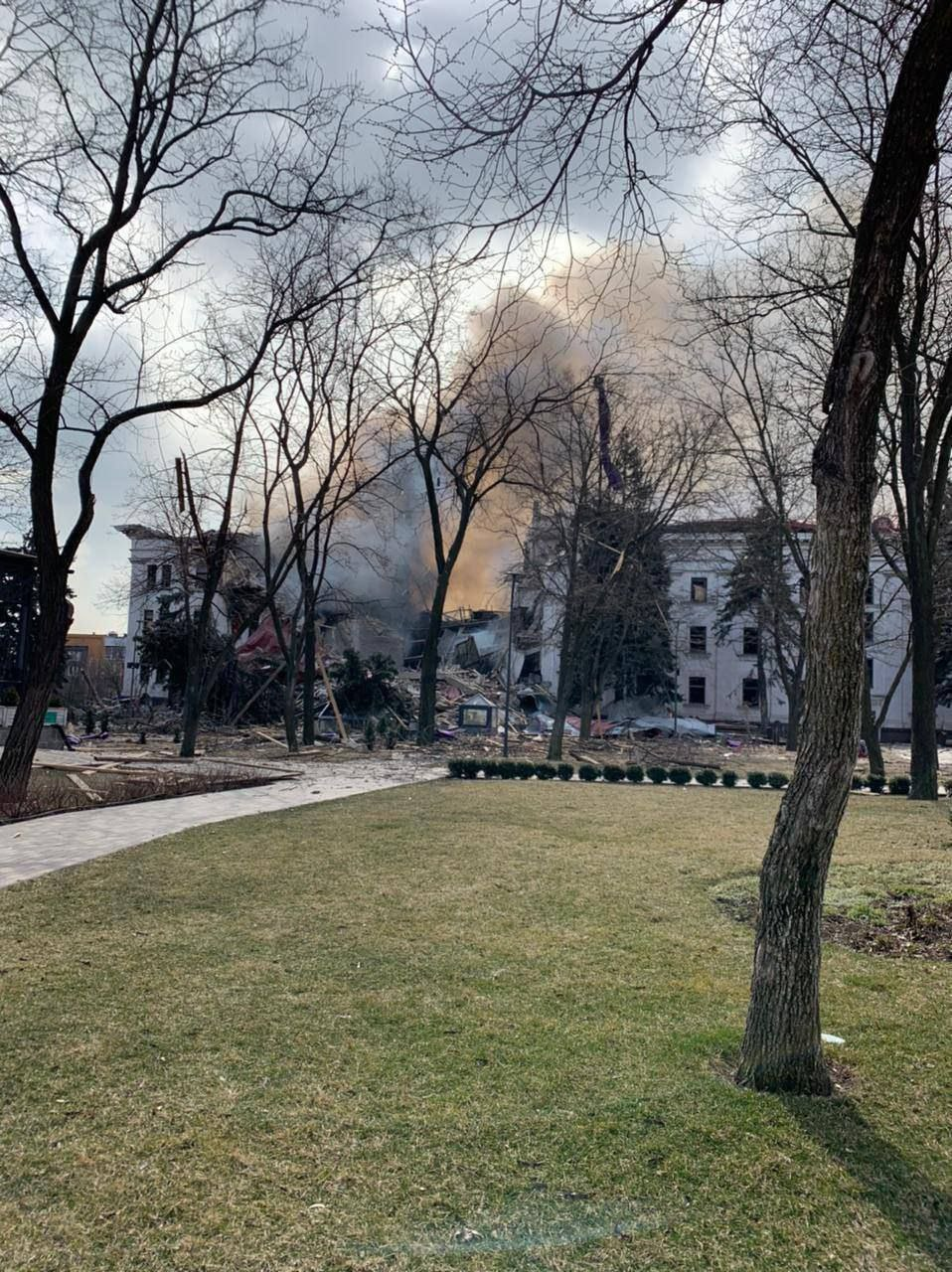
Teatrul Dramatic din Mariupol, distrus de un raid aerian rusesc
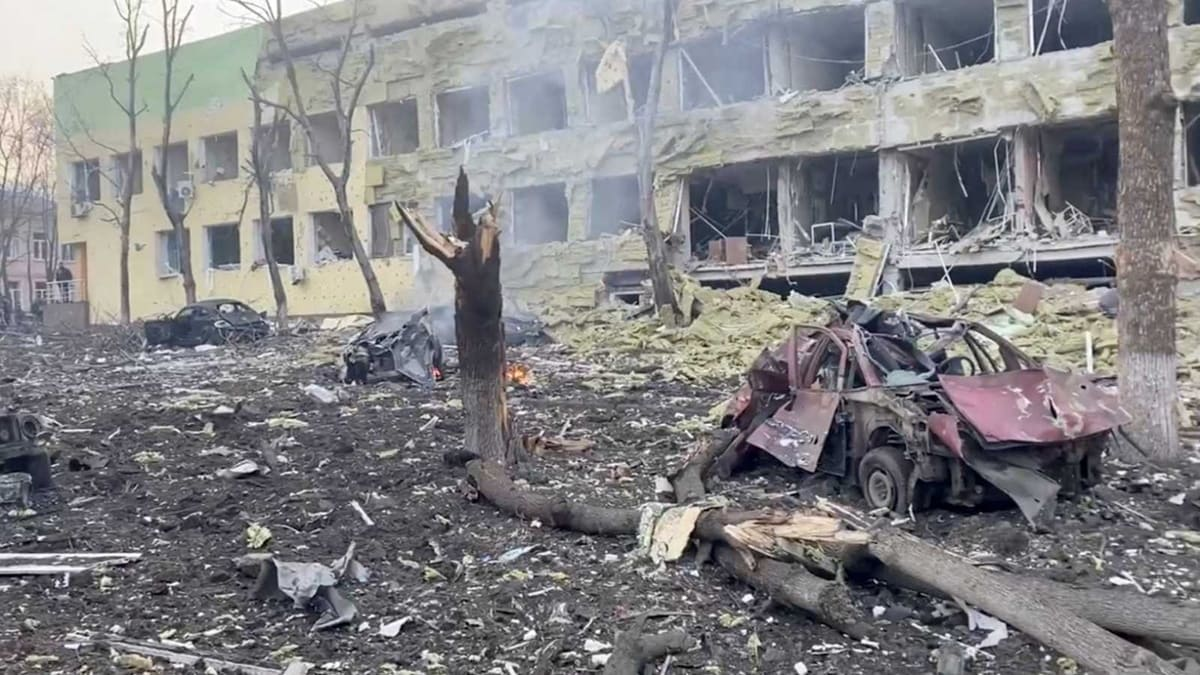
Atac aerian asupra spitalului din Mariupol
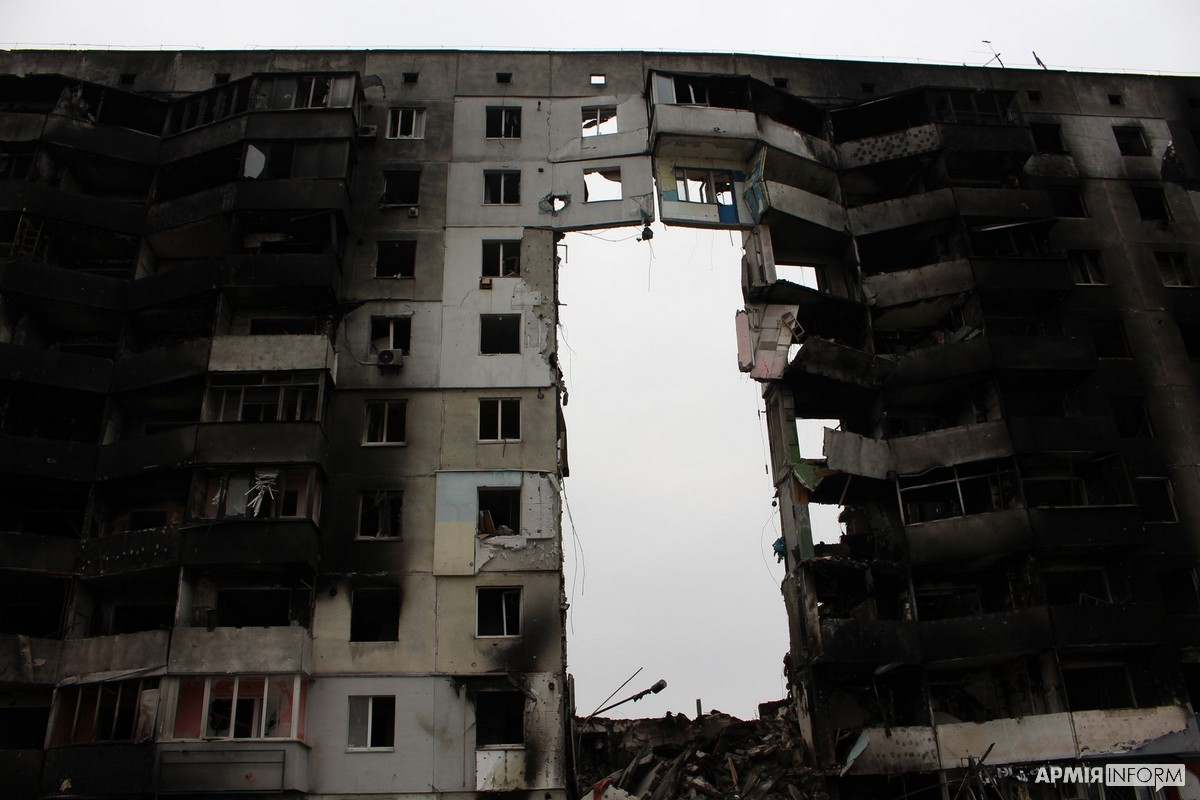
Bombardarea orașului Borodeanka
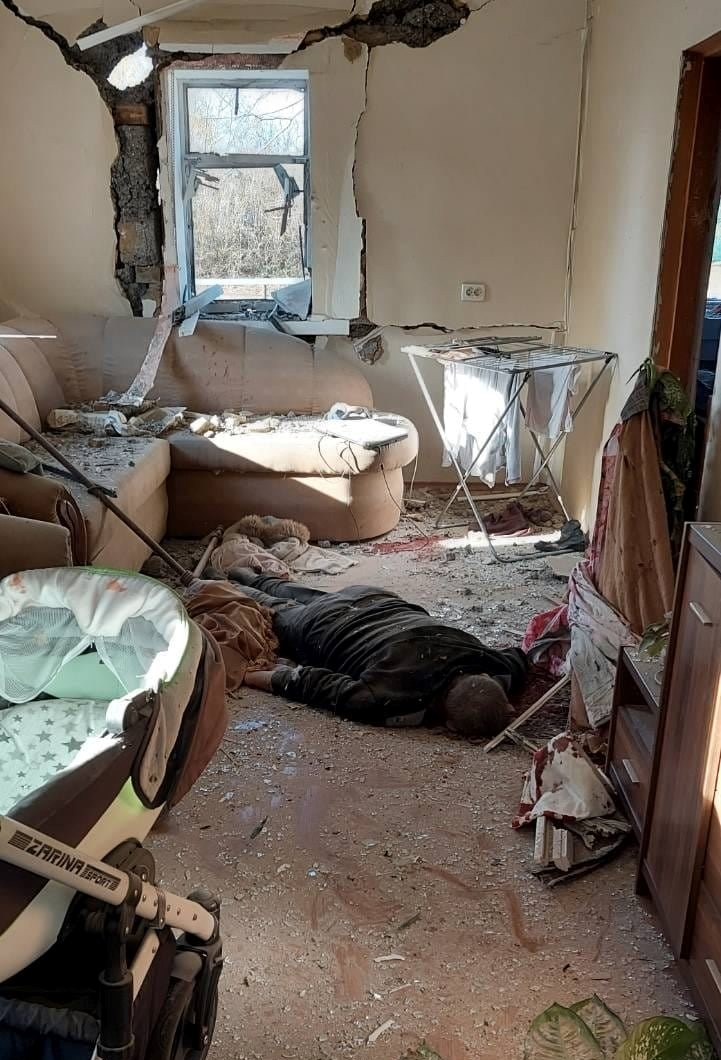
Civil ucrainean ucis în timpul bombardamentului rusesc asupra regiunii Cernihiv (regiunea Cernihiv)
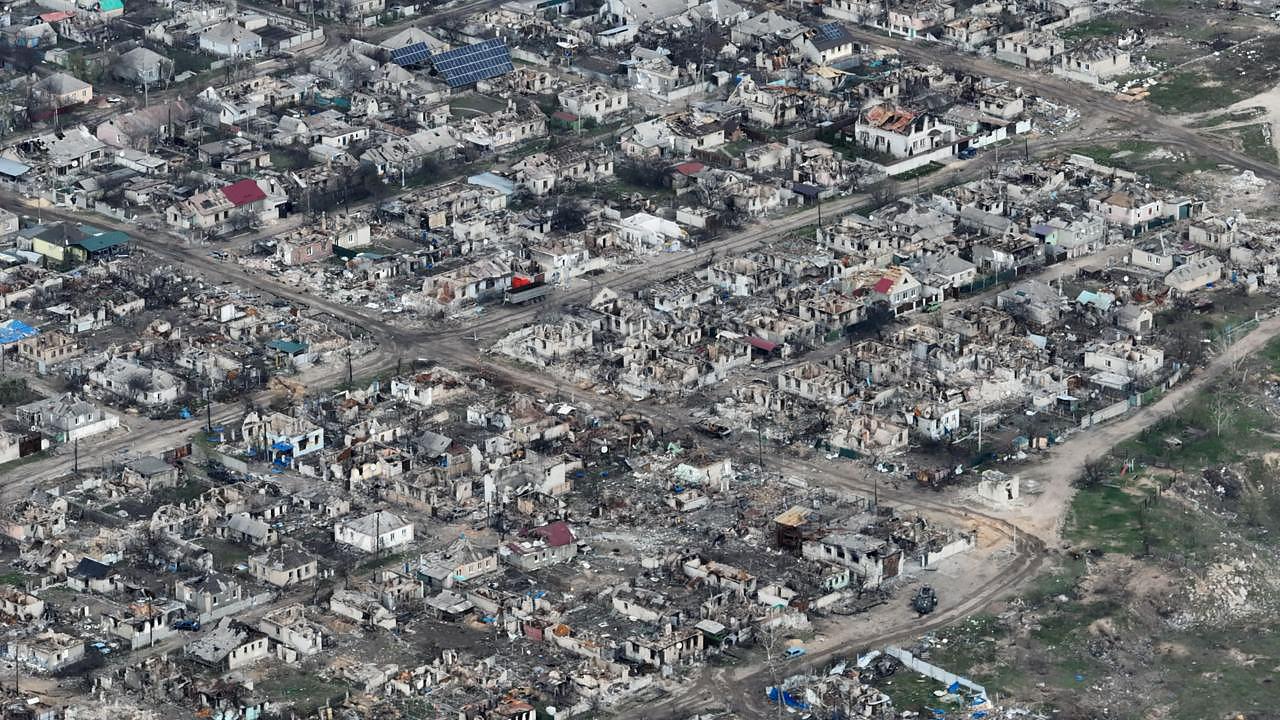
Ruinele Rubijne (regiunea Lugansk) după bombardamentele rusești din aprilie-mai 2022
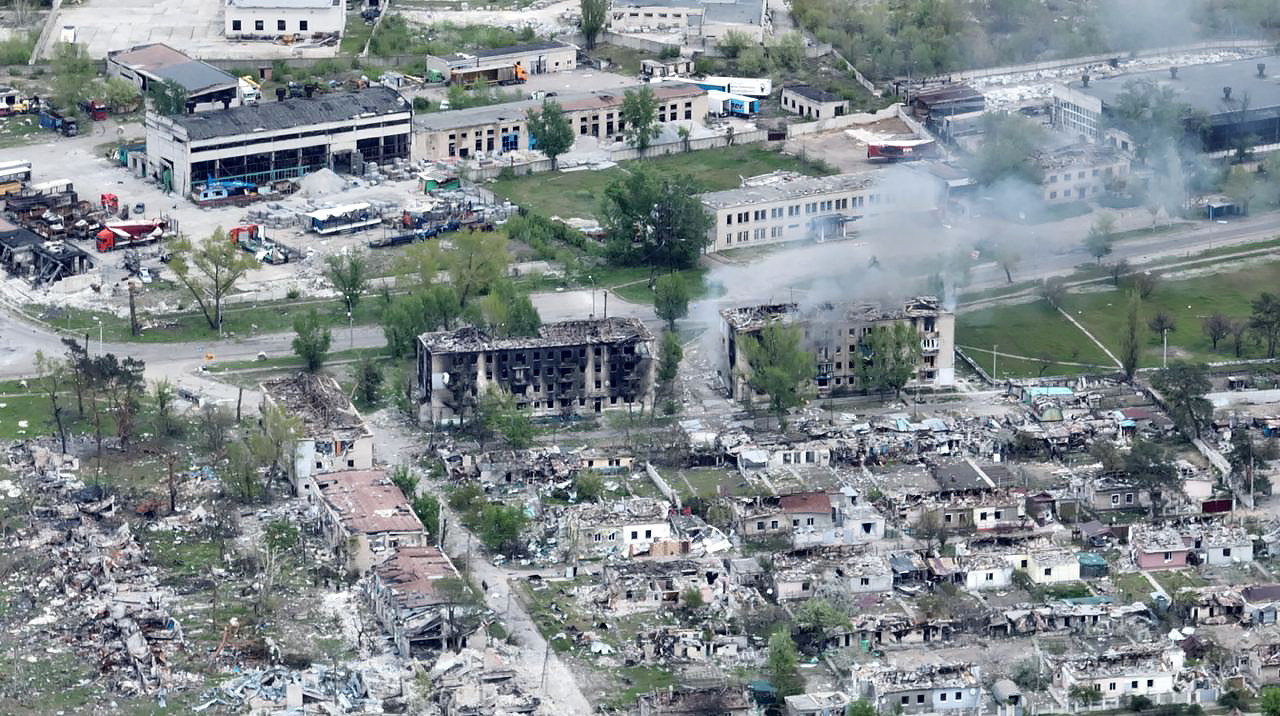
Ruinele, din Rubijne (regiunea Lugansk) după bombardamentele rusești din aprilie-mai 2022
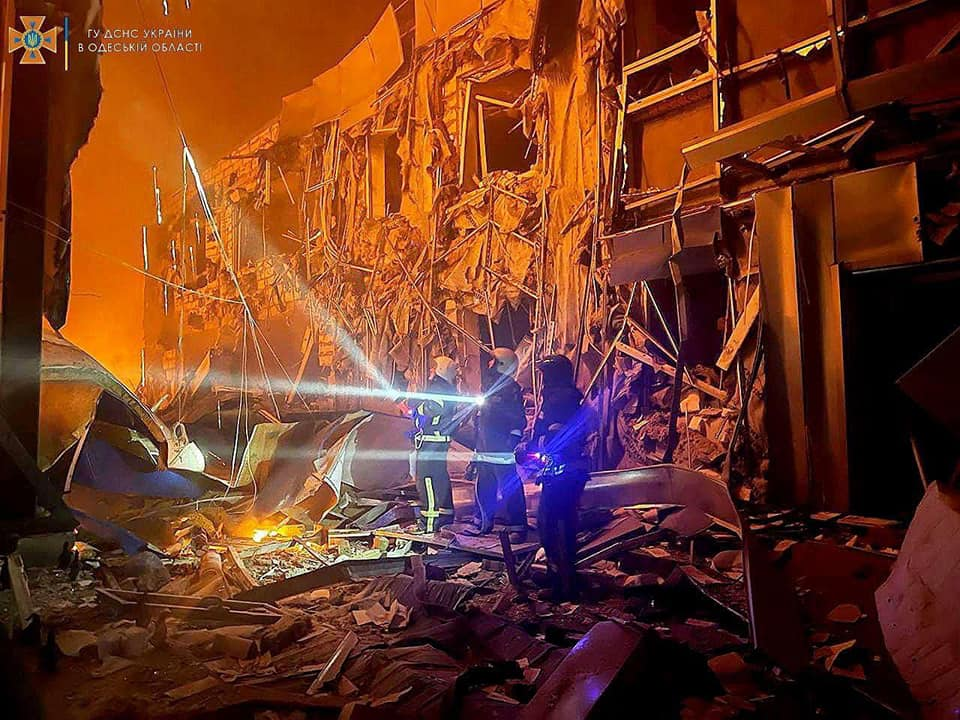
Centrul comercial Riviera din satul Fontanka de lângă Odesa (Regiunea Odesa), 9 mai 2022
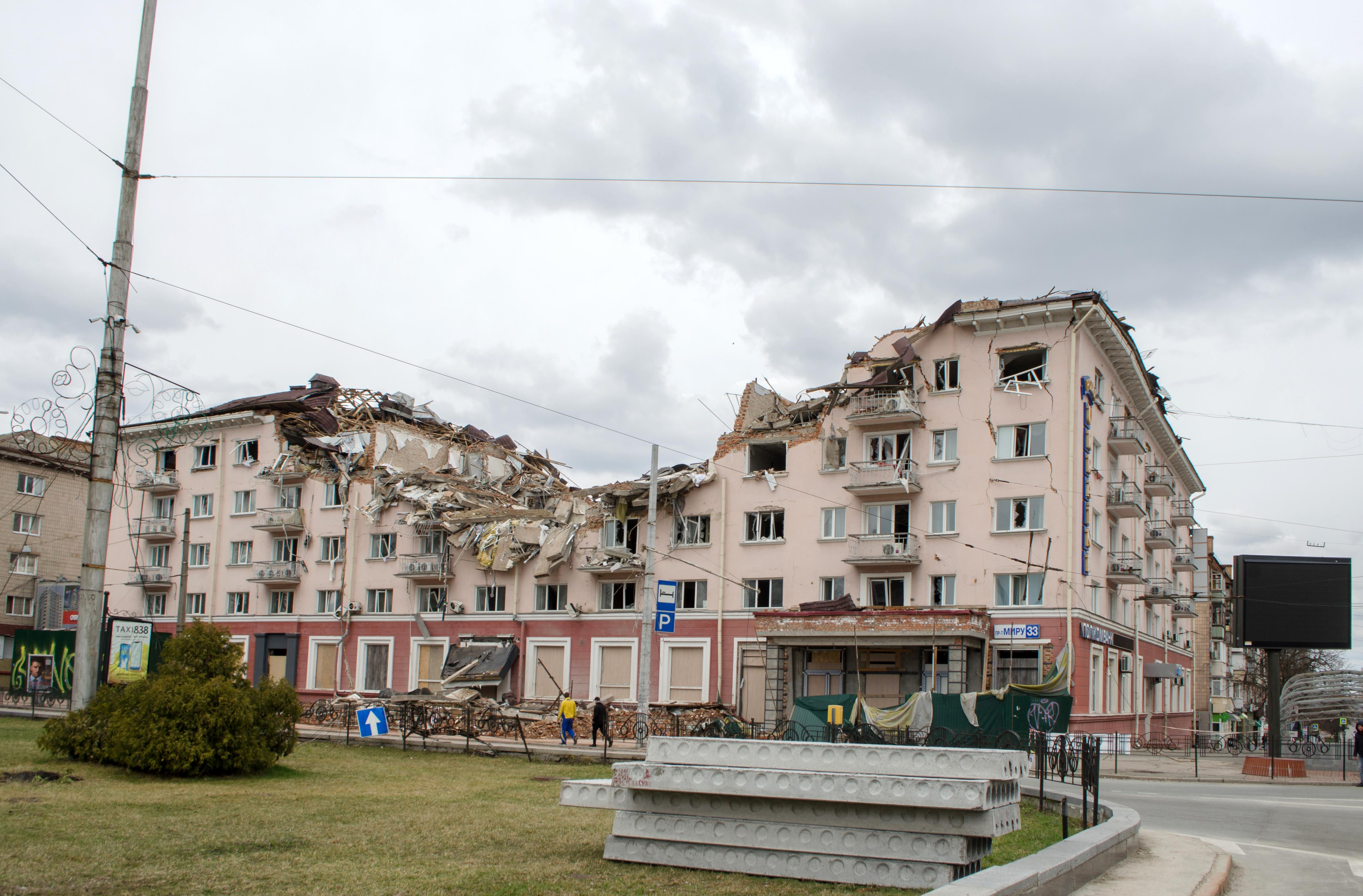
Hotelul Ucraina din Cernihiv (Regiunea Cernihiv) după bombardarea de către forțele ruse, 10 aprilie 2022
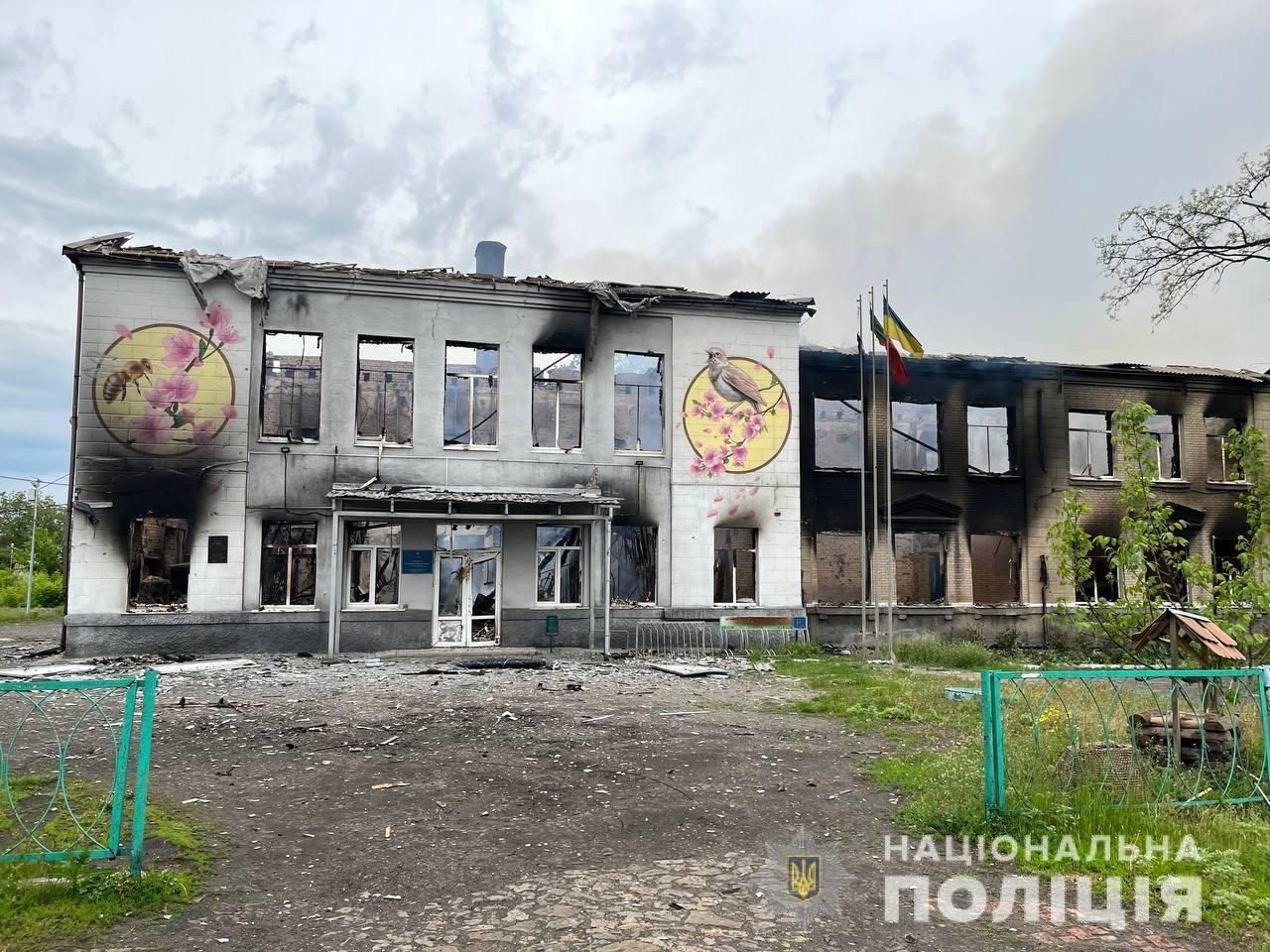
Școala nr. 1 din Avdiivka după bombardarea cu muniții cu fosfor alb de către forțele ruse la 18 mai 2022 (Oblastul Donețk)
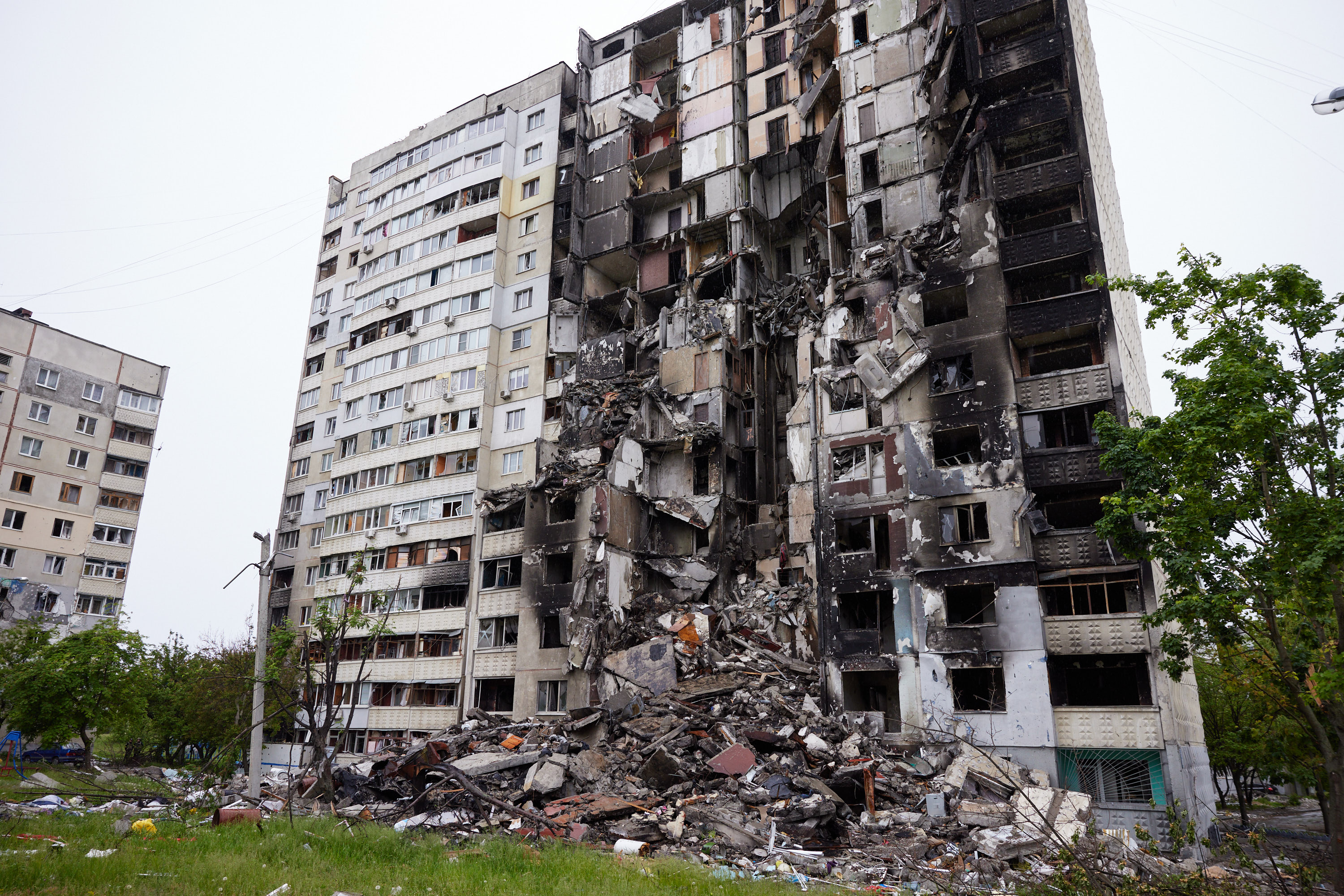
Bombardament rusesc asupra clădirilor rezidențiale din Harkov (Regiunea Harkov), 29 mai 2022
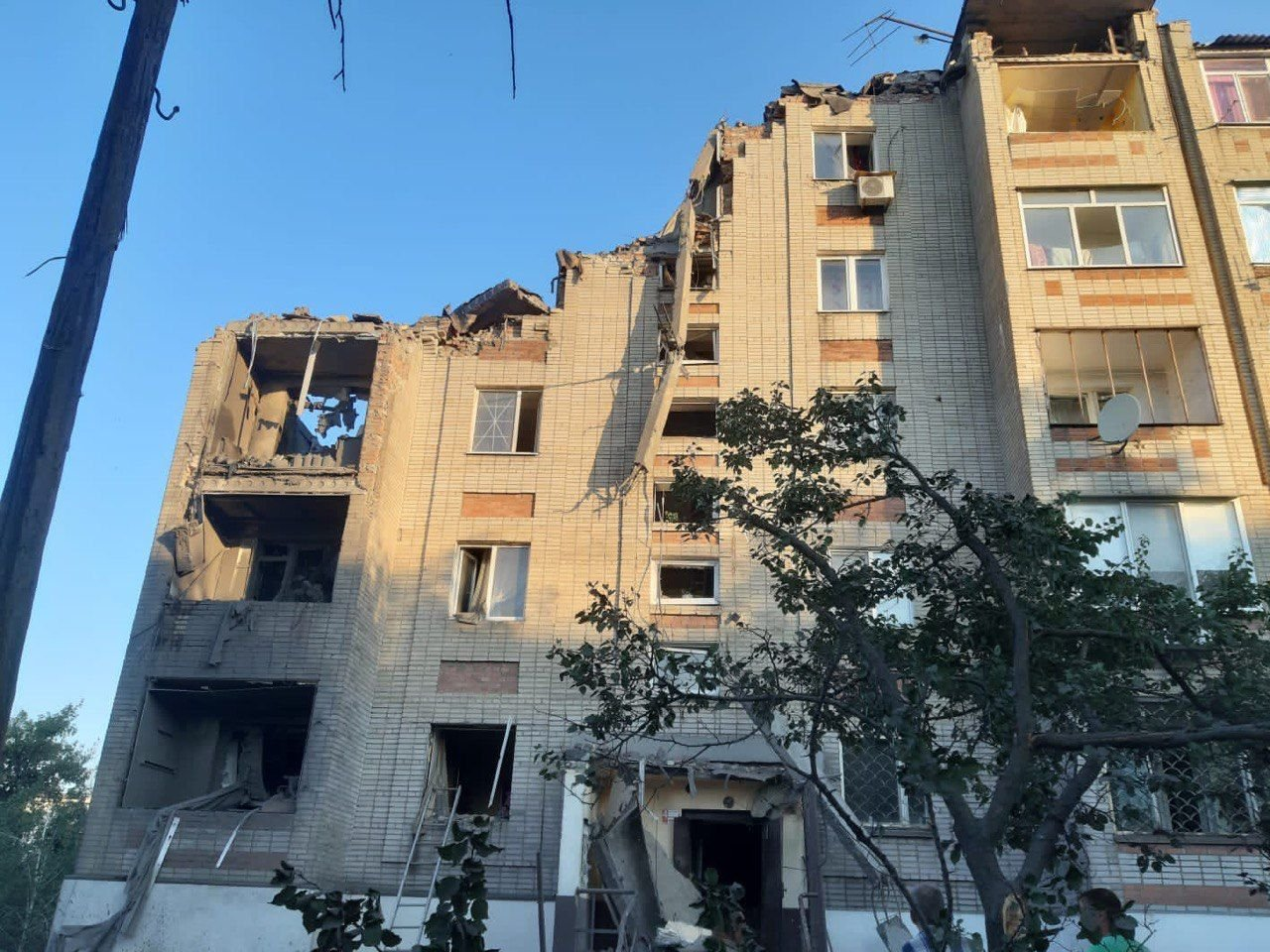
Clădire rezidențială cu 5 etaje în Torețk (Regiunea Donețk) după bombardamentul rusesc din 28 iulie 2022
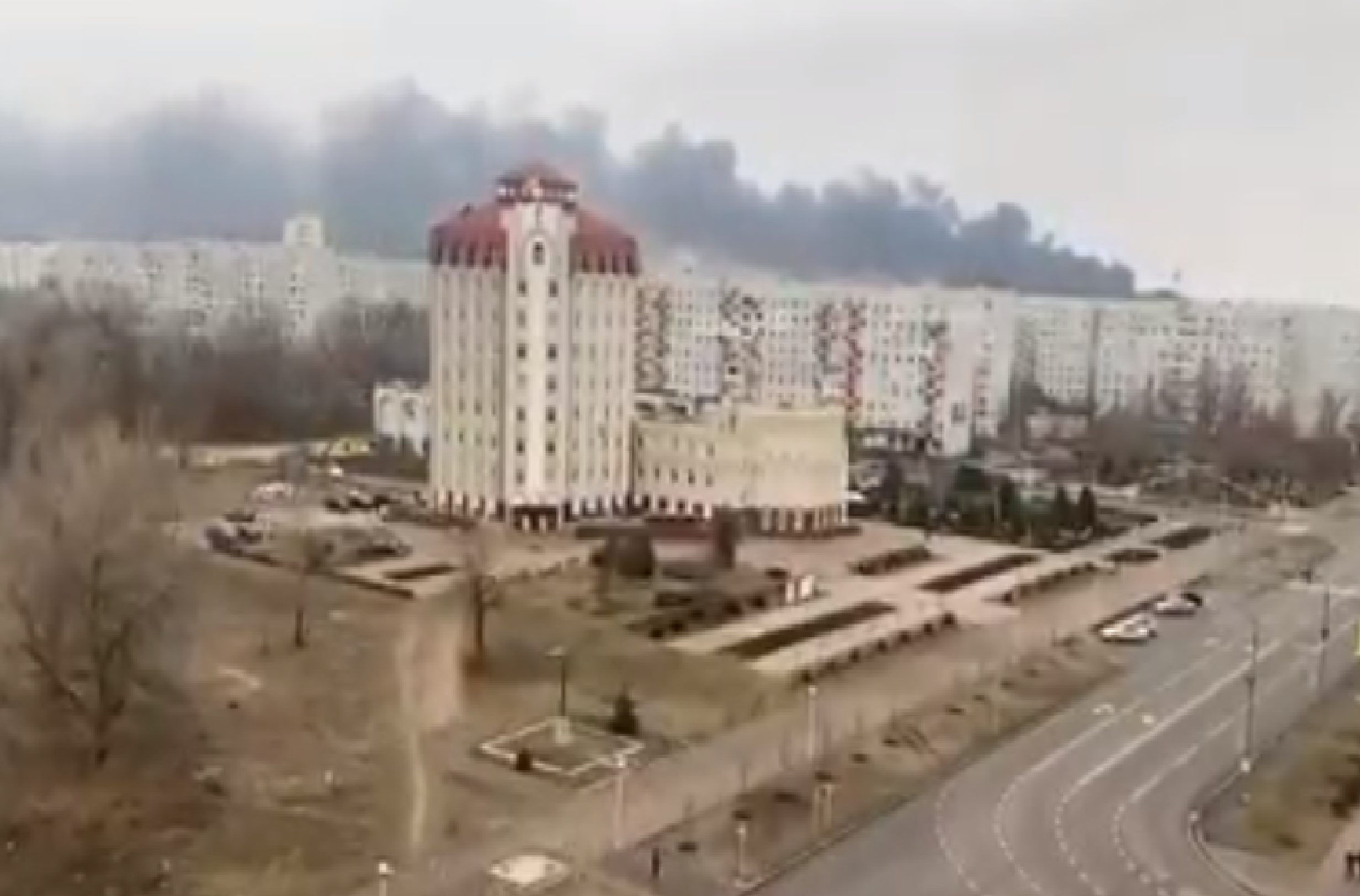
Bombardament rusesc lângă Zaporijjea
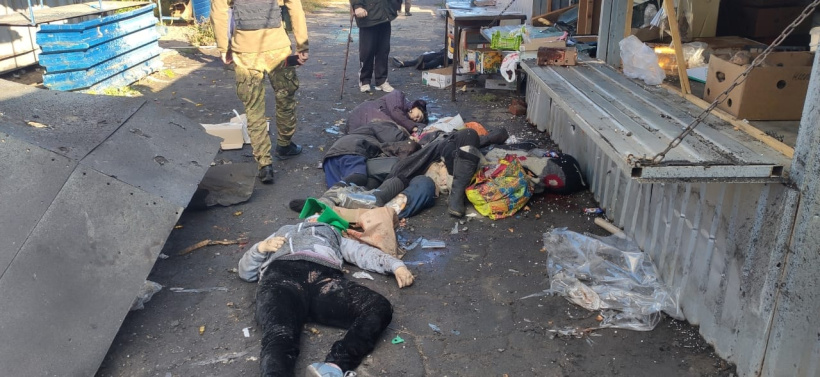
Victime ale bombardamentelor rusești asupra pieței din Avdiivka (Regiunea Donețk) la 12 octombrie 2022
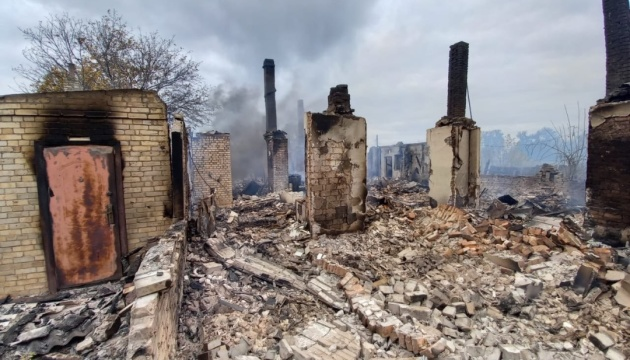
Pisky în ruine după atacul rusesc, Regiunea Donețk, la 27 octombrie 2022.
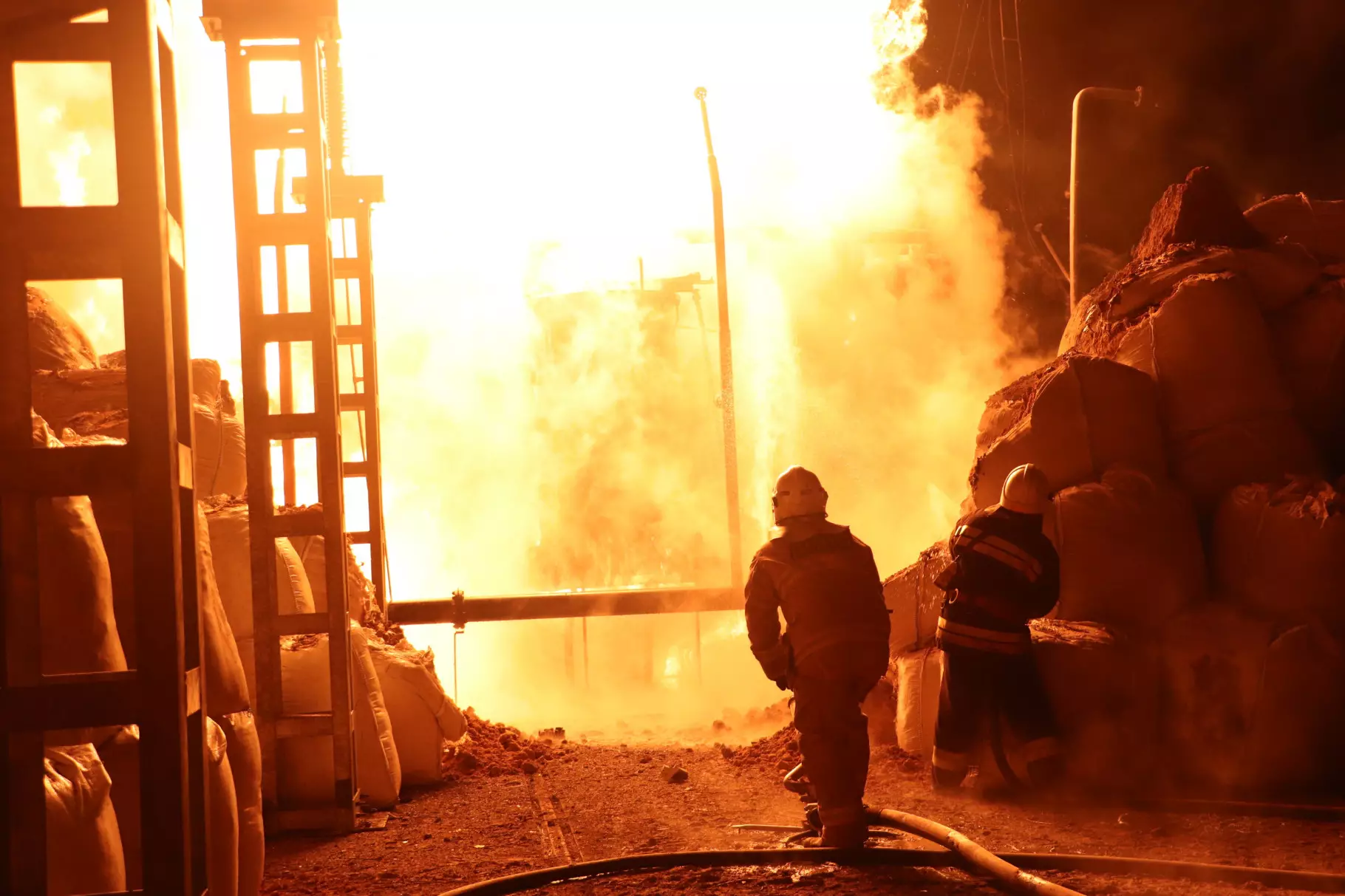
Incendiu după o lovitură în Regiunea Kiev
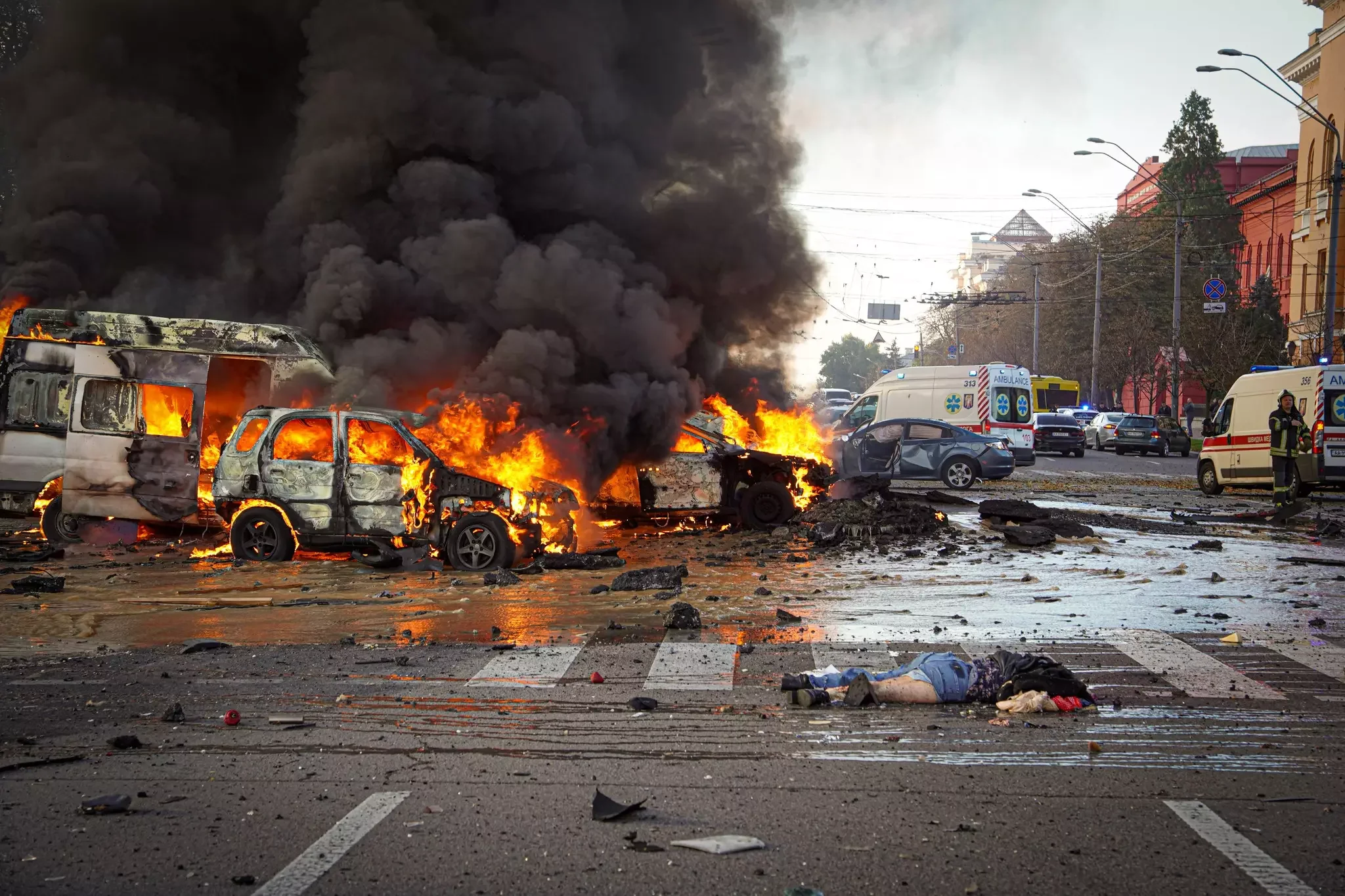
Kiev după atacurile cu rachete din 10 octombrie 2022
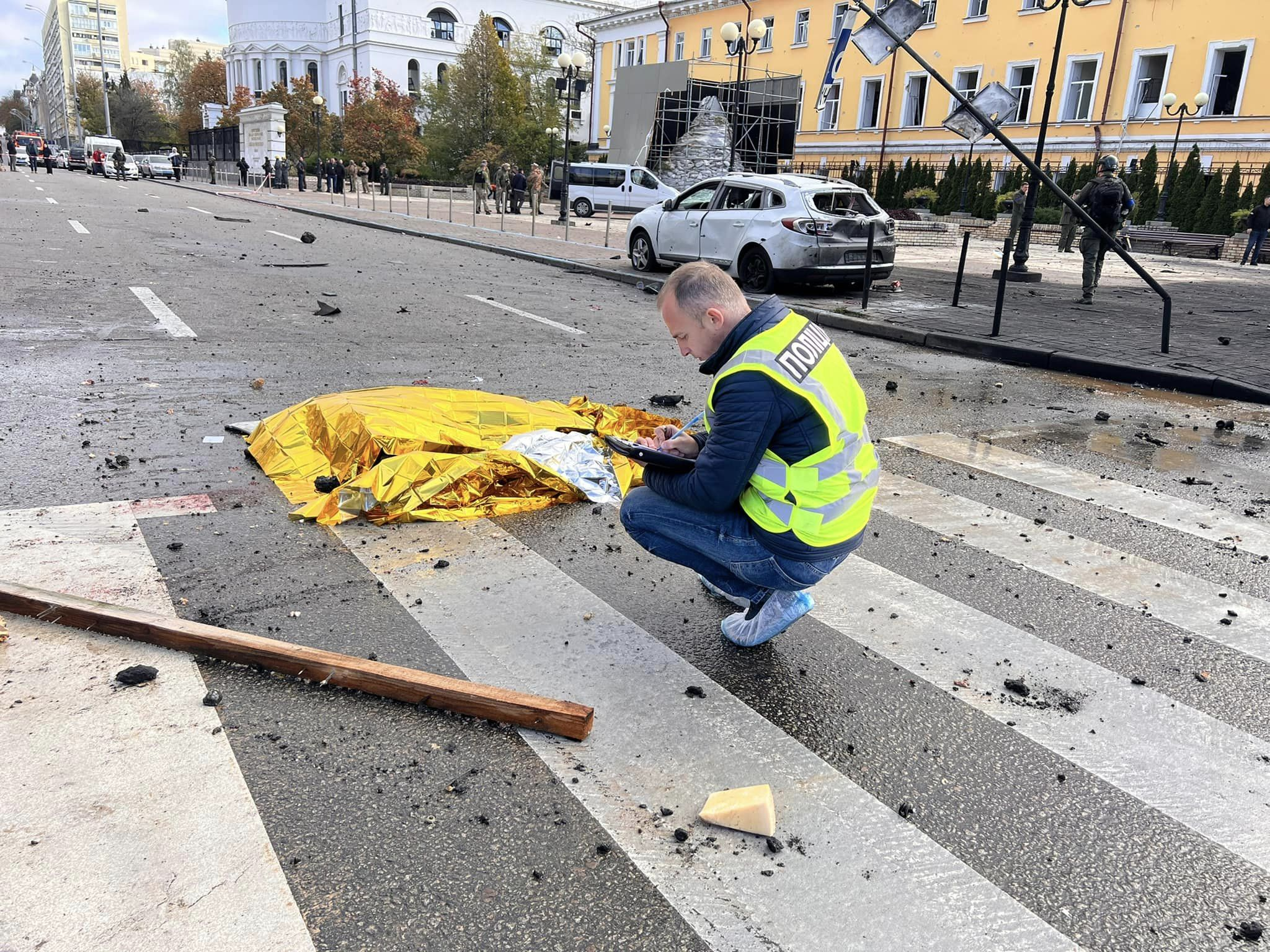
Un civil mort sub o pătură după un atac cu rachete asupra centrului orașului Kiev pe 10 octombrie 2022
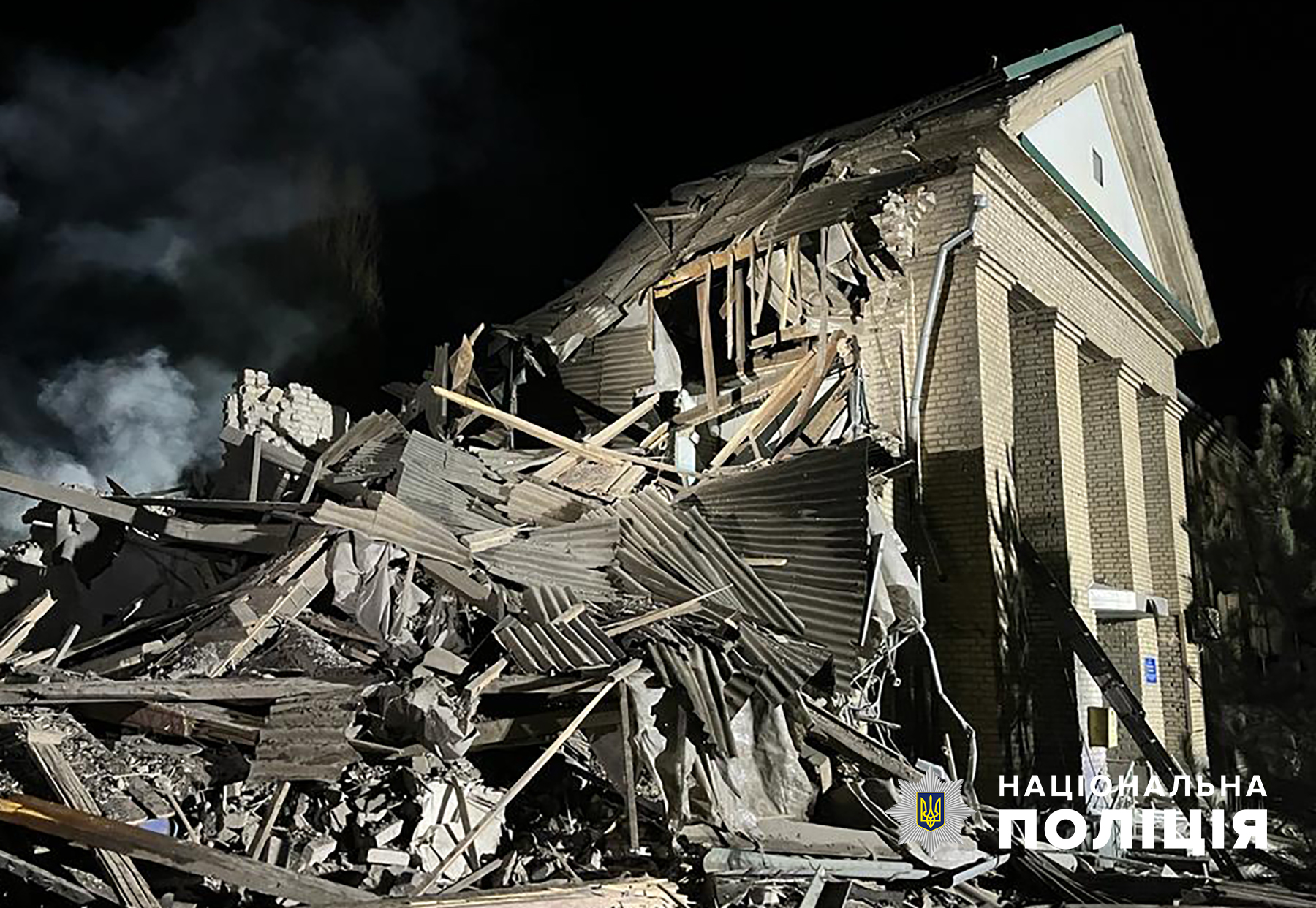
Spitalul din Vilneansk după atacul cu rachete din 23 noiembrie 2022
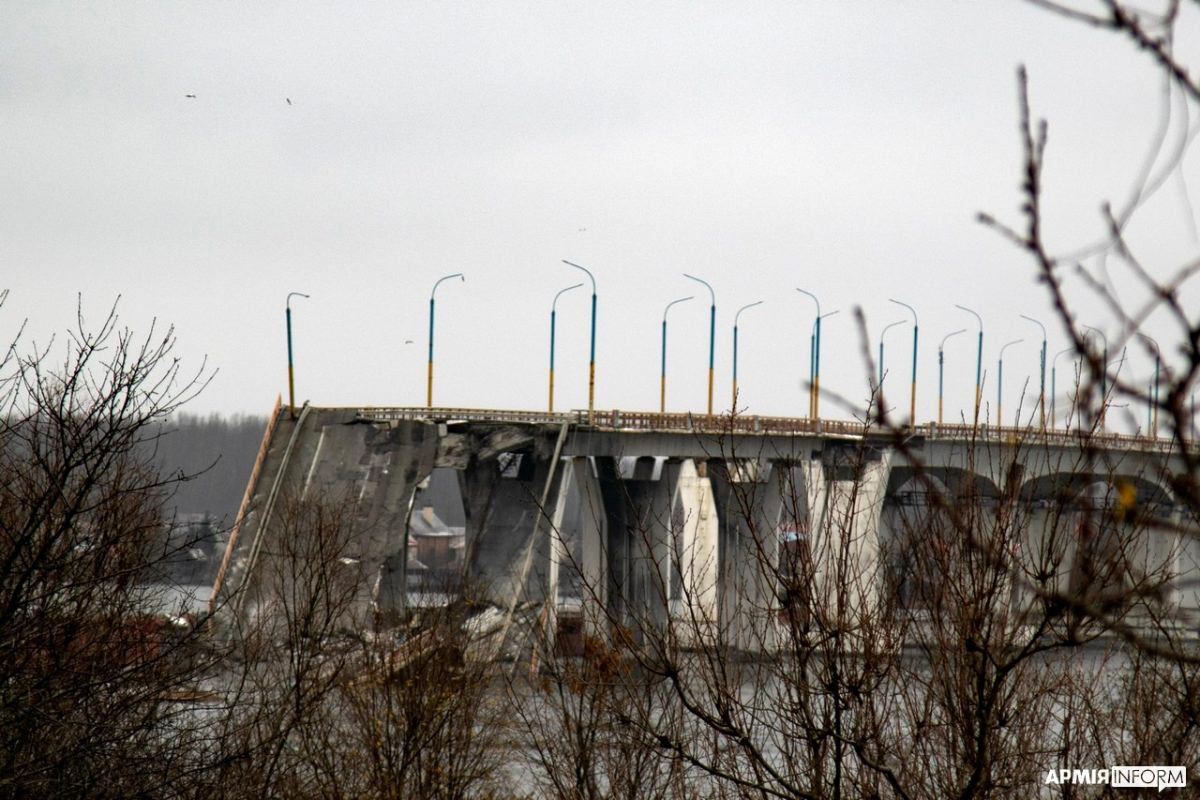
Podul rutier Antonivka după bătălia de la Herson
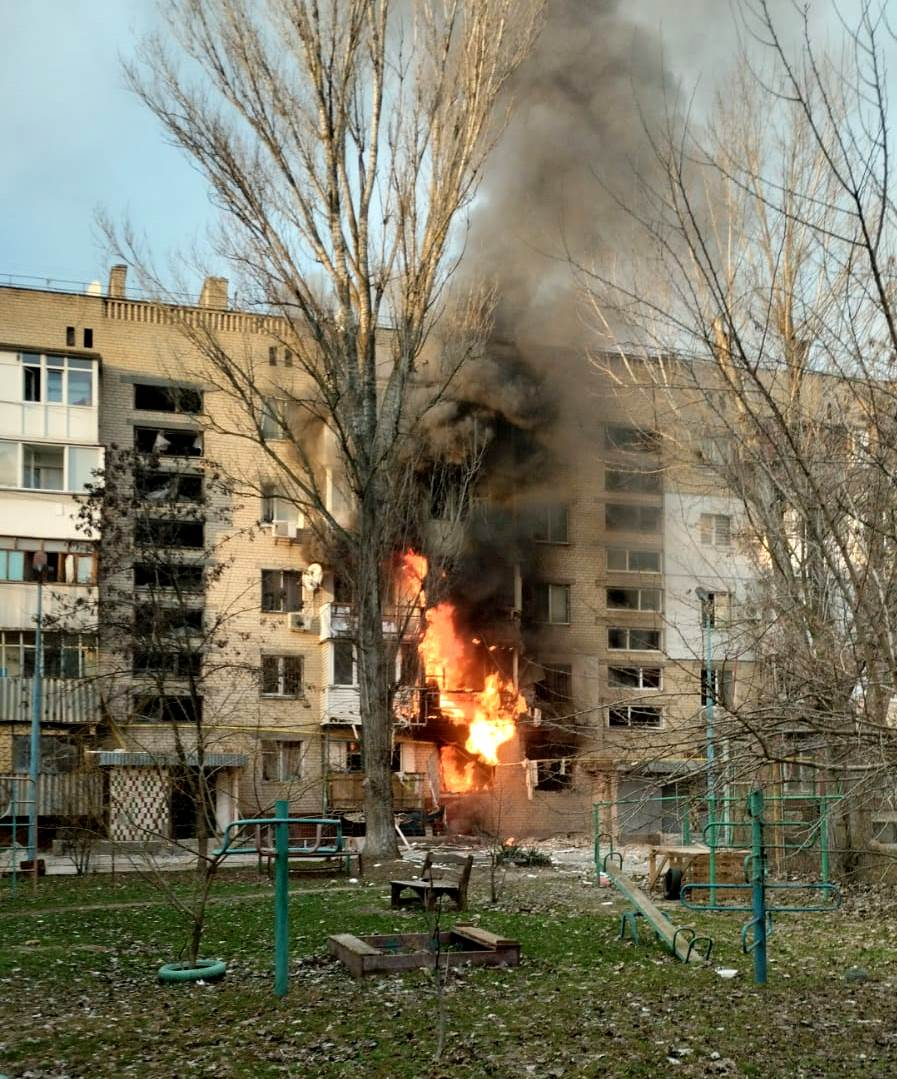
Herson după bombardarea de către armata rusă la 15 ianuarie 2023
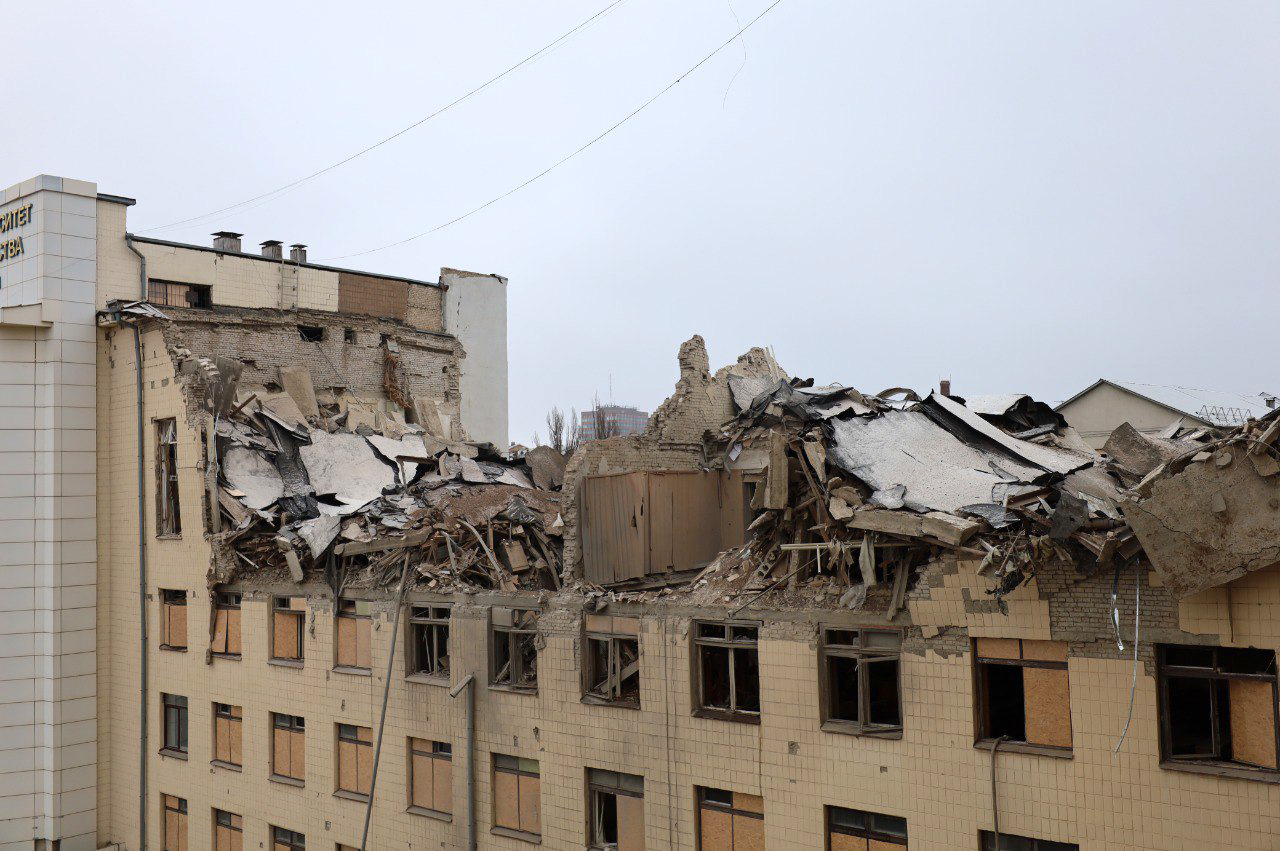
Academia Națională de Economie Urbană Harkov, după lovitura de rachetă rusească
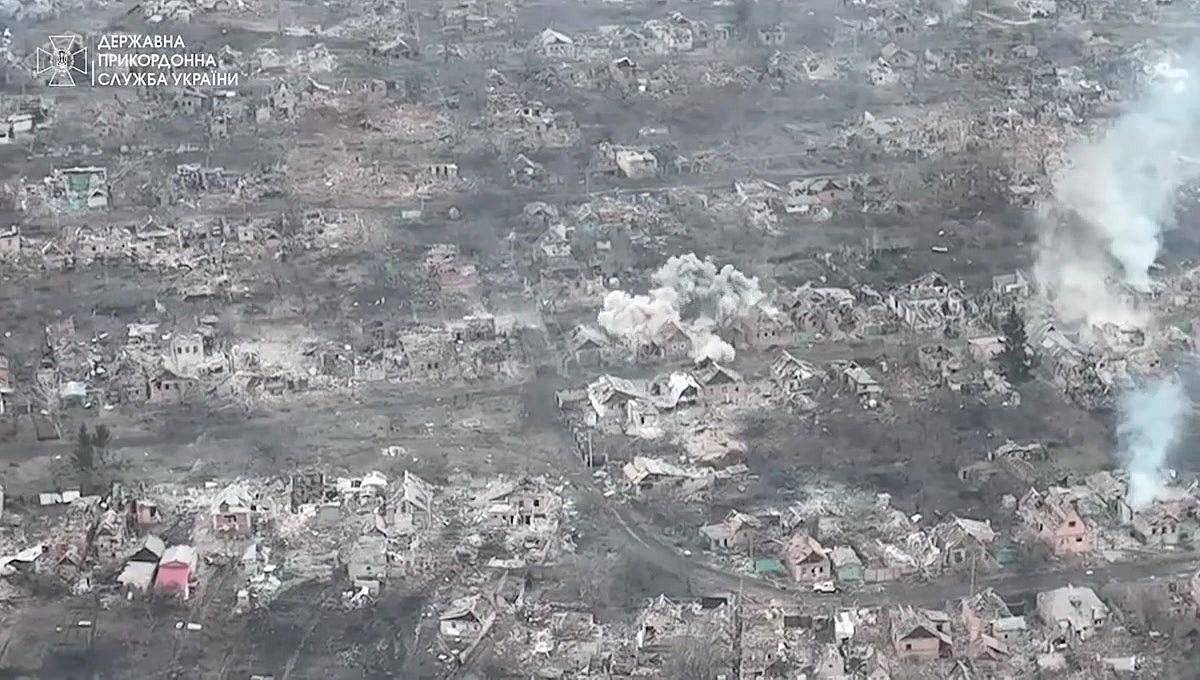
Zonă rezidențială dărăpănată în Bahmut după bombardamentele rusești, martie 2023
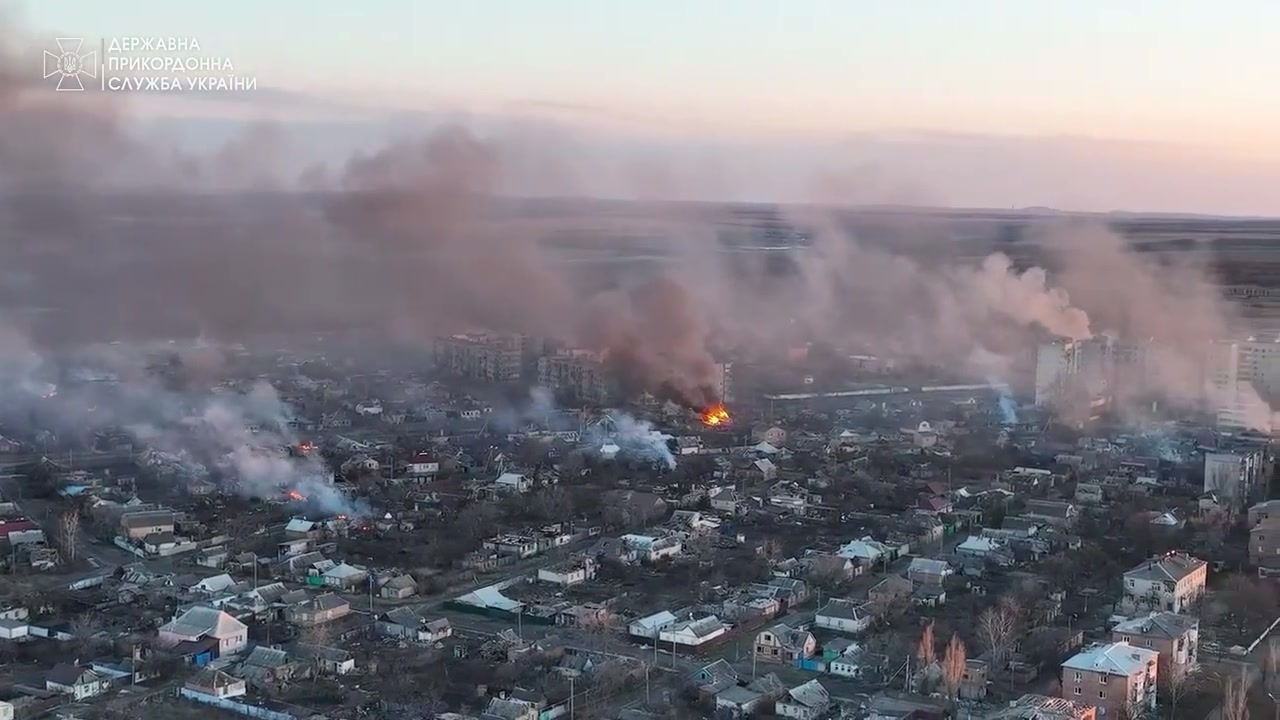
Zona de vest a orașului Bahmut după bombardamentul rusesc, aprilie 2023
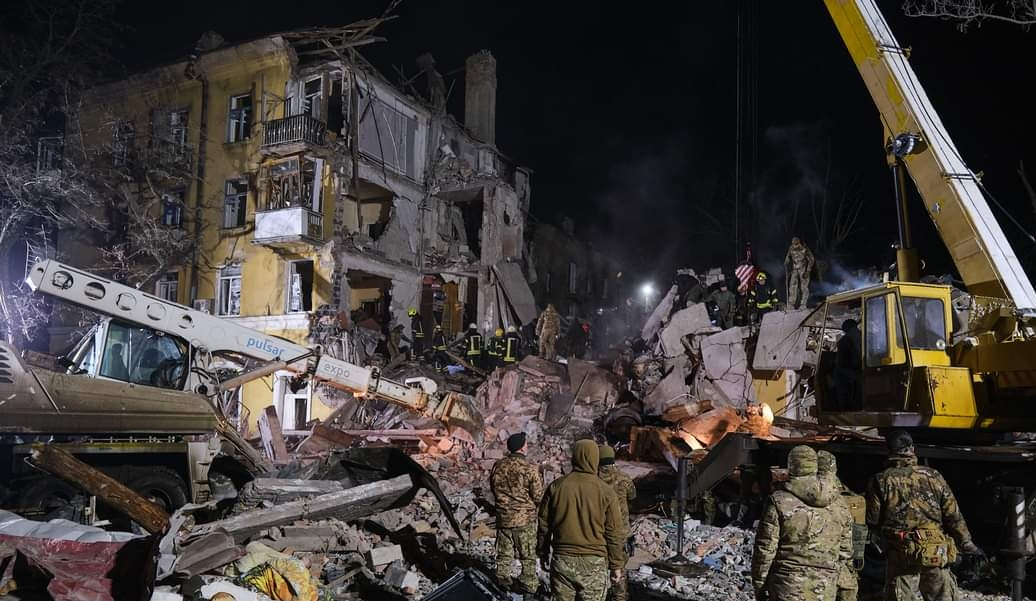
Casă din Kramatorsk după atacul și bombardamentul cu rachete rusești din 1 februarie 2023
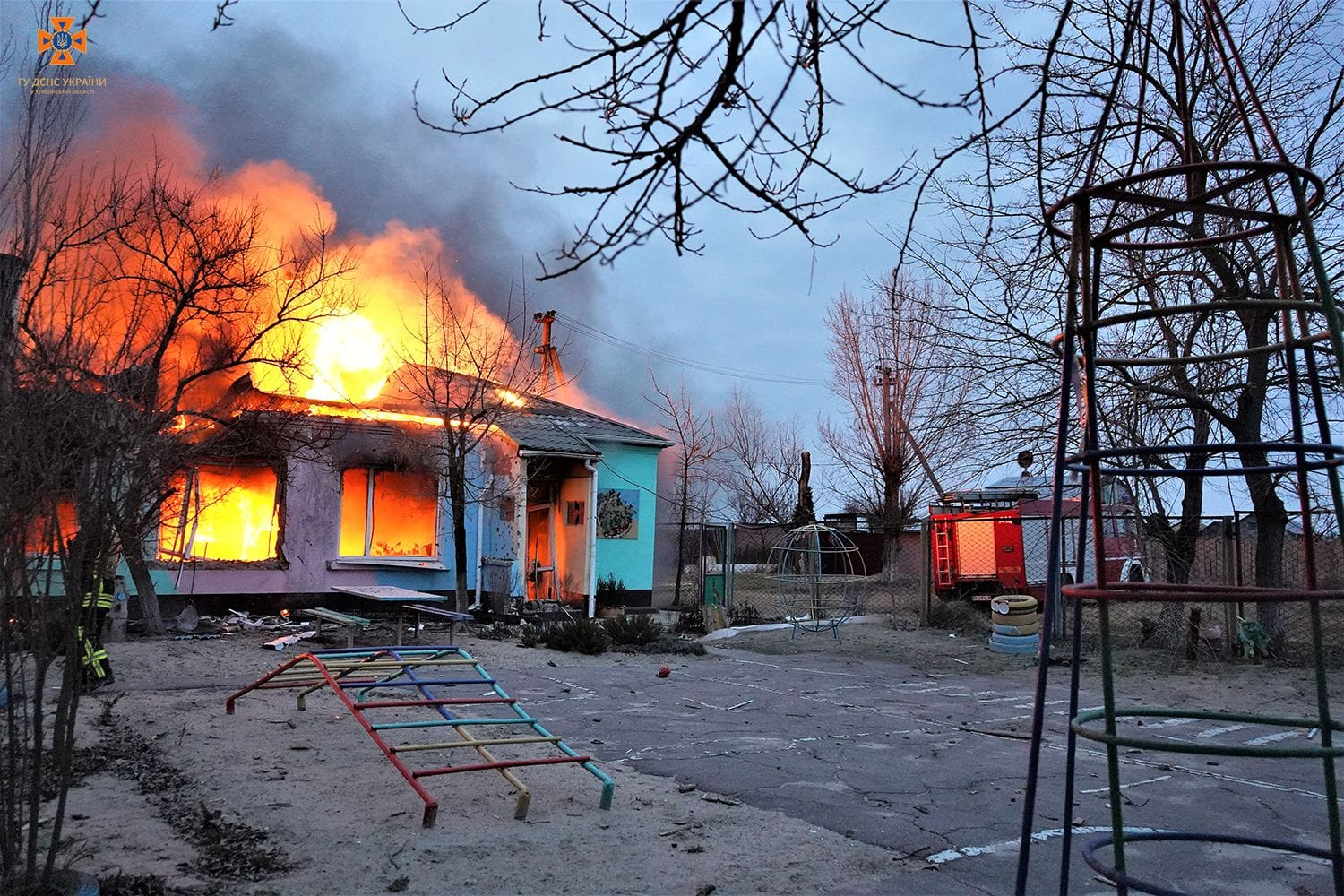
Grădiniță în Herson după bombardarea orașului de către Rusia
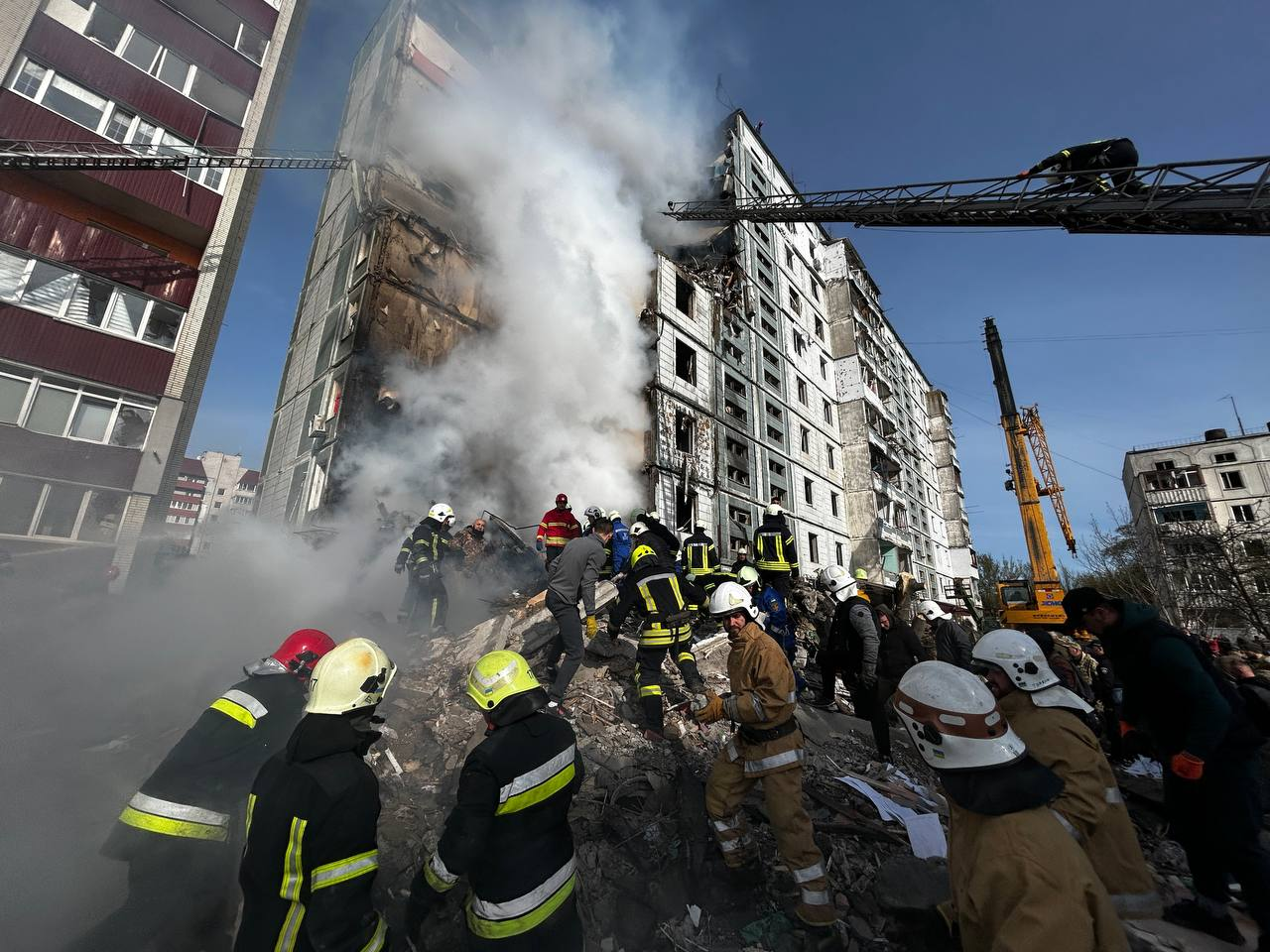
Clădire de apartamente distrusă în urma unui bombardament rusesc în Umani (Regiunea Cerkasî) la 28 aprilie 2023
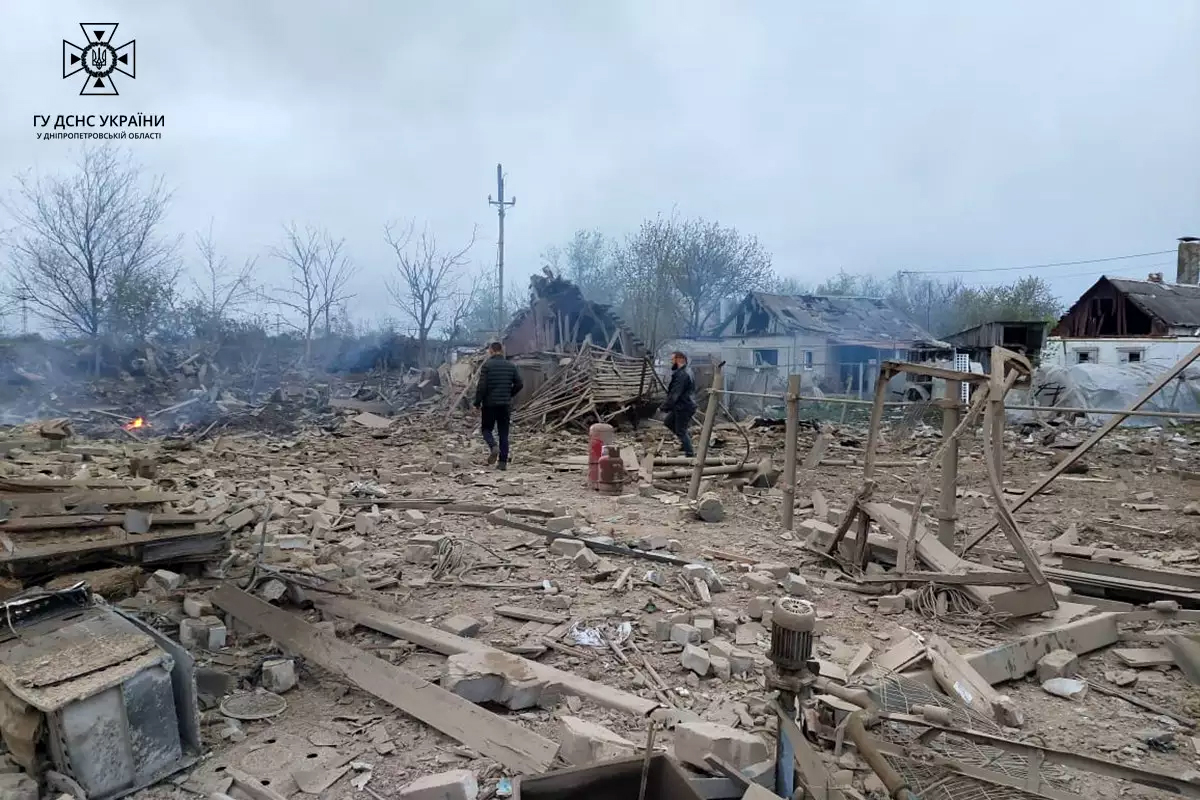
Distrugere în Pavlohrad după bombardamentul rusesc (Regiunea Dnepropetrovsk), 1 mai 2023
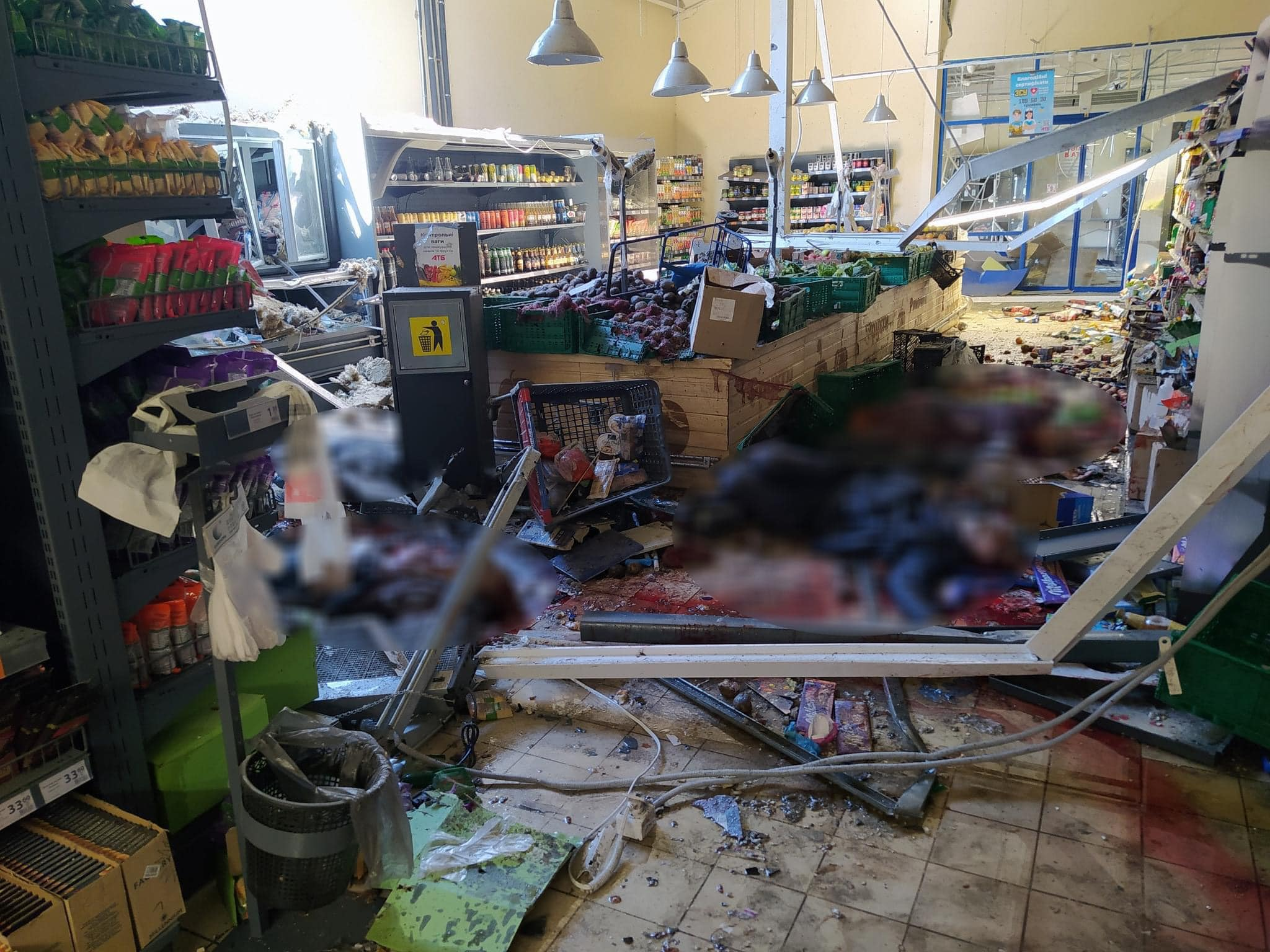
Magazin bombardat în Herson, (Regiunea Herson), 3 mai 2023
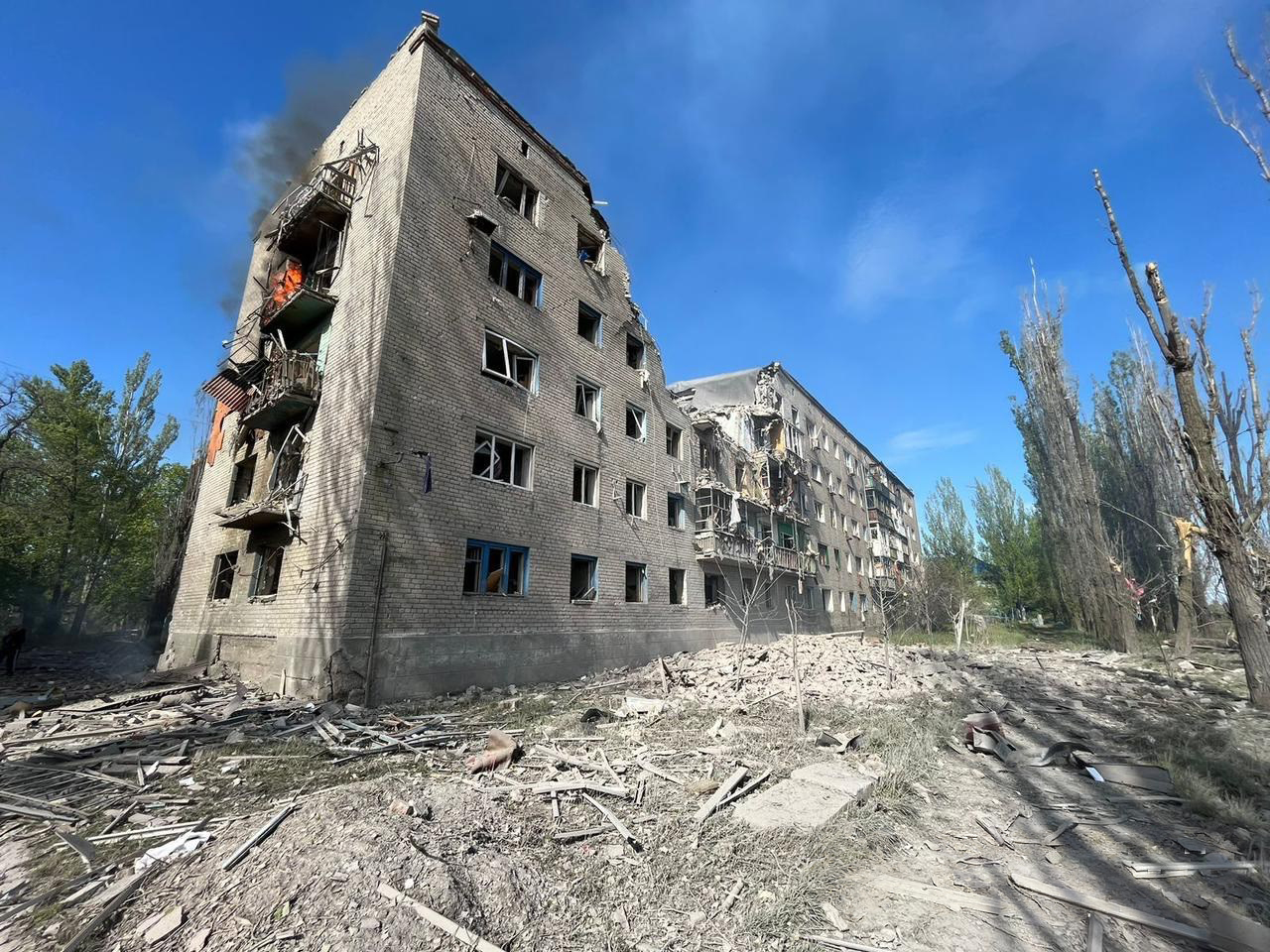
O clădire rezidențială bombardată în Avdiivka (Regiunea Donețk), 5 mai 2023
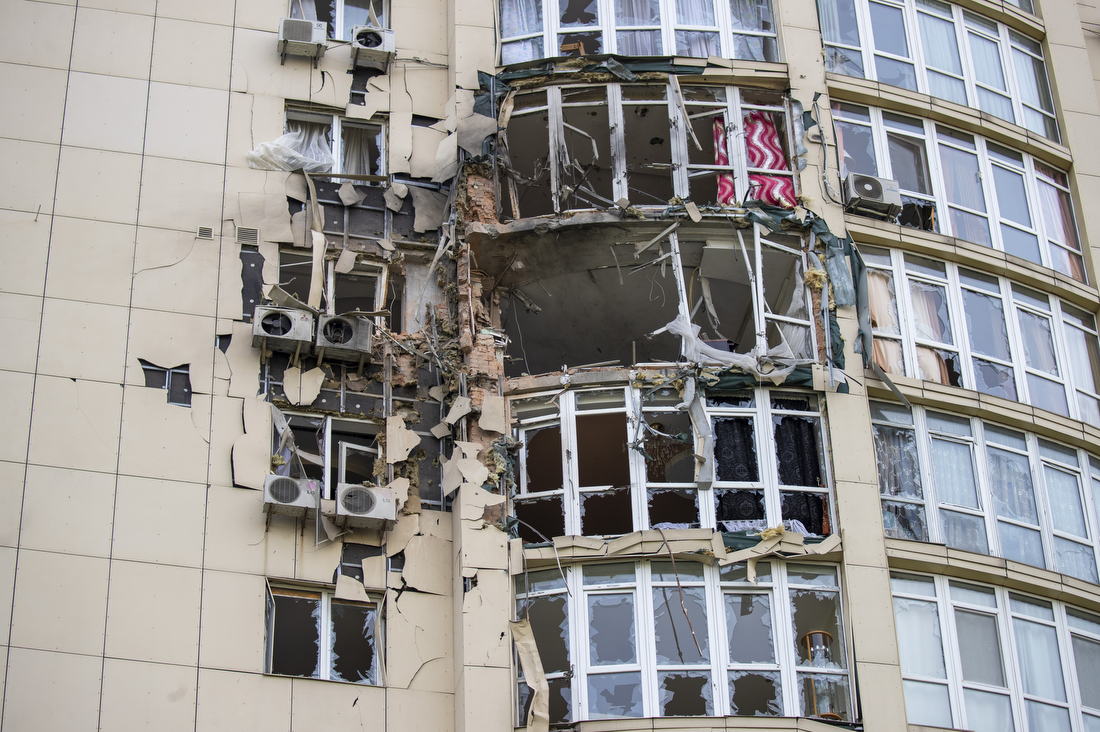
Clădire rezidențială din Kiev deteriorată de o dronă rusească doborâtă, 8 mai 2023
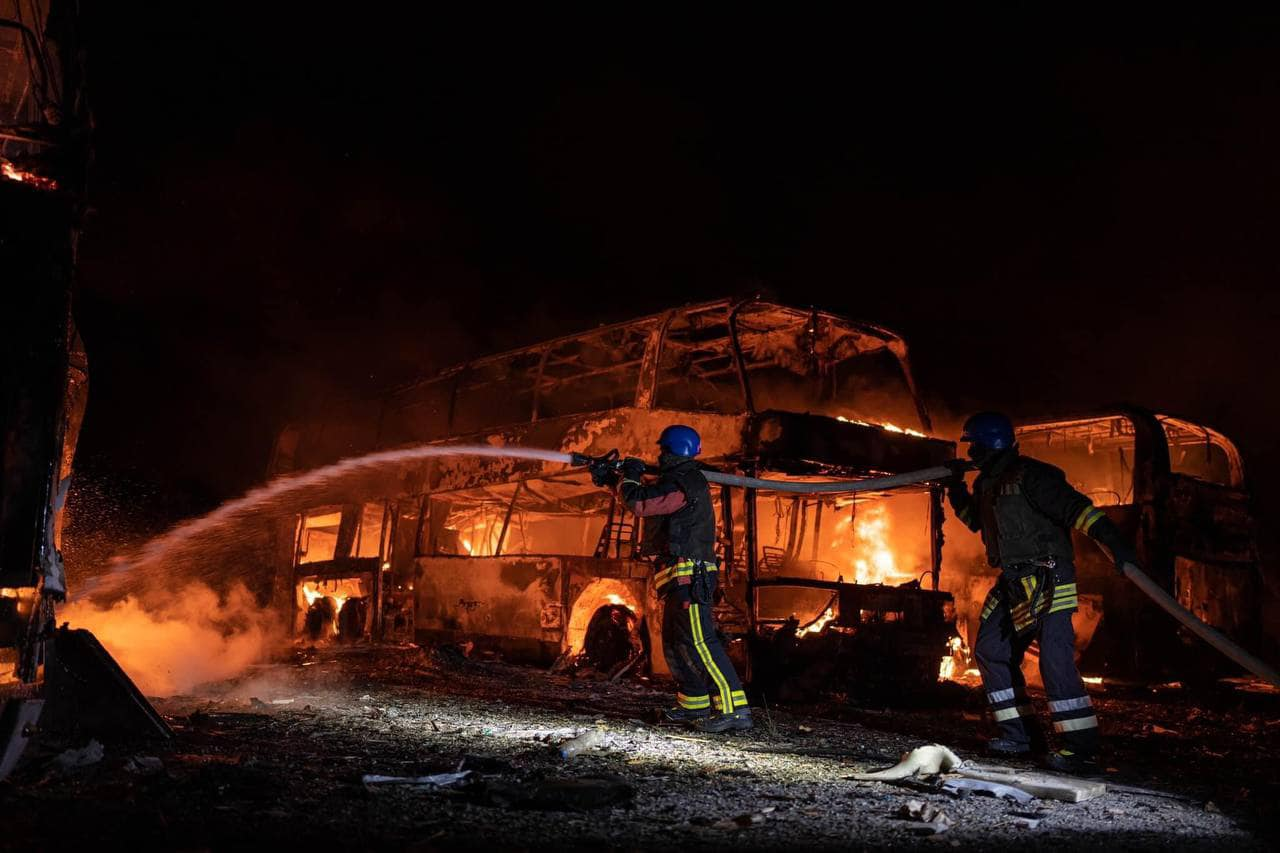
Autobuze incendiate în Kiev după atac, 16 mai 2023
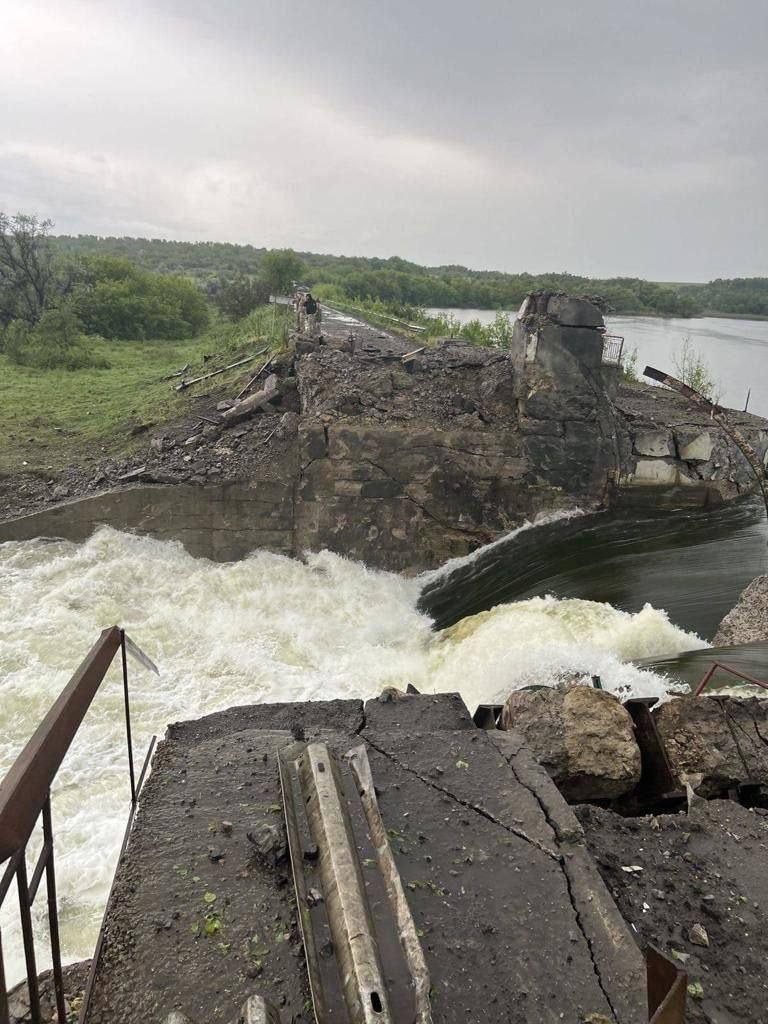
Barajul rezervorului Karlivka după bombardamentul rusesc, 25 mai 2023
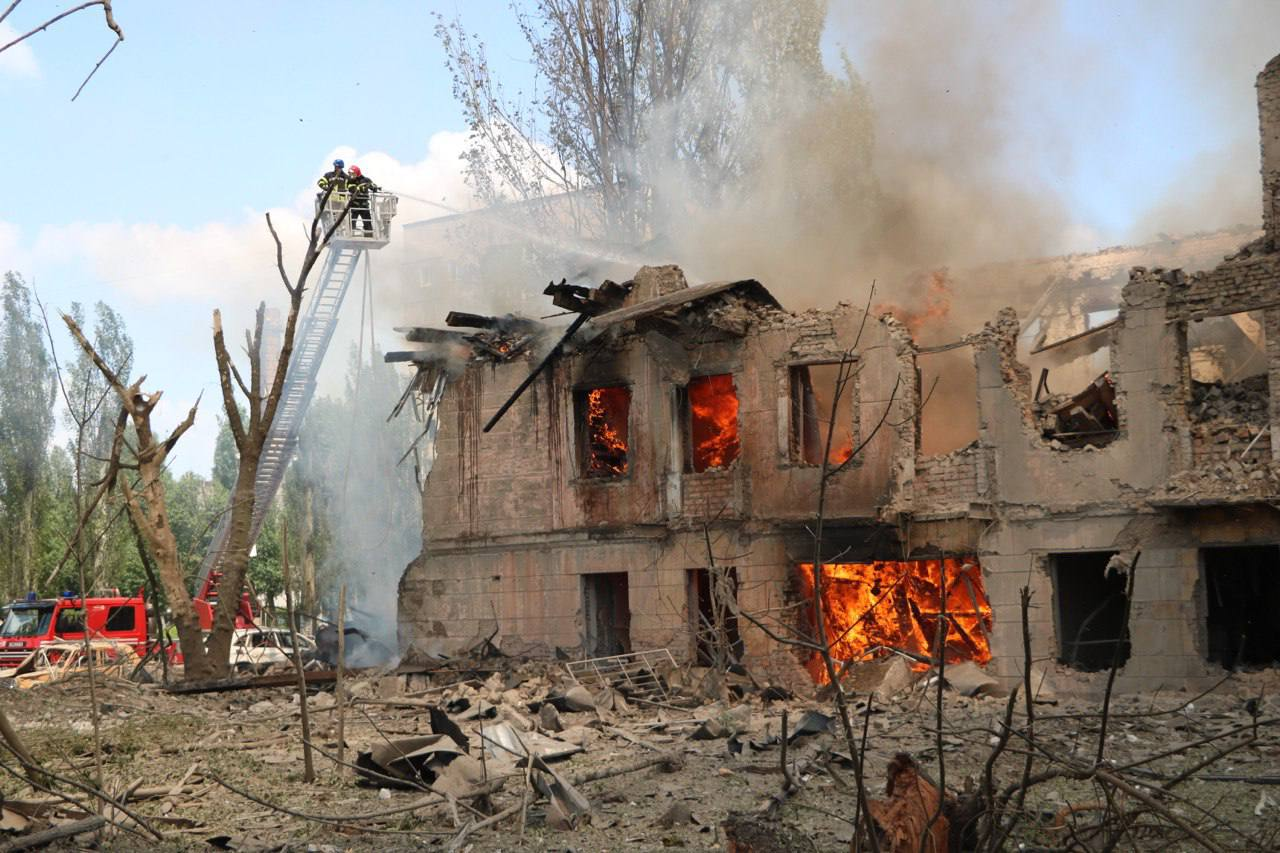
Spitalul din Dnipro (Regiunea Dnipro) după atacul cu rachete rusești, 26 mai 2023
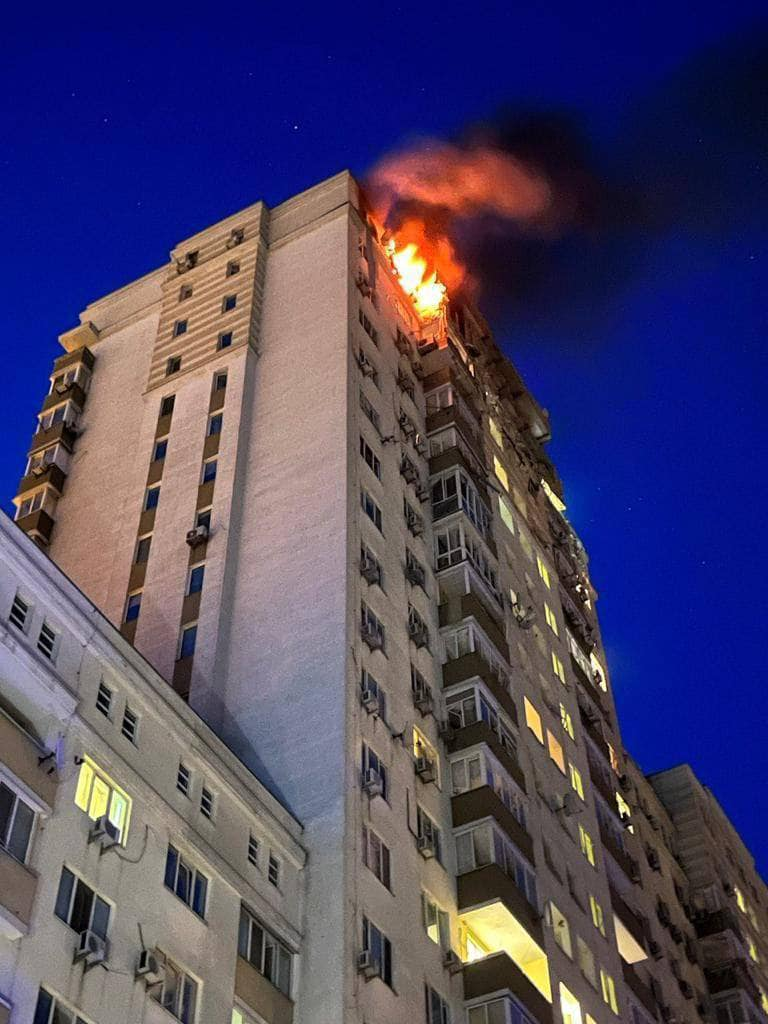
Clădire rezidențială din Kiev care a luat foc din cauza căderii fragmentelor unei drone rusești doborâte, 30 mai 2023
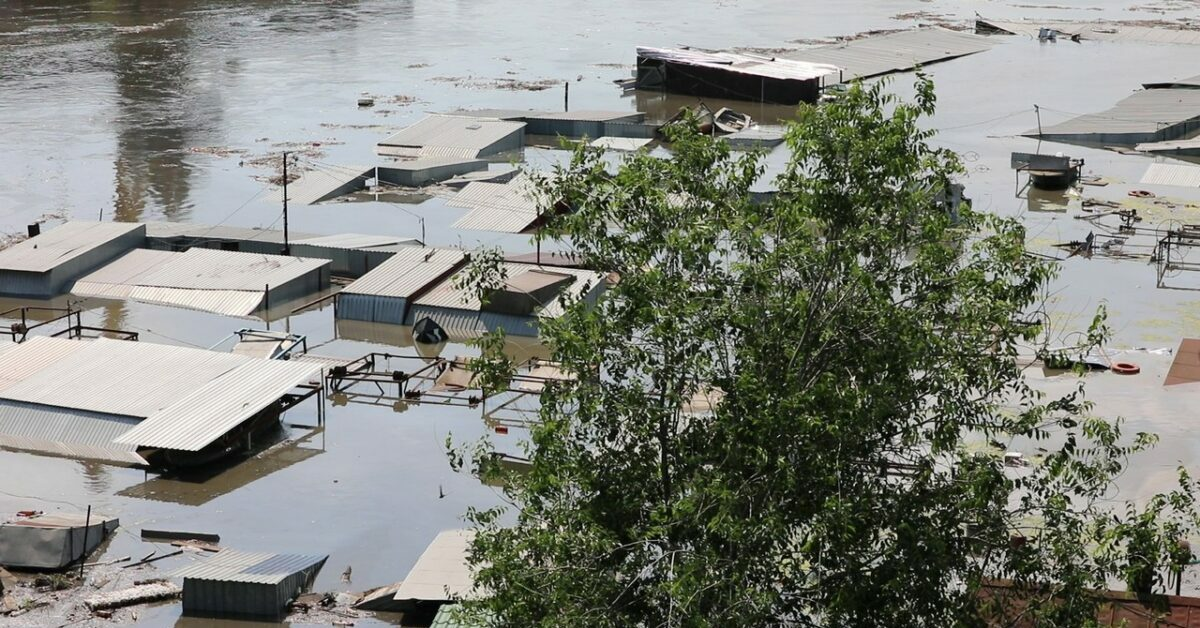
Inundații în Regiunea Herson după distrugerea barajului Kakhovka, 6 iunie 2023
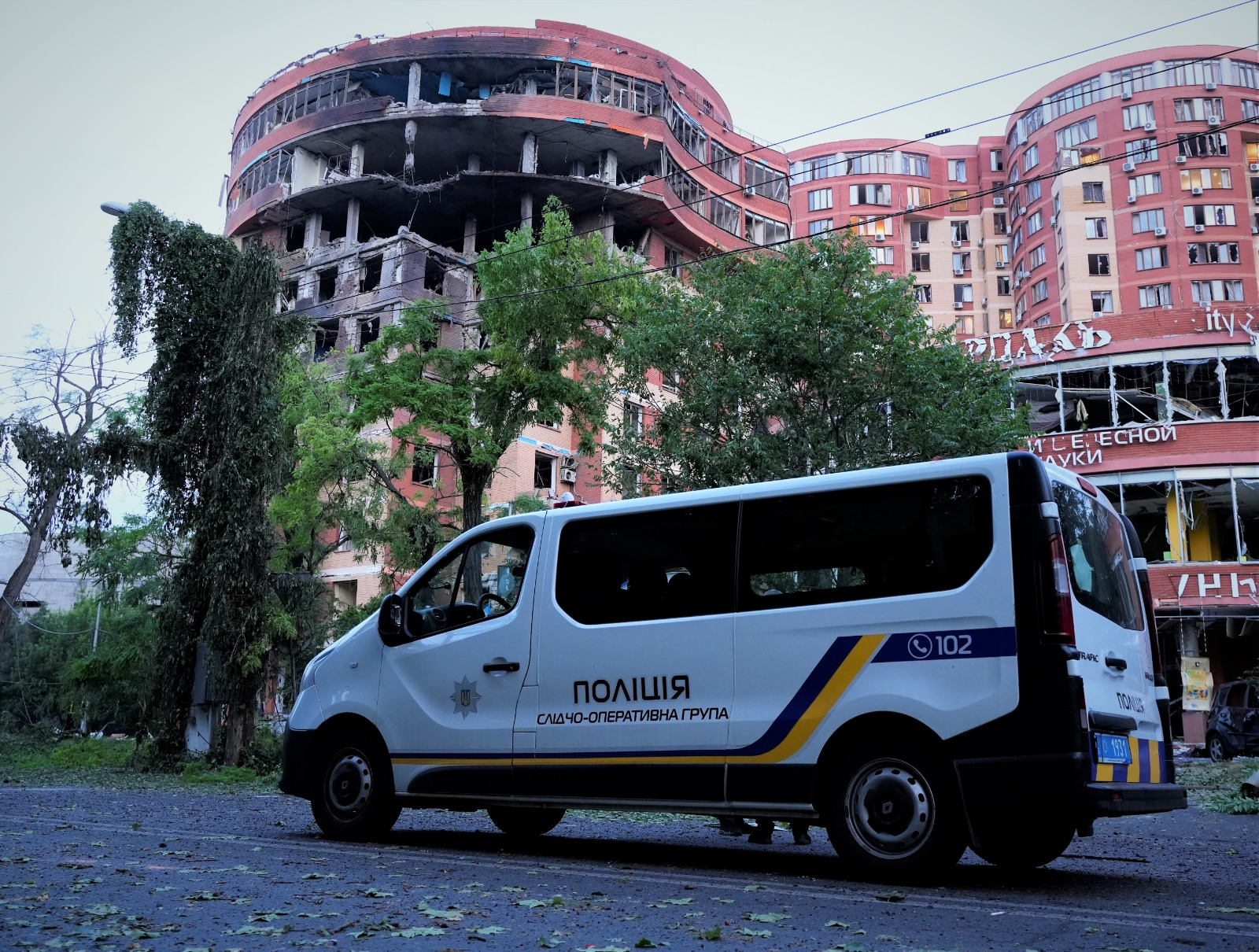
Clădirea distrusă în Odesa (Regiunea Odesa), 14 iunie 2023
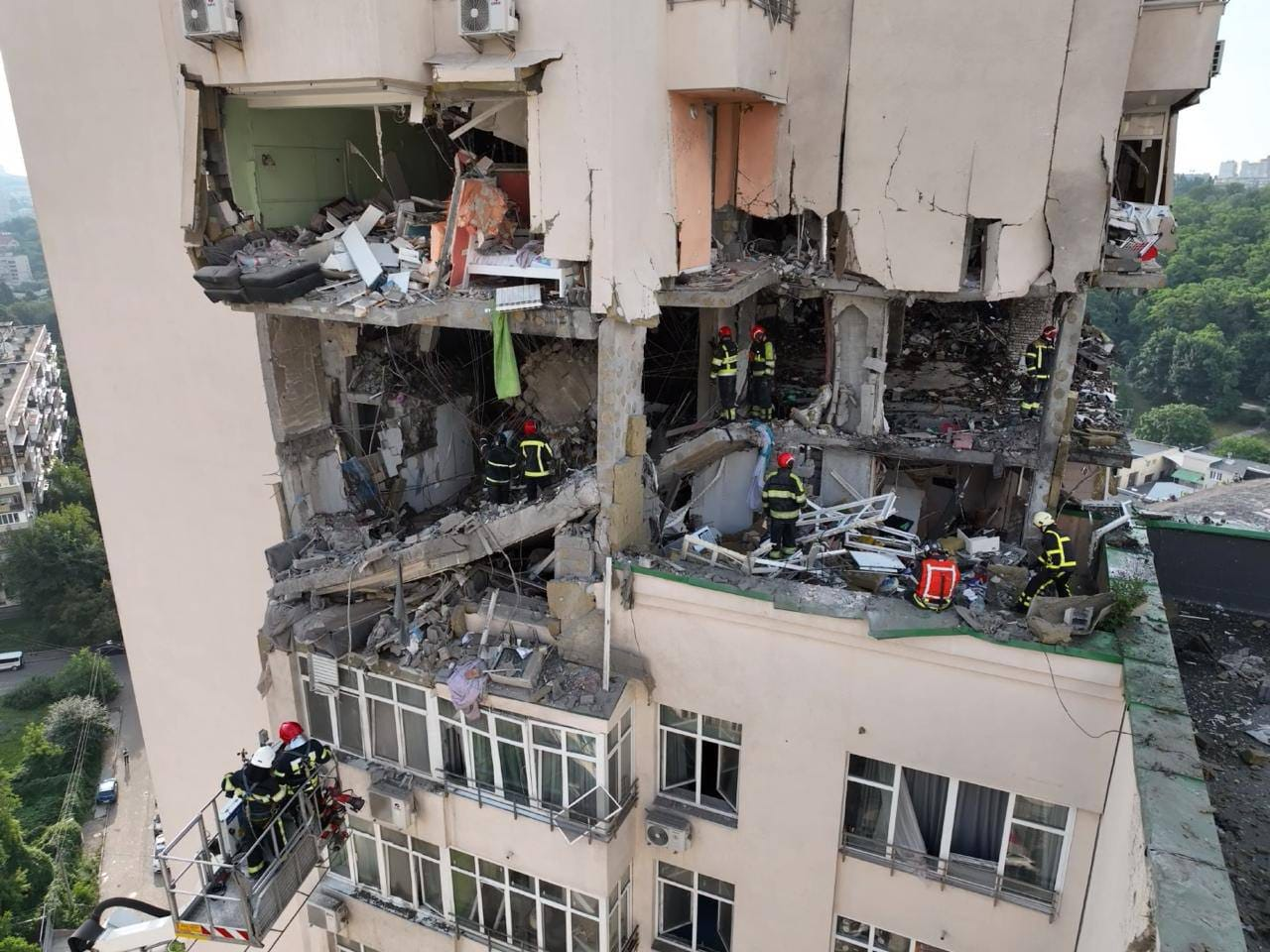
Clădire rezidențială de 25 de etaje deteriorată în Kiev, 24 iunie 2023
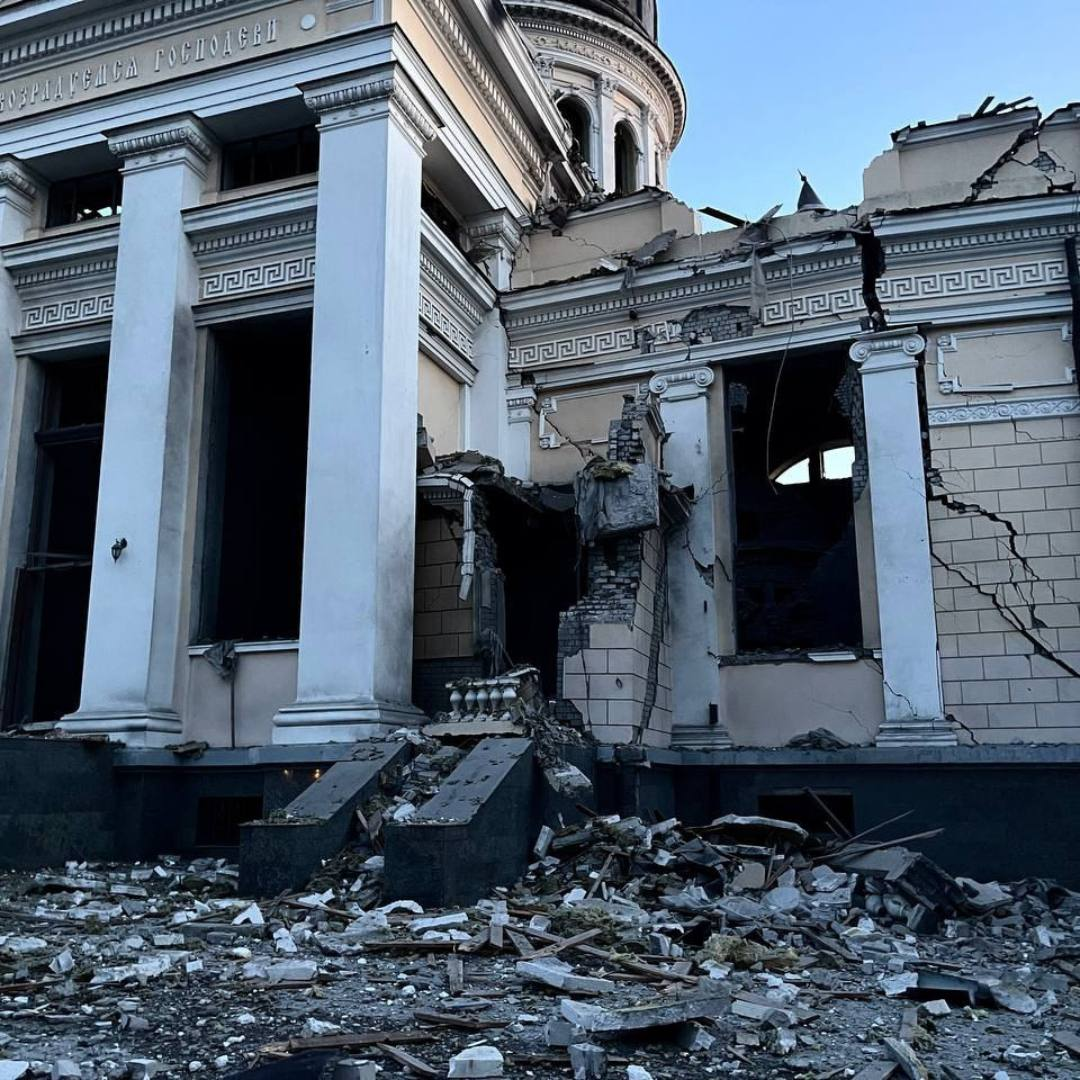
Catedrala Schimbarea la Față din Odesa în Odesa (Regiunea Odesa) după atacul cu rachete rusești din 23 iulie 2023
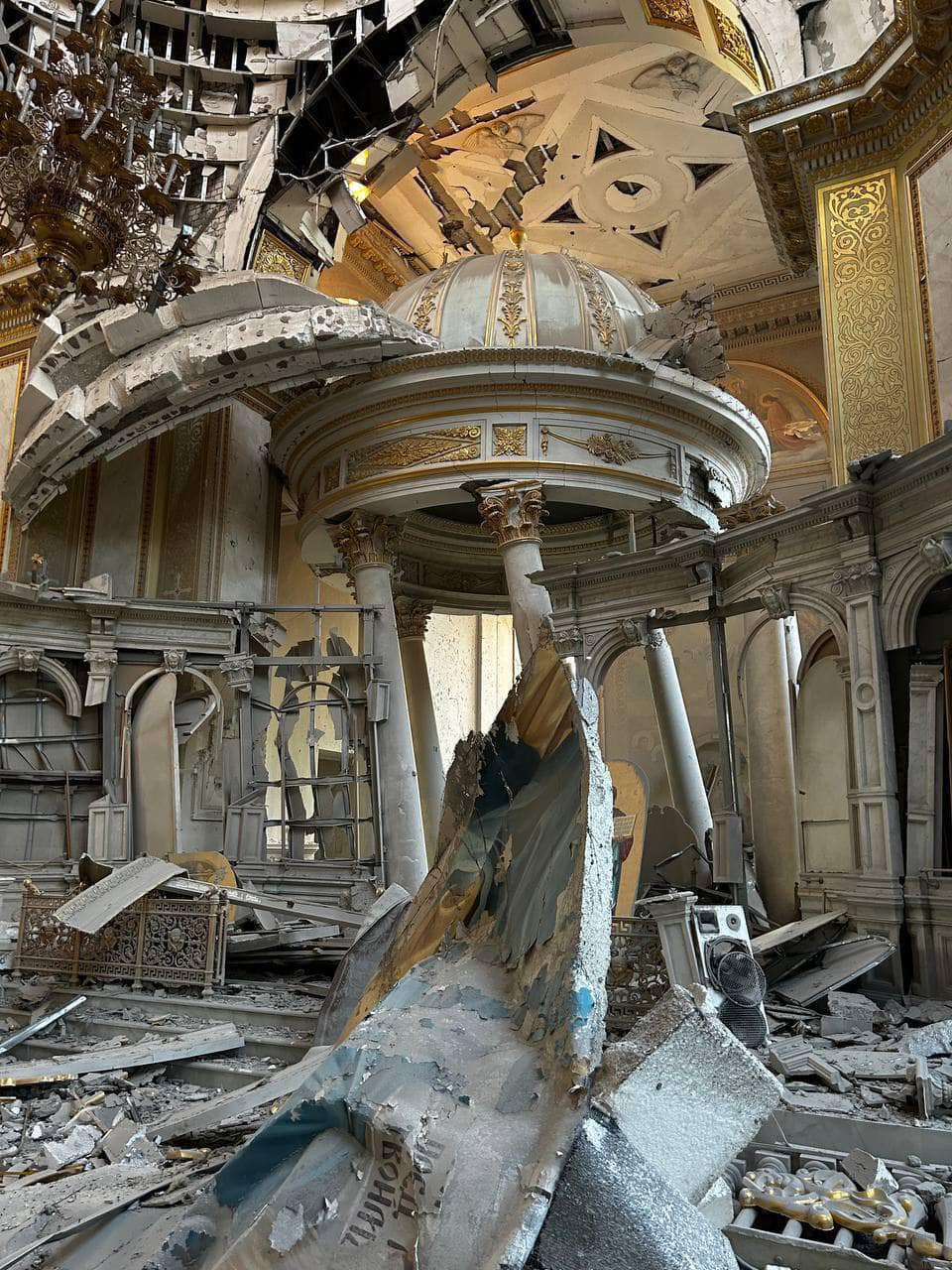
Catedrala Schimbarea la Față din Odesa în Odesa după un atac cu rachete rusești la 23 iulie
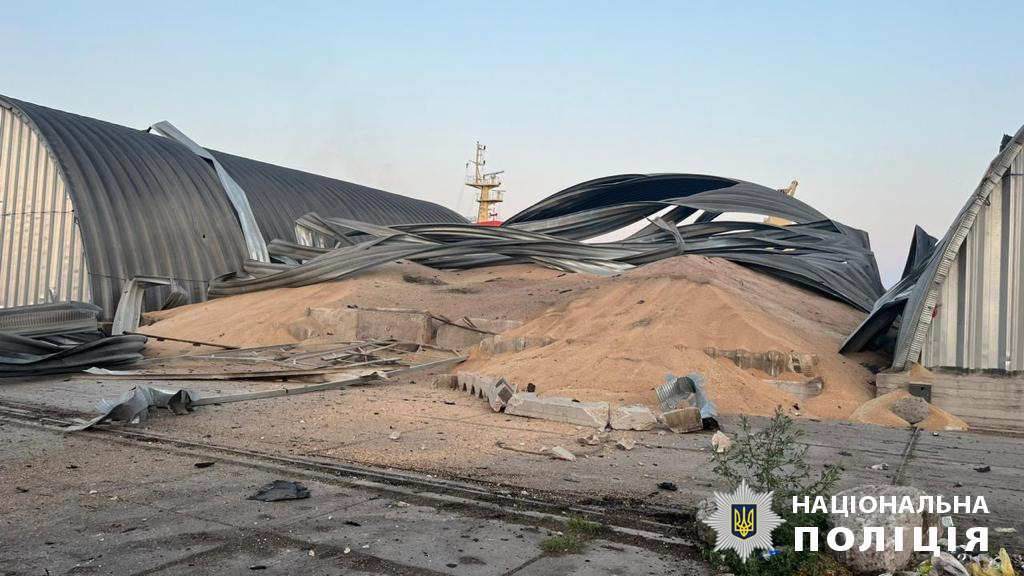
Grânarul din Portul Reni, regiunea Odesa după o lovitură rusească pe 24 iulie 2023
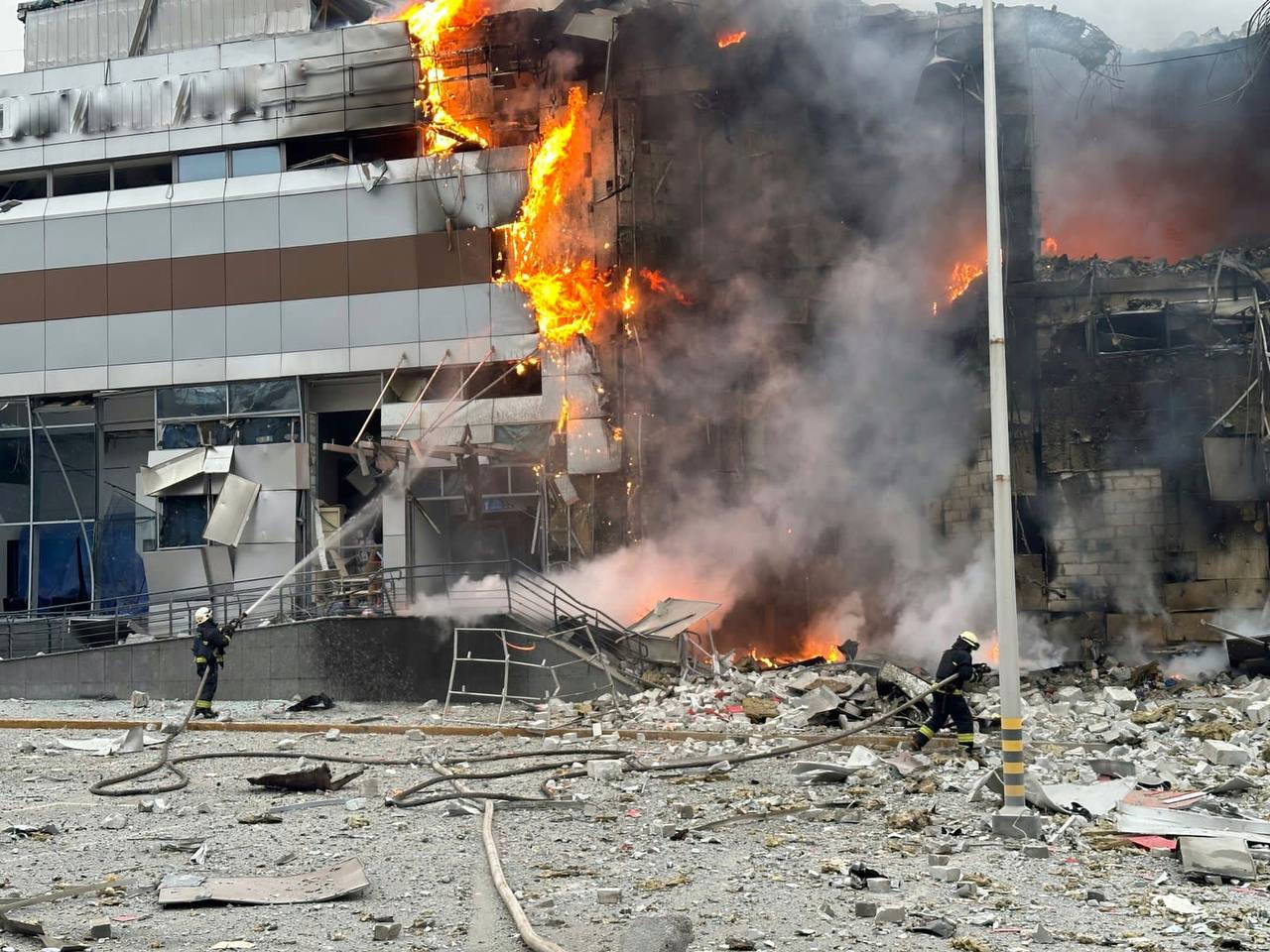
Urmările unui atac cu rachete asupra unui centru comercial din Dnipro (Regiunea Dnepropetrovsk) pe 29 decembrie 2023

## Siria

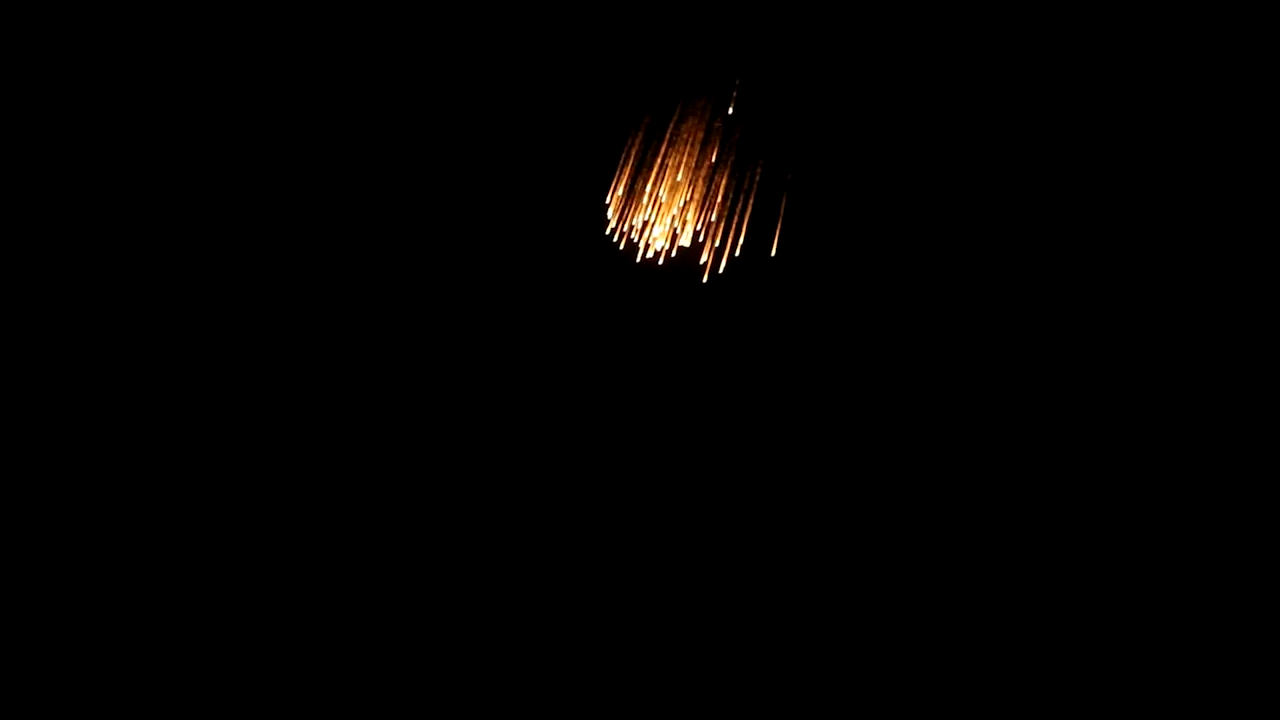
Avioane rusești lansează bombe incendiare în nordul Alepului în iunie 2016.

La 30 septembrie 2015, armata rusă a intervenit direct în războiul civil sirian de partea guvernului prorus al lui Bashar al-Assad. Potrivit Amnesty International, la sfârșitul lunii februarie 2016, avioanele de război rusești au vizat în mod deliberat civili și salvatori în timpul campaniei de bombardamente. Amnesty International a documentat atacuri asupra școlilor, spitalelor și locuințelor civile. Organizația a declarat că „Rusia este vinovată de unele dintre cele mai grave crime de război” observate în ultimele decenii. Tirana Hassan, directorul programului de răspuns la crize al Amnesty, a afirmat că, după bombardamentele asupra țintelor civile, avioanele rusești „fac o buclă” pentru un al doilea atac, vizând lucrătorii umanitari și civilii care încearcă să ajute victimele primelor atacuri.
În februarie 2016, Human Rights Watch (HRW) a raportat utilizarea pe scară largă a munițiilor cu dispersie de către Siria și Rusia, ceea ce contravenea Rezoluției 2139 a Organizației Națiunilor Unite din 22 februarie 2014, care cerea încetarea „utilizării fără discriminare a armelor în zonele populate”. HRW a confirmat că „forțele ruse sau siriene au fost responsabile pentru atacuri” și că munițiile utilizate au fost „fabricate în fosta Uniune Sovietică sau în Rusia”, sugerând că avioanele rusești le-au lansat sau că Rusia a furnizat recent guvernului sirian astfel de muniții. Deși nici Rusia, nici Siria nu sunt părți la Convenția privind Munițiile cu Dispersie, utilizarea acestor tipuri de muniții contrazice angajamentele guvernului sirian de a nu le folosi. Bombardamentele rusești nediscriminatorii împotriva civililor, inclusiv folosirea de bombe cu dispersie interzise sau atacuri incendiare, au fost frecvent considerate o încălcare a dreptului internațional, în special în timpul bătăliei de la Alep și al asediului Ghoutei de Est. Au fost stabilite paralele între distrugerile din 2016 de la Alep și cele de la Groznîi din 2000, acestea fiind descrise de unii ca reflectând o politică comună de „a nu lua prizonieri”. Între mai și iulie 2019, bombardamentele rusești au ucis 544 de civili în timpul asaltului asupra Idlibului. La 22 iulie 2019, bombardarea pieței Ma'arrat al-Numan a dus la moartea a 43 de civili, iar pe 16 august 2019, un atac aerian asupra taberei de refugiați Hass a ucis 20 de civili.
La 6 martie 2018, Consiliul Organizației Națiunilor Unite pentru Drepturile Omului a publicat un raport care confirmă că bombardarea pieței Atarib a fost efectuată de armata rusă. Raportul a concluzionat că utilizarea unor astfel de arme grele asupra unor zone civile dens populate poate constitui o crimă de război. La 2 februarie 2017, Oficiul Înaltului Comisar al Națiunilor Unite pentru Drepturile Omului (OHCHR) a publicat un raport despre bătălia de la Alep, confirmând că Rusia a utilizat arme cu dispersie și arme incendiare. Acesta a concluzionat că utilizarea acestora într-o zonă dens populată din estul Alepului „echivalează cu utilizarea unei arme inerent nediscriminatorii, constituind crima de război prin atacuri nediscriminatorii într-o zonă populată de civili”.
Observatorul Sirian pentru Drepturile Omului a raportat că loviturile aeriene și proiectilele de artilerie rusești au ucis 18.000 de persoane, inclusiv aproape 8.000 de civili, în Siria până la 1 octombrie 2018.

## Republica Centrafricană
La 27 octombrie 2021, experții ONU ai Consiliului pentru Drepturile Omului au avertizat că Grupul Wagner, paramilitar rus, „a hărțuit și intimidat violent civilii, inclusiv forțele de menținere a păcii, jurnaliștii, lucrătorii umanitari și minoritățile din Republica Centrafricană”. Aceștia au făcut apel la guvernul Republicii Centrafricane să rupă toate legăturile cu Grupul Wagner.
Printre exemplele de crime despre care se crede că au fost comise de membrii Grupului Wagner în Republica Centrafricană se numără masacrul de la Aïgbado, uciderea a 12 bărbați neînarmați în apropiere de Bossangoa pe 21 iulie 2021, precum și bătaia și reținerea în condiții inumane a unor presupuși rebeli într-o gaură deschisă la o bază a armatei naționale din Alindao între iunie și august 2021.

## Mali
În aprilie 2022, Human Rights Watch (HRW) a raportat că mercenari ruși, presupuși membri ai Grupului Wagner, au comis atrocități împotriva a sute de civili în Mali, alături de membri ai Forțelor Armate Maliene. Potrivit ONG-ului, Armed Conflict Location and Event Data Project, până la 456 de civili au murit în nouă incidente în care au fost implicate forțele maliene și luptătorii Wagner, între ianuarie și jumătatea lunii aprilie 2022. Cea mai mare atrocitate a fost comisă de forțele ruse și maliene în masacrul de la Moura, unde aproximativ 300 de civili au fost uciși pe 23 martie 2022.

## Proceduri judiciare

### Regional
Guvernul rus a negat responsabilitatea în instanțele sale locale. Deși au fost efectuate mii de investigații, o singură persoană a fost condamnată pentru crime împotriva cecenilor în războaiele cecene: Yuri Budanov, care a fost condamnat de o instanță rusă pentru răpirea și uciderea Elzei Kungaeva, primind o condamnare de 10 ani de închisoare în 2003. Amnesty International a concluzionat că „nu există nicio răspundere” și că „lipsa urmăririi penale a dus la un climat de impunitate”.
La 29 martie 2005, Serghei Lapin a fost condamnat la 11 ani de închisoare pentru torturarea studentului cecen Zelimkhan Murdalov în custodia poliției, care a dispărut de atunci. În decembrie 2007, locotenentul Evgheni Khudiakov și locotenentul Serghei Arakcheiev au fost condamnați la 17 și 15 ani de închisoare pentru uciderea a trei muncitori ceceni în construcții, în apropierea unui punct de control din Groznîi, în ianuarie 2003.

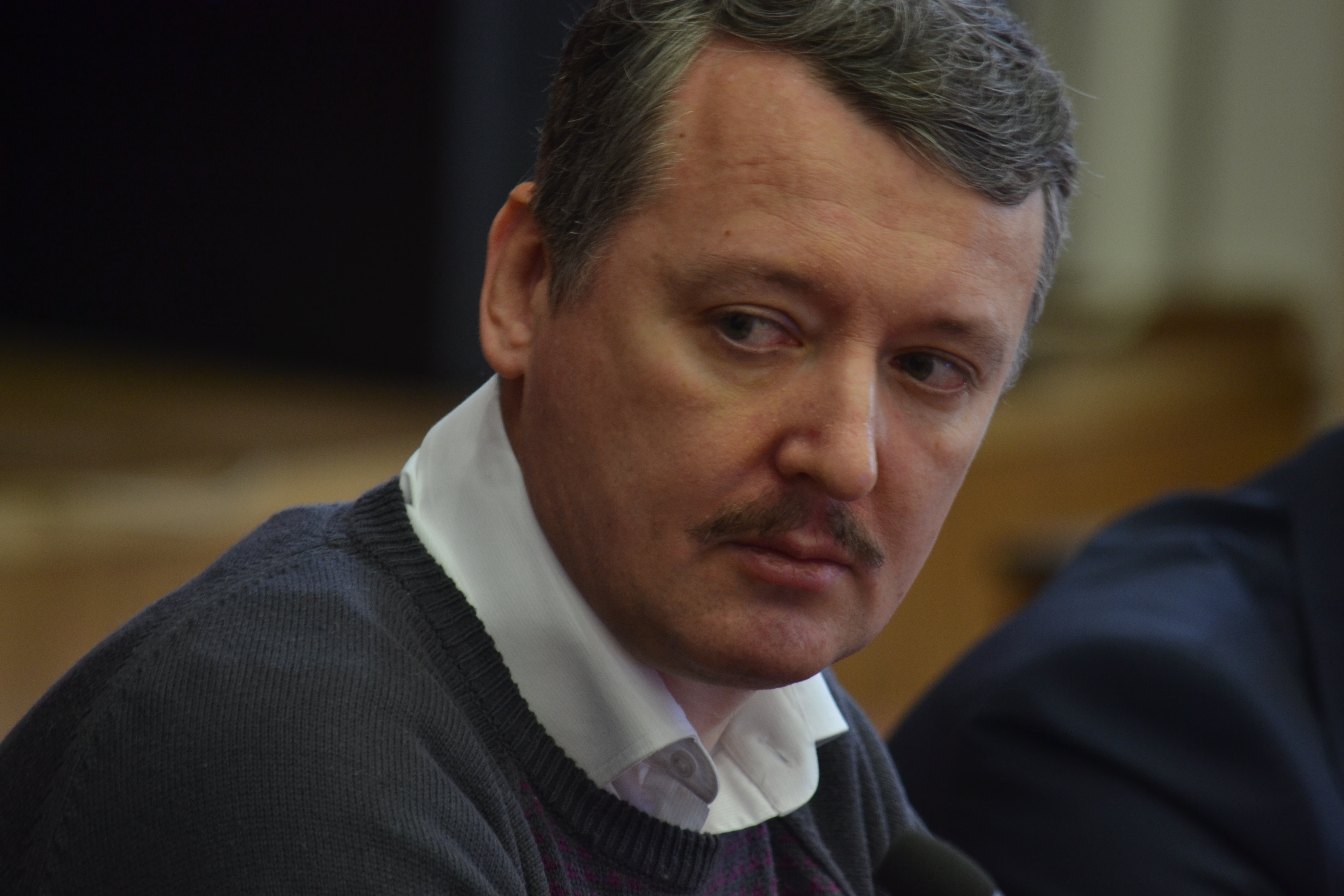
În 2022, fostul angajat al FSB Igor Strelkov a fost condamnat în contumacie de un tribunal olandez la închisoare pe viață pentru doborârea zborului MH17.

La 24 mai 2018, o anchetă olandeză a concluzionat că sistemul Buk care a doborât zborul 17 al Malaysia Airlines în 2014 provenea de la Brigada rusă 53 de rachete antiaeriene din Kursk. Într-o declarație din 5 iulie 2017, ministrul olandez al afacerilor externe a anunțat că mai multe țări vor urmări în justiție orice suspect identificat în doborârea zborului MH17 în Țările de Jos, conform legislației olandeze. Un tratat între Țările de Jos și Ucraina a fost semnat pe 7 iulie 2017 pentru a permite urmărirea în justiție a tuturor celor 298 de victime, indiferent de naționalitate. La 19 iunie 2019, procurorii olandezi au inculpat patru persoane pentru decesele din accidentul MH17: trei ruși — Igor Strelkov, fost angajat FSB; Serghei Dubinski și Oleg Pulatov; foști agenți GRU — și un ucrainean — Leonid Harcenko — asociat cu Republica Populară Donețk. La 17 noiembrie 2022, un tribunal olandez i-a găsit vinovați pe Strelkov, Dubinski și Harcenko și i-a condamnat la închisoare pe viață.
La 29 august 2003, un tribunal olandez (Rechtbank's Gravenhage) a stabilit că masacrul de la Samashki, în care au fost uciși 250 de civili ceceni, a fost o crimă împotriva umanității. La 9 noiembrie 2021, autoritățile ucrainene l-au arestat pe Denis Kulikovski, un înalt director al centrului de detenție Izoleațiia din Republica Populară Donețk, unde prizonierii supuși torturii.

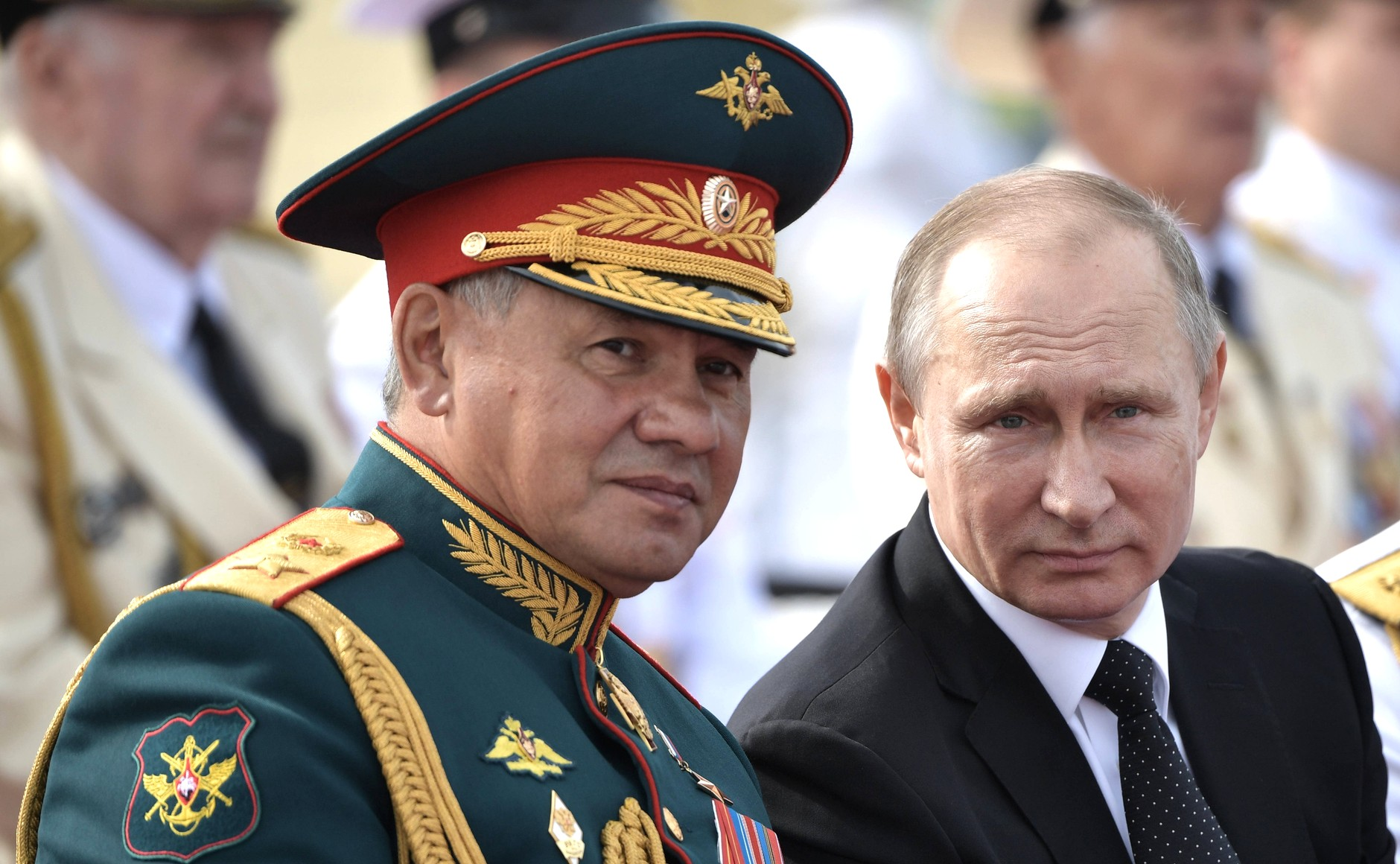
Președintele rus Vladimir Putin, care conduce Rusia din 2000, și ministrul rus al apărării Serghei Șoigu sunt acuzați de crime de război

La 15 martie 2022, Senatul Statelor Unite a adoptat în unanimitate o rezoluție prin care liderul rus Vladimir Putin a fost declarat criminal de război.
În 2022, parlamentele naționale, inclusiv cele din Polonia, Ucraina, Canada, Estonia, Letonia, Lituania și Republica Irlanda, au declarat că în Ucraina are loc un genocid.
La 13 mai 2022, autoritățile ucrainene au inițiat primul proces pentru crime de război legate de invazia rusă din 2022, când soldatul rus Vadim Șișimarin a fost inculpat pentru uciderea unui civil neînarmat în regiunea Sumî. El a fost condamnat la 15 ani de închisoare. La 31 mai, un tribunal din Kiev a condamnat doi soldați ruși la câte 11 ani și jumătate pentru tiruri cu artileria asupra a două sate din regiunea Harkov. La 8 august 2022, soldatul rus Mikhailo Kulikov a fost condamnat la 10 ani de închisoare pentru atacul asupra unei clădiri de apartamente de la periferia orașului Cernihiv. La 29 septembrie 2022, locotenentul rus Serhiî Steiner a fost condamnat în contumacie la 9 ani de închisoare de un tribunal ucrainean pentru jefuirea și distrugerea bunurilor civile în satul Lukeanivka. La 23 decembrie 2022, un tribunal ucrainean a condamnat patru soldați ruși la 11 ani de închisoare pentru răpirea și torturarea a trei locuitori din Borova, care făceau parte dintr-o unitate antiteroristă. La 3 martie 2023, un tribunal ucrainean a condamnat un pilot rus la 12 ani de închisoare pentru aruncarea a opt bombe asupra unui post de radio și televiziune din Harkov. Până în decembrie 2022, Ucraina a identificat peste 600 de presupuși criminali de război din Rusia, inclusiv pe ministrul rus al apărării, Serghei Șoigu.

### Internațional
Guvernul rus a încercat să blocheze orice urmărire internațională a rolului său în presupusele crime de război, folosindu-și locul în Consiliul de Securitate pentru a se opune prin veto rezoluțiilor care solicitau anchete privind doborârea zborului MH17 deasupra regiunii Donețk și crimele comise în Siria. Rusia a negat că un atac chimic a avut loc la Douma la 7 aprilie 2018, deși acest lucru a fost totuși confirmat într-un raport al Organizației pentru Interzicerea Armelor Chimice, susținută de ONU.
La 7 aprilie 2022, Rezoluția ES-11/3 a Adunării Generale a Organizației Națiunilor Unite a suspendat Rusia din Consiliul ONU pentru Drepturile Omului din cauza crimelor de război din Ucraina.
La 23 noiembrie 2022, Parlamentul European a desemnat Rusia drept stat sponsor al terorismului, afirmând că atacurile sale asupra infrastructurii energetice, spitalelor, școlilor și adăposturilor ucrainene încalcă dreptul internațional și pun în pericol civilii ucraineni în timpul iernii. La 19 ianuarie 2023, Parlamentul European a adoptat o rezoluție care recomandă înființarea unui tribunal internațional pentru urmărirea penală a lui Vladimir Putin și a liderului bielorus Alexandr Lukașenko pentru crime de război.
În raportul său din 2024 privind asediul orașului Mariupol, Human Rights Watch a publicat o listă cu 10 persoane care ar trebui trase la răspundere pentru crime de război, datorită responsabilității lor de comandă:
- Vladimir Putin, președinte al Rusiei și comandant suprem al armatei
- Serghei Șoigu, ministrul apărării și comandantul secund al armatei
- Valeri Gherasimov, prim adjunct al ministrului apărării și șef al Statului Major al forțelor armate
- Serghei Rudskoi, prim adjunct al șefului Statului Major al Forțelor Armate și șef al Direcției principale de operațiuni a Statului Major al Forțelor Armate
- Aleksandr Dvornikov, comandant al Districtului Militar Sudic
- Viktor Zolotov, comandantul șef al Gărzii Naționale Ruse
- Andrei Mordvicev, comandantul Armatei a 8-a de Arme Combinate
- Ramzan Kadîrov, șeful Republicii Cecene și al forțelor gărzii naționale cecene
- Adam Delimhanov, comandantul forțelor cecene din Mariupol în timpul asaltului asupra orașului
- Denis Pușilin, șeful statului marionetă separatist Republica Populară Donețk (RPD)

#### Curtea Europeană a Drepturilor Omului
Din cauza impunității soldaților ruși, sute de victime ale abuzurilor au depus cereri la Curtea Europeană a Drepturilor Omului (CEDO). Până în 2009, CEDO a emis 115 verdicte, inclusiv în cazul Baisaieva împotriva Rusiei, prin care a găsit guvernul rus vinovat de dispariții forțate, execuții extrajudiciare, tortură și faptul că nu a investigat corespunzător aceste crime în Cecenia.
La 21 ianuarie 2021, Curtea Europeană a Drepturilor Omului (CEDO) a condamnat Rusia pentru crime, tortură, jaf și distrugerea locuințelor în Georgia, precum și pentru împiedicarea întoarcerii a 20.000 de georgieni strămutați pe teritoriul lor.

#### Curtea Penală Internațională

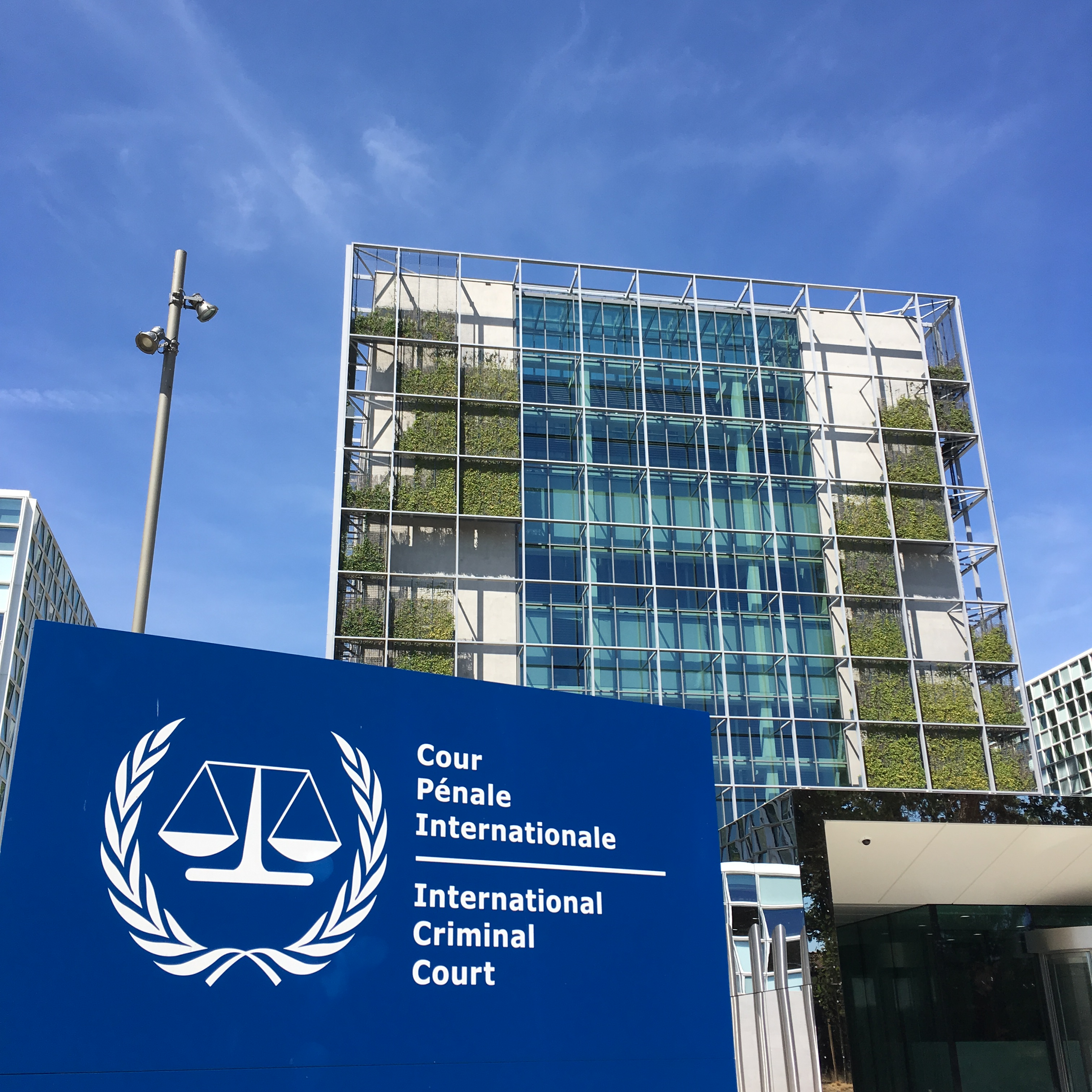
Clădirea Curții Penale Internaționale din Haga

Atunci când Curtea Penală Internațională (CPI) a început să investigheze anexarea Crimeii de către Rusia pentru posibile încălcări ale dreptului internațional, Rusia și-a retras calitatea de membru la 16 noiembrie 2016. Cu toate acestea, în raportul său preliminar din 2017, CPI a constatat că „situația de pe teritoriul Crimeii și Sevastopolului ar echivala cu un conflict armat internațional între Ucraina și Federația Rusă” și că aceasta „echivalează, de fapt, cu o stare de ocupație continuă”. CPI a mai constatat că există dovezi credibile că cel puțin 10 persoane au dispărut și se crede că au fost ucise în Crimeea pentru că s-au opus schimbării statutului acesteia. De asemenea, în ianuarie 2016, CPI a deschis o anchetă privind posibile crime de război comise în timpul războiului ruso-georgian din 2008.
La 28 februarie 2022, procurorul CPI, Karim Ahmad Khan, a anunțat că va lansa o anchetă privind presupusele crime de război în Ucraina. La 17 martie 2023, CPI a emis mandate de arestare împotriva lui Vladimir Putin și a comisarului rus pentru drepturile copilului, Maria Lvova-Belova, pentru crime de război de deportare și transfer ilegal de civili (copii) din Ucraina ocupată în Rusia. Human Rights Watch a salutat punerea sub acuzare, afirmând că aceasta „avansează justiția”. Amnesty International a lăudat, de asemenea, decizia CPI, recomandând extinderea acuzațiilor pentru a include și multe alte crime de război.
La 5 martie 2024, CPI i-a pus sub acuzare pe generalul-locotenent Serghei Kobilaș, comandantul Forțelor Aerospațiale Ruse, și pe amiralul Viktor Sokolov, comandantul Flotei Mării Negre, pentru crime de război și crime împotriva umanității săvârșite prin atacuri asupra unor obiective civile, provocarea de vătămări accidentale excesive civililor sau deteriorarea unor obiective civile și acte inumane în timpul atacurilor împotriva infrastructurii electrice ucrainene din octombrie 2022 până în martie 2023. La 25 iunie 2024, CPI i-a inculpat pe fostul ministru al apărării Serghei Șoigu și pe șeful Statului Major al Forțelor Armate ale Federației Ruse, Valeri Gerasimov, pentru aceleași trei capete de acuzare.
Președintele SUA, Joe Biden, a permis SUA să coopereze cu CPI în schimbul de dovezi privind crimele de război ale Rusiei.

#### Curtea Internațională de Justiție
Ucraina a sesizat Curtea Internațională de Justiție (CIJ)  împotriva Rusiei. La 16 martie 2022, CIJ a emis o hotărâre prin care a ordonat Rusiei să „suspende imediat operațiunile militare” din Ucraina.

#### Comisia Internațională de Anchetă privind Ucraina
La 4 martie 2022, Consiliul Organizației Națiunilor Unite pentru Drepturile Omului a votat cu 32 de voturi pentru, 2 împotrivă și 13 absențe pentru crearea Comisiei Internaționale de Anchetă privind Ucraina, o comisie internațională independentă formată din trei experți în drepturile omului, cu mandatul de a investiga încălcările drepturilor omului și ale dreptului internațional umanitar în contextul invaziei rusești din Ucraina din 2022.